# 1985
Portal Geschichte | Portal Biografien | Aktuelle Ereignisse | Jahreskalender | Tagesartikel

◄ |
19. Jahrhundert |
20. Jahrhundert
| 21. Jahrhundert

◄ |
1950er |
1960er |
1970er |
1980er
| 1990er | 2000er | 2010er | ►

◄◄ |
◄ |
1981 |
1982 |
1983 |
1984 |
1985
| 1986 | 1987 | 1988 | 1989 | ► | ►►
 Jan.
| Feb.
| Mär.
| Apr.
| Mai
| Jun.
| Jul.
| Aug.
| Sep.
| Okt.
| Nov.
| Dez.
Staatsoberhäupter · Wahlen · Nekrolog  · Literaturjahr · Musikjahr · Filmjahr · Rundfunkjahr · Sportjahr
| Januar | Januar | Januar | Januar | Januar | Januar | Januar | Januar |
| Kw     | Mo     | Di     | Mi     | Do     | Fr     | Sa     | So     |
| ------ | ------ | ------ | ------ | ------ | ------ | ------ | ------ |
| 1      |        | 1      | 2      | 3      | 4      | 5      | 6      |
| 2      | 7      | 8      | 9      | 10     | 11     | 12     | 13     |
| 3      | 14     | 15     | 16     | 17     | 18     | 19     | 20     |
| 4      | 21     | 22     | 23     | 24     | 25     | 26     | 27     |
| 5      | 28     | 29     | 30     | 31     |        |        |        |

| Februar | Februar | Februar | Februar | Februar | Februar | Februar | Februar |
| Kw      | Mo      | Di      | Mi      | Do      | Fr      | Sa      | So      |
| ------- | ------- | ------- | ------- | ------- | ------- | ------- | ------- |
| 5       |         |         |         |         | 1       | 2       | 3       |
| 6       | 4       | 5       | 6       | 7       | 8       | 9       | 10      |
| 7       | 11      | 12      | 13      | 14      | 15      | 16      | 17      |
| 8       | 18      | 19      | 20      | 21      | 22      | 23      | 24      |
| 9       | 25      | 26      | 27      | 28      |         |         |         |

| März | März | März | März | März | März | März | März |
| Kw   | Mo   | Di   | Mi   | Do   | Fr   | Sa   | So   |
| ---- | ---- | ---- | ---- | ---- | ---- | ---- | ---- |
| 9    |      |      |      |      | 1    | 2    | 3    |
| 10   | 4    | 5    | 6    | 7    | 8    | 9    | 10   |
| 11   | 11   | 12   | 13   | 14   | 15   | 16   | 17   |
| 12   | 18   | 19   | 20   | 21   | 22   | 23   | 24   |
| 13   | 25   | 26   | 27   | 28   | 29   | 30   | 31   |

| April | April | April | April | April | April | April | April |
| Kw    | Mo    | Di    | Mi    | Do    | Fr    | Sa    | So    |
| ----- | ----- | ----- | ----- | ----- | ----- | ----- | ----- |
| 14    | 1     | 2     | 3     | 4     | 5     | 6     | 7     |
| 15    | 8     | 9     | 10    | 11    | 12    | 13    | 14    |
| 16    | 15    | 16    | 17    | 18    | 19    | 20    | 21    |
| 17    | 22    | 23    | 24    | 25    | 26    | 27    | 28    |
| 18    | 29    | 30    |       |       |       |       |       |

| Mai | Mai | Mai | Mai | Mai | Mai | Mai | Mai |
| Kw  | Mo  | Di  | Mi  | Do  | Fr  | Sa  | So  |
| 18  |     |     | 1   | 2   | 3   | 4   | 5   |
| 19  | 6   | 7   | 8   | 9   | 10  | 11  | 12  |
| 20  | 13  | 14  | 15  | 16  | 17  | 18  | 19  |
| 21  | 20  | 21  | 22  | 23  | 24  | 25  | 26  |
| 22  | 27  | 28  | 29  | 30  | 31  |     |     |
| --- | --- | --- | --- | --- | --- | --- | --- |

| Juni | Juni | Juni | Juni | Juni | Juni | Juni | Juni |
| Kw   | Mo   | Di   | Mi   | Do   | Fr   | Sa   | So   |
| ---- | ---- | ---- | ---- | ---- | ---- | ---- | ---- |
| 22   |      |      |      |      |      | 1    | 2    |
| 23   | 3    | 4    | 5    | 6    | 7    | 8    | 9    |
| 24   | 10   | 11   | 12   | 13   | 14   | 15   | 16   |
| 25   | 17   | 18   | 19   | 20   | 21   | 22   | 23   |
| 26   | 24   | 25   | 26   | 27   | 28   | 29   | 30   |

| Juli | Juli | Juli | Juli | Juli | Juli | Juli | Juli |
| Kw   | Mo   | Di   | Mi   | Do   | Fr   | Sa   | So   |
| ---- | ---- | ---- | ---- | ---- | ---- | ---- | ---- |
| 27   | 1    | 2    | 3    | 4    | 5    | 6    | 7    |
| 28   | 8    | 9    | 10   | 11   | 12   | 13   | 14   |
| 29   | 15   | 16   | 17   | 18   | 19   | 20   | 21   |
| 30   | 22   | 23   | 24   | 25   | 26   | 27   | 28   |
| 31   | 29   | 30   | 31   |      |      |      |      |

| August | August | August | August | August | August | August | August |
| Kw     | Mo     | Di     | Mi     | Do     | Fr     | Sa     | So     |
| ------ | ------ | ------ | ------ | ------ | ------ | ------ | ------ |
| 31     |        |        |        | 1      | 2      | 3      | 4      |
| 32     | 5      | 6      | 7      | 8      | 9      | 10     | 11     |
| 33     | 12     | 13     | 14     | 15     | 16     | 17     | 18     |
| 34     | 19     | 20     | 21     | 22     | 23     | 24     | 25     |
| 35     | 26     | 27     | 28     | 29     | 30     | 31     |        |

| September | September | September | September | September | September | September | September |
| Kw        | Mo        | Di        | Mi        | Do        | Fr        | Sa        | So        |
| --------- | --------- | --------- | --------- | --------- | --------- | --------- | --------- |
| 35        |           |           |           |           |           |           | 1         |
| 36        | 2         | 3         | 4         | 5         | 6         | 7         | 8         |
| 37        | 9         | 10        | 11        | 12        | 13        | 14        | 15        |
| 38        | 16        | 17        | 18        | 19        | 20        | 21        | 22        |
| 39        | 23        | 24        | 25        | 26        | 27        | 28        | 29        |
| 40        | 30        |           |           |           |           |           |           |

| Oktober | Oktober | Oktober | Oktober | Oktober | Oktober | Oktober | Oktober |
| Kw      | Mo      | Di      | Mi      | Do      | Fr      | Sa      | So      |
| ------- | ------- | ------- | ------- | ------- | ------- | ------- | ------- |
| 40      |         | 1       | 2       | 3       | 4       | 5       | 6       |
| 41      | 7       | 8       | 9       | 10      | 11      | 12      | 13      |
| 42      | 14      | 15      | 16      | 17      | 18      | 19      | 20      |
| 43      | 21      | 22      | 23      | 24      | 25      | 26      | 27      |
| 44      | 28      | 29      | 30      | 31      |         |         |         |

| November | November | November | November | November | November | November | November |
| Kw       | Mo       | Di       | Mi       | Do       | Fr       | Sa       | So       |
| -------- | -------- | -------- | -------- | -------- | -------- | -------- | -------- |
| 44       |          |          |          |          | 1        | 2        | 3        |
| 45       | 4        | 5        | 6        | 7        | 8        | 9        | 10       |
| 46       | 11       | 12       | 13       | 14       | 15       | 16       | 17       |
| 47       | 18       | 19       | 20       | 21       | 22       | 23       | 24       |
| 48       | 25       | 26       | 27       | 28       | 29       | 30       |          |

| Dezember | Dezember | Dezember | Dezember | Dezember | Dezember | Dezember | Dezember |
| Kw       | Mo       | Di       | Mi       | Do       | Fr       | Sa       | So       |
| -------- | -------- | -------- | -------- | -------- | -------- | -------- | -------- |
| 48       |          |          |          |          |          |          | 1        |
| 49       | 2        | 3        | 4        | 5        | 6        | 7        | 8        |
| 50       | 9        | 10       | 11       | 12       | 13       | 14       | 15       |
| 51       | 16       | 17       | 18       | 19       | 20       | 21       | 22       |
| 52       | 23       | 24       | 25       | 26       | 27       | 28       | 29       |
| 1        | 30       | 31       |          |          |          |          |          |

| Januar | Januar | Januar | Januar | Januar | Januar | Januar | Januar |
| Kw     | Mo     | Di     | Mi     | Do     | Fr     | Sa     | So     |
| ------ | ------ | ------ | ------ | ------ | ------ | ------ | ------ |
| 1      |        | 1      | 2      | 3      | 4      | 5      | 6      |
| 2      | 7      | 8      | 9      | 10     | 11     | 12     | 13     |
| 3      | 14     | 15     | 16     | 17     | 18     | 19     | 20     |
| 4      | 21     | 22     | 23     | 24     | 25     | 26     | 27     |
| 5      | 28     | 29     | 30     | 31     |        |        |        |

| Februar | Februar | Februar | Februar | Februar | Februar | Februar | Februar |
| Kw      | Mo      | Di      | Mi      | Do      | Fr      | Sa      | So      |
| ------- | ------- | ------- | ------- | ------- | ------- | ------- | ------- |
| 5       |         |         |         |         | 1       | 2       | 3       |
| 6       | 4       | 5       | 6       | 7       | 8       | 9       | 10      |
| 7       | 11      | 12      | 13      | 14      | 15      | 16      | 17      |
| 8       | 18      | 19      | 20      | 21      | 22      | 23      | 24      |
| 9       | 25      | 26      | 27      | 28      |         |         |         |

| März | März | März | März | März | März | März | März |
| Kw   | Mo   | Di   | Mi   | Do   | Fr   | Sa   | So   |
| ---- | ---- | ---- | ---- | ---- | ---- | ---- | ---- |
| 9    |      |      |      |      | 1    | 2    | 3    |
| 10   | 4    | 5    | 6    | 7    | 8    | 9    | 10   |
| 11   | 11   | 12   | 13   | 14   | 15   | 16   | 17   |
| 12   | 18   | 19   | 20   | 21   | 22   | 23   | 24   |
| 13   | 25   | 26   | 27   | 28   | 29   | 30   | 31   |

| April | April | April | April | April | April | April | April |
| Kw    | Mo    | Di    | Mi    | Do    | Fr    | Sa    | So    |
| ----- | ----- | ----- | ----- | ----- | ----- | ----- | ----- |
| 14    | 1     | 2     | 3     | 4     | 5     | 6     | 7     |
| 15    | 8     | 9     | 10    | 11    | 12    | 13    | 14    |
| 16    | 15    | 16    | 17    | 18    | 19    | 20    | 21    |
| 17    | 22    | 23    | 24    | 25    | 26    | 27    | 28    |
| 18    | 29    | 30    |       |       |       |       |       |

| Mai | Mai | Mai | Mai | Mai | Mai | Mai | Mai |
| Kw  | Mo  | Di  | Mi  | Do  | Fr  | Sa  | So  |
| 18  |     |     | 1   | 2   | 3   | 4   | 5   |
| 19  | 6   | 7   | 8   | 9   | 10  | 11  | 12  |
| 20  | 13  | 14  | 15  | 16  | 17  | 18  | 19  |
| 21  | 20  | 21  | 22  | 23  | 24  | 25  | 26  |
| 22  | 27  | 28  | 29  | 30  | 31  |     |     |
| --- | --- | --- | --- | --- | --- | --- | --- |

| Juni | Juni | Juni | Juni | Juni | Juni | Juni | Juni |
| Kw   | Mo   | Di   | Mi   | Do   | Fr   | Sa   | So   |
| ---- | ---- | ---- | ---- | ---- | ---- | ---- | ---- |
| 22   |      |      |      |      |      | 1    | 2    |
| 23   | 3    | 4    | 5    | 6    | 7    | 8    | 9    |
| 24   | 10   | 11   | 12   | 13   | 14   | 15   | 16   |
| 25   | 17   | 18   | 19   | 20   | 21   | 22   | 23   |
| 26   | 24   | 25   | 26   | 27   | 28   | 29   | 30   |

| Juli | Juli | Juli | Juli | Juli | Juli | Juli | Juli |
| Kw   | Mo   | Di   | Mi   | Do   | Fr   | Sa   | So   |
| ---- | ---- | ---- | ---- | ---- | ---- | ---- | ---- |
| 27   | 1    | 2    | 3    | 4    | 5    | 6    | 7    |
| 28   | 8    | 9    | 10   | 11   | 12   | 13   | 14   |
| 29   | 15   | 16   | 17   | 18   | 19   | 20   | 21   |
| 30   | 22   | 23   | 24   | 25   | 26   | 27   | 28   |
| 31   | 29   | 30   | 31   |      |      |      |      |

| August | August | August | August | August | August | August | August |
| Kw     | Mo     | Di     | Mi     | Do     | Fr     | Sa     | So     |
| ------ | ------ | ------ | ------ | ------ | ------ | ------ | ------ |
| 31     |        |        |        | 1      | 2      | 3      | 4      |
| 32     | 5      | 6      | 7      | 8      | 9      | 10     | 11     |
| 33     | 12     | 13     | 14     | 15     | 16     | 17     | 18     |
| 34     | 19     | 20     | 21     | 22     | 23     | 24     | 25     |
| 35     | 26     | 27     | 28     | 29     | 30     | 31     |        |

| September | September | September | September | September | September | September | September |
| Kw        | Mo        | Di        | Mi        | Do        | Fr        | Sa        | So        |
| --------- | --------- | --------- | --------- | --------- | --------- | --------- | --------- |
| 35        |           |           |           |           |           |           | 1         |
| 36        | 2         | 3         | 4         | 5         | 6         | 7         | 8         |
| 37        | 9         | 10        | 11        | 12        | 13        | 14        | 15        |
| 38        | 16        | 17        | 18        | 19        | 20        | 21        | 22        |
| 39        | 23        | 24        | 25        | 26        | 27        | 28        | 29        |
| 40        | 30        |           |           |           |           |           |           |

| Oktober | Oktober | Oktober | Oktober | Oktober | Oktober | Oktober | Oktober |
| Kw      | Mo      | Di      | Mi      | Do      | Fr      | Sa      | So      |
| ------- | ------- | ------- | ------- | ------- | ------- | ------- | ------- |
| 40      |         | 1       | 2       | 3       | 4       | 5       | 6       |
| 41      | 7       | 8       | 9       | 10      | 11      | 12      | 13      |
| 42      | 14      | 15      | 16      | 17      | 18      | 19      | 20      |
| 43      | 21      | 22      | 23      | 24      | 25      | 26      | 27      |
| 44      | 28      | 29      | 30      | 31      |         |         |         |

| November | November | November | November | November | November | November | November |
| Kw       | Mo       | Di       | Mi       | Do       | Fr       | Sa       | So       |
| -------- | -------- | -------- | -------- | -------- | -------- | -------- | -------- |
| 44       |          |          |          |          | 1        | 2        | 3        |
| 45       | 4        | 5        | 6        | 7        | 8        | 9        | 10       |
| 46       | 11       | 12       | 13       | 14       | 15       | 16       | 17       |
| 47       | 18       | 19       | 20       | 21       | 22       | 23       | 24       |
| 48       | 25       | 26       | 27       | 28       | 29       | 30       |          |

| Dezember | Dezember | Dezember | Dezember | Dezember | Dezember | Dezember | Dezember |
| Kw       | Mo       | Di       | Mi       | Do       | Fr       | Sa       | So       |
| -------- | -------- | -------- | -------- | -------- | -------- | -------- | -------- |
| 48       |          |          |          |          |          |          | 1        |
| 49       | 2        | 3        | 4        | 5        | 6        | 7        | 8        |
| 50       | 9        | 10       | 11       | 12       | 13       | 14       | 15       |
| 51       | 16       | 17       | 18       | 19       | 20       | 21       | 22       |
| 52       | 23       | 24       | 25       | 26       | 27       | 28       | 29       |
| 1        | 30       | 31       |          |          |          |          |          |

## Jahreswidmungen
- 1985 war „Jahr der Vereinten Nationen“.
- 1985 war „Internationales Jahr der Jugend“.
- Der Neuntöter (lat. Lanius collurio) war Vogel des Jahres (NABU/Deutschland).

## Ereignisse

### Politik und Weltgeschehen
- 1. Januar: Die Schweiz führt die Autobahngebühr für PKW ein.
- 1. Januar: Die DDR vergrößert ihr See-Territorium von drei auf zwölf Seemeilen.
- 1. Januar: Kurt Furgler wird zum dritten Mal Bundespräsident der Schweiz.
- 1. Januar: Die dänische autonome Region Grönland verlässt als einziges Gebiet die EG.
- 1. Januar: In den meisten EG-Mitgliedstaaten werden die ersten Europäischen Pässe ausgestellt.
- 11. Januar: Auf der Waldheide bei Heilbronn explodiert eine Treibstufe einer Pershing-II-Rakete.
- 15. Januar: Tancredo Neves wird in Brasilien vom Wahlmännergremium mit 480 von 686 Stimmen zum Präsidenten gewählt.
- 15. Januar: Der 298 Meter hohe Sendemast des Westdeutschen Rundfunks auf dem Bielstein im Teutoburger Wald stürzt um, nachdem durch starke Vereisung eine Pardune zerrissen ist.
- 25. Januar: Der Deutsche Bundestag beschließt einstimmig, dass alle Entscheidungen des Volksgerichtshofs von 1934 bis 1945 nichtig sind.
- 5. Februar: Nach 16 Jahren wird der Grenzübergang zwischen Spanien und Gibraltar wiedereröffnet.
- 12. Februar: Konkordat zwischen dem Heiligen Stuhl und dem Saarland.
- 23. Februar: Martin Bangemann wird auf dem Parteitag in Saarbrücken als Nachfolger von Hans-Dietrich Genscher zum neuen Bundesvorsitzenden der FDP gewählt.
- 8. März: Bei einem Autobombenanschlag in Beirut, der dem geistigen Führer Muhammad Hussein Fadlallah gilt, sterben über 80 Menschen und rund 200 Personen werden verletzt. Der Hisbollah-Führer entgeht dem Attentat.
- 10. März: Wahlen zum Abgeordnetenhaus von Berlin (West-Berlin), die Koalition von CDU und FDP unter dem Regierenden Bürgermeister Eberhard Diepgen (CDU) wird bestätigt. Die SPD erzielt ihr schlechtestes Wahlergebnis seit Kriegsende – Am gleichen Abend erreicht die SPD im Saarland mit ihrem Spitzenkandidaten, dem Saarbrücker Oberbürgermeister Oskar Lafontaine, die absolute Mehrheit und regiert erstmals das Saarland.
- 11. März: Michail Gorbatschow wird Generalsekretär der KPdSU.
- 15. März: Wiederherstellung der Demokratie in Brasilien; José Sarney wird Präsident.
- 2. April: Verurteilung der führenden RAF-Terroristen Christian Klar und Brigitte Mohnhaupt.
- 11. April: Albanien. Tod von Enver Hoxha, Ramiz Alia übernimmt die Führung der Kommunistischen Partei, Beginn einer vorsichtigen Öffnung des Landes.
- 16. April: Doppelbesteuerungsabkommen zwischen der Bundesrepublik Deutschland und der Türkei.
- 2. Mai: G7-Gipfel in Bonn
- 5. Mai: US-Präsident Ronald Reagan kommt in die Bundesrepublik Deutschland. Vor dem KZ Bergen-Belsen besucht er auf Wunsch von Bundeskanzler Helmut Kohl die umstrittene Kriegsgräberstätte Bitburg, auf der auch SS-Angehörige begraben liegen.
- 8. Mai: Richard von Weizsäcker hält im Deutschen Bundestag die vielbeachtete Rede Zum 40. Jahrestag der Beendigung des Krieges in Europa und der nationalsozialistischen Gewaltherrschaft.
- 12. Mai: Bei der Landtagswahl in Nordrhein-Westfalen erzielt die SPD unter Ministerpräsident Johannes Rau mit 52,1 % der Stimmen das beste Wahlergebnis ihrer Geschichte in diesem Bundesland.
- 14. Mai: Im Brokdorf-Beschluss beschäftigt sich das deutsche Bundesverfassungsgericht erstmals mit der Versammlungsfreiheit und setzt höhere Hürden für Demonstrationsverbote durch Behörden.
- 20. Mai: Sendestart von Radio Martí.
- 6. Juni: Im brasilianischen Embu wird das Grab von Wolfgang Gerhard geöffnet. Die exhumierten Gebeine werden später als jene des gesuchten KZ-Arztes Josef Mengele identifiziert.
- 10. Juni: Doppelbesteuerungsabkommen zwischen der Bundesrepublik Deutschland und der Volksrepublik China.
- 11. Juni: Im geteilten Berlin kommt es zum größten Agentenaustausch in der Nachkriegsära. 25 Westspione wechseln auf der Glienicker Brücke gegen vier Ostagenten die Demarkationslinie.
- 13. Juni: Die sogenannte Auschwitz-Lüge wird in der Bundesrepublik Deutschland unter Strafe gestellt. Zudem ist die Herstellung und Verbreitung von Gegenständen mit NS-Kennzeichen verboten sowie die Beleidigung und Verunglimpfung von verstorbenen NS-Opfern, die von Amts wegen verfolgt werden können.
- 19. Juni: Bei einem Sprengstoffanschlag auf dem Flughafen Frankfurt am Main kommen drei Menschen ums Leben, über 40 werden verletzt.
- 25. Juni: Als erstes Bundesland hebt das Saarland den Radikalenerlass förmlich auf.
- 30. Juni: Die letzten 39 Geiseln des TWA-Flugs 847 werden freigelassen. Ein Kommando einer der Hisbollah nahestehenden Organisation hatte das Flugzeug am 14. Juni entführt.
- 10. Juli: Das Greenpeace-Schiff Rainbow Warrior wird von Agenten des französischen Geheimdiensts im Hafen von Auckland versenkt.
- 13. Juli: Mit Live Aid findet das bis dahin größte Benefizkonzert parallel in London und Philadelphia statt.
- 20. Juli: Rassenunruhen veranlassen die südafrikanische Apartheid-Regierung, für 36 Bezirke im Land den Ausnahmezustand zu verkünden.
- 6. August: Víctor Paz Estenssoro wird zum vierten Mal Präsident von Bolivien.
- 15. August: Der südafrikanische Präsident Pieter Willem Botha hält in Durban eine als Rubikon-Rede bekanntgewordene Ansprache, in deren Folge sich sowohl die wirtschaftliche und soziale Situation Südafrikas als auch die internationalen Beziehungen des Landes deutlich verschlechtern.
- 23. August: Das Fernsehen der DDR berichtet, dass der Regierungsdirektor des Bundesamts für Verfassungsschutz in Köln, Hansjoachim Tiedge, in die DDR übergelaufen ist.
- 27. August: General Ibrahim Babangida übernimmt die Macht in Nigeria.
- 23. September: Malediven. Staatspräsident Gayoom wird für fünf Jahre wiedergewählt.
- 1. September: Das Wrack der Titanic wird von den Forschern Jean-Louis Michel und Robert Ballard entdeckt.
- 16. September: Die SPD nominiert den nordrhein-westfälischen Ministerpräsidenten Johannes Rau zum Kanzlerkandidaten für die Bundestagswahl 1987.
- 27. September: Das Neue Rathaus in Linz, eine als „begehbarer Hügel“ gestaltete Megastruktur wird eröffnet.
- 3. Oktober: In der Konvention von Granada verständigt sich der Europarat auf den Schutz des architektonischen Erbes.
- 6. Oktober: Bei den Parlamentswahlen in Portugal siegen die Sozialdemokraten unter Aníbal Cavaco Silva.
- 7. Oktober: Das Kreuzfahrtschiff Achille Lauro wird durch Palästinenser unter dem Kommando Abu Abbas’ entführt.
- 13. Oktober: Parlamentswahlen in Belgien
- 16. Oktober: SPD und Grüne einigen sich in Hessen auf die Bildung der ersten rot-grünen Koalition auf Landesebene – Ministerpräsident bleibt Holger Börner, Umweltminister wird Joschka Fischer.
- 26. Oktober: 120 Aborigines erhalten den australischen Uluṟu-Kata-Tjuṯa-Nationalpark mit dem Felsen Uluṟu (früher Ayers Rock) zurückübertragen. Sie vereinbaren im Gegenzug mit der Regierung in Canberra, den Park für 99 Jahre auch dem Tourismus zu öffnen.
- 6. November: Aníbal Cavaco Silva wird neuer portugiesischer Ministerpräsident.
- 22. November: Nach ihrem ersten Zusammentreffen auf der Genfer Gipfelkonferenz (1985), die ohne konkrete Ergebnisse zu Ende geht, erklären der sowjetische Staats- und Parteichef Michail Gorbatschow und US-Präsident Ronald Reagan unisono „die Welt sei nun sicherer“ geworden.
- 16. Dezember: Der Mobster John Gotti lässt den Mobster Paul Castellano und seinen neu ernannten Stellvertreter Thomas Bilotti in Manhattan vor dem Sparks Steak House erschießen.
- 27. Dezember: Bei einem Terroranschlag am Flughafen Wien-Schwechat werden drei vor dem Schalter der israelischen Fluggesellschaft El Al wartende Passagiere getötet und mehr als 30 teils schwer verletzt. Am selben Tag werden bei einem Terroranschlag am Flughafen Rom-Fiumicino 16 Personen getötet und 80 verletzt.
- 31. Dezember: Großbritannien und Singapur treten aus der UNESCO aus.

### Wirtschaft
- 1. Januar: Die Programmgesellschaft für Kabel- und Satellitenrundfunk (PKS) heißt nun Sat.1.
- 9. Januar: Die Einschienenbahn Kitakyūshū nimmt in der gleichnamigen Stadt auf der japanischen Insel Kyūshū den Betrieb auf.
- 9. Juli: Der österreichische Glykolwein-Skandal nimmt seinen Lauf. Vor dem Genuss von Prädikatsweinen, die mit dem Frostschutzmittel Diethylenglykol gepanscht sein können, warnt das deutsche Bundesgesundheitsministerium.
- 26. November: In Österreich bricht sich der Intertrading-Skandal Bahn. Eine Tochtergesellschaft des staatlichen VÖEST-Konzerns hat hoch spekulative Geschäfte am Ölmarkt getätigt, die zu Verlusten von mindestens 5,7 Milliarden Schilling führen.
- 31. Dezember: Friedrich Karl Flick veräußert die Feldmühle AG für fünf Milliarden D-Mark an die Deutsche Bank, welche nach anschließender Umstrukturierung des Unternehmens einen Börsengang beabsichtigt.

### Wissenschaft und Technik
- 12. März: Vom Luftwaffenstützpunkt Vandenberg wird der Erdbeobachtungssatellit Geosat der US Navy gestartet.
- 17. Juni: Das Space Shuttle Discovery startet zur Mission STS-51-G in den erdnahen Orbit. Als Nutzlastspezialist ist mit Sultan bin Salman bin Abdulaziz Al Saud der erste arabische Raumfahrer an Bord. Der saudi-arabische Prinz ist seither jüngster Astronaut der NASA.
- 29. Juni: Das Roque-de-los-Muchachos-Observatorium auf der Kanareninsel La Palma wird feierlich eingeweiht. Das Gemeinschaftsprojekt mehrerer europäischer Staaten hat sich astrophysikalischen Forschungen verschrieben.
- 2. Juli: Zur Erforschung des Halleyschen Kometen wird die europäische Raumsonde Giotto, benannt nach Giotto di Bondone, vom Weltraumbahnhof in Kourou gestartet.

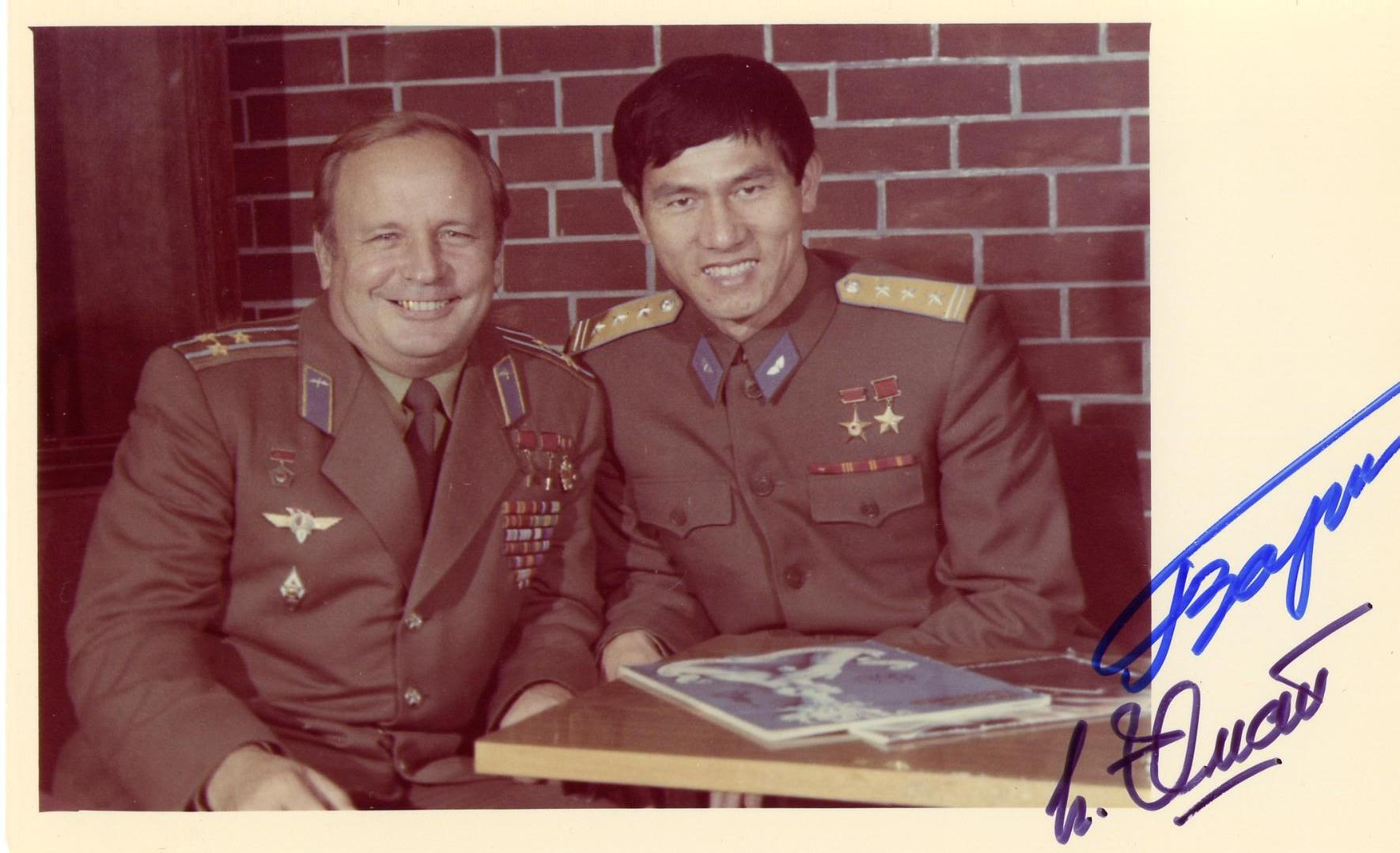
Besatzung von Sojus 37

- 17. Juli: In Paris wird das EUREKA-Projekt, eine europäische Forschungsinitiative für anwendungsorientierte Forschung und Entwicklung in internationalen Projektkooperationen von 17 europäischen Staaten gegründet.
- 23. Juli: Zusammen mit Wiktor Wassiljewitsch Gorbatko als Kommandant startet auch der erste Raumfahrer aus einem Staat der Dritten Welt zur Raumstation Saljut 6 in den Weltraum. Der Vietnamese Phạm Tuân ist Bordingenieur bei der sowjetischen Sojus-37-Mission.
- 23. Juli: Commodore stellt den Amiga (später in Amiga 1000 umbenannt) im Lincoln Center in New York, USA, vor. Er überbietet an Grafikleistung alles bisher da Gewesene. Mit dabei sind unter anderem der Künstler Andy Warhol und Debbie Harry (Blondie).
- 3. Oktober: Das Space Shuttle Atlantis absolviert seinen Erstflug. Die damit verbundene Mission STS-51-J hat zur Aufgabe, zwei militärisch genutzte DSCS III-Kommunikationssatelliten auszusetzen.
- 21. November Die endgültig freigegebene Version Windows 1.01 wird auf einer Pressekonferenz vorgestellt.
- Die Deutsche Bundesbahn feiert 150 Jahre Deutsche Eisenbahnen. Das ganze Jahr über finden hierzu Veranstaltungen und Sonderfahrten mit historischen Lokomotiven statt.
- Thomas Gangale entwirft einen Kalender für den Mars, den Darischen Kalender.

### Kultur und Gesellschaft
- 3. Februar: Die Oper Der Goggolori. Eine bairische Mär mit Musik von Wilfried Hiller mit dem Libretto von Michael Ende wird am Staatstheater am Gärtnerplatz in München uraufgeführt.
- 16. Februar: Uraufführung der Oper Die Weise von Liebe und Tod des Cornets Christoph Rilke von Siegfried Matthus an der wiedereröffneten Staatsoper in Dresden (Semperoper).
- 19. Februar: Die erste Folge der Fernsehserie Eastenders wird zum ersten Mal in der BBC ausgestrahlt.
- 22. April: Eröffnung des Käthe-Kollwitz-Museums in Köln.
- 4. Mai: Das Duo Bobbysocks gewinnt in Göteborg mit dem Lied La det swinge für Norwegen die 30. Auflage des Eurovision Song Contest
- 5. Mai: Im Großen Haus der Württembergischen Staatstheater in Stuttgart geht zum ersten Mal die Oper König Hirsch von Hans Werner Henze in ihrer ungekürzten Fassung über die Bühne. Davor war das Werk nur mit großen Abstrichen aufgeführt worden. Deshalb stellt dieses Datum den eigentlichen Tag der Uraufführung dar.
- 25. Mai: Auf dem Nürburgring findet zum ersten Mal das Musikfestival Rock am Ring statt.
- 13. Juni: Durch einen Brandanschlag wird im Kunsthaus Zürich das Gemälde Bildnis des spanischen Königs Philipp IV. von Peter Paul Rubens völlig zerstört.

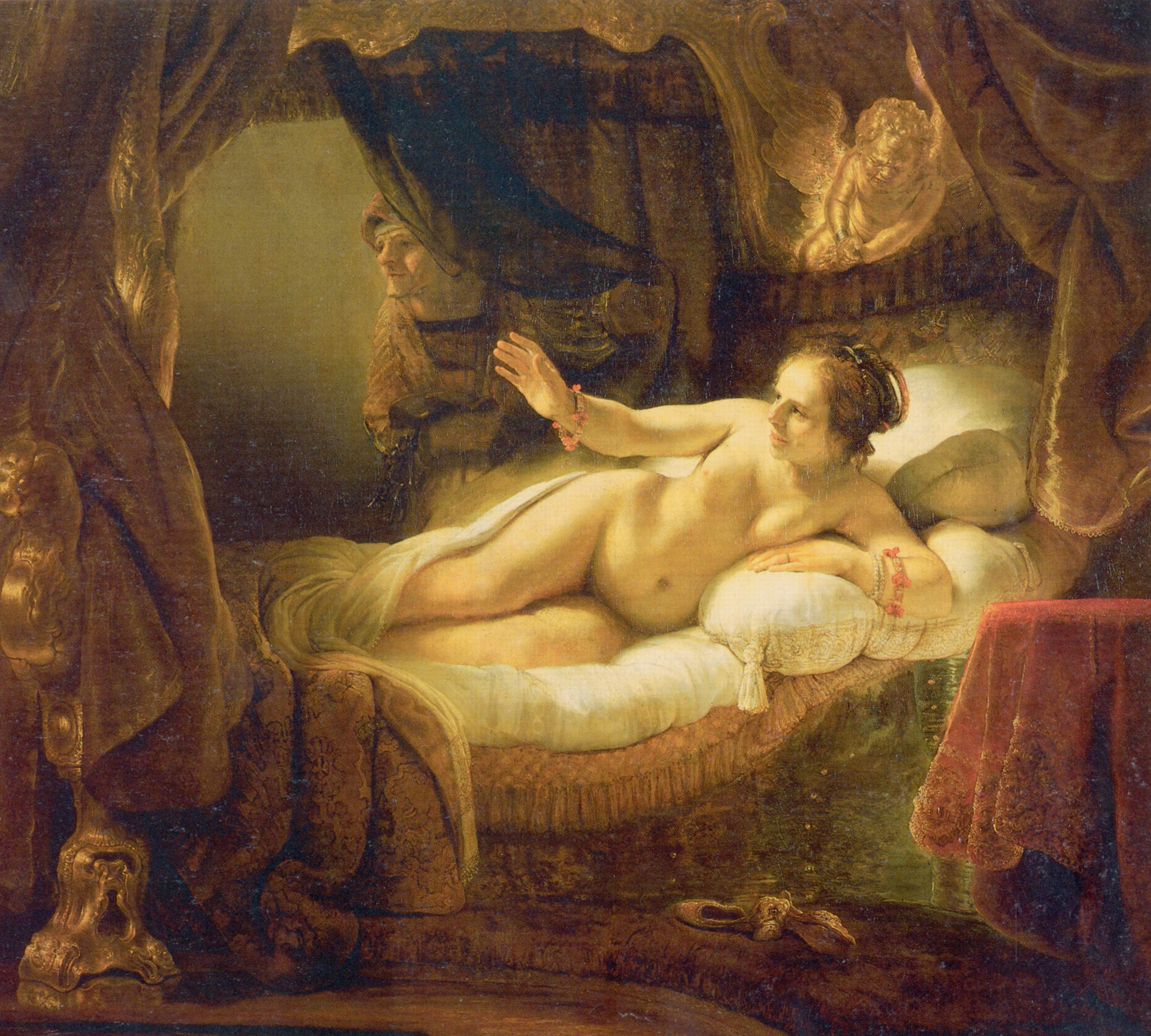
Gemälde Danae

- 15. Juni: In Leningrad verübt ein Mann in der Eremitage ein Säure- und Messerattentat auf das ausgestellte Gemälde Danae des Malers Rembrandt van Rijn.
- 29. August: Auf einer Amokfahrt durch mehrere Vororte von Karlsruhe erschießt ein 32-Jähriger fünf ihm unbekannte Personen.
- 16. September: Die Single Take On Me der Band a-ha, die ursprünglich bereits 1984 erschien, wird europaweit veröffentlicht. Sie erreicht in 36 Ländern Platz eins der Charts.
- 21. Oktober: Das Buch Ganz unten von Günter Wallraff erscheint erstmals.
- 27. Oktober: Aus dem Pariser Musée Marmottan Monet werden während der Öffnungszeit von Bewaffneten neun Gemälde des impressionistischen Malers Claude Monet geraubt.
- 18. November: In den Vereinigten Staaten wird der erste Comicstrip über Calvin und Hobbes veröffentlicht. Er macht seinen Zeichner Bill Watterson einem breiten Publikum bekannt.
- 8. Dezember: In der ARD läuft die 1. Folge der Lindenstraße.
- 16. Dezember: Vier Auftragsmörder töten in Manhattan den Mobster Paul Castellano, das Oberhaupt der kriminellen Gambino-Familie, und seinen Begleiter Thomas Bilotti. Als Drahtzieher der Morde wird John Gotti angesehen, der an die Spitze nachrückt.
- Eröffnung der Kunsthalle der Hypo-Kulturstiftung in München.
- Eröffnung der Saatchi Gallery in London.
- Martin Kippenberger und Co – Ein Dokument, Dokumentarfilm über die Neuen Wilden
- Die Stadt Augsburg feiert ihren 2000. Geburtstag.
- Gründung der Royal Rangers in Österreich.
- Die linksradikale Zeitschrift Autonomie stellt ihr Erscheinen ein.

### Kulturelle Referenzen
- Die Zurück in die Zukunft-Trilogie spielt zum größten Teil im Jahr 1985.

### Religion
- 24. November: Papst Johannes Paul II. eröffnet in Rom die zweite außerordentliche Generalversammlung der Bischofssynode. Sie soll sich mit dem Erstellen eines Katechismus der römisch-katholischen Kirche befassen.

### Sport
Einträge von Leichtathletik-Weltrekorden siehe unter der jeweiligen Disziplin unter Leichtathletik.
- 15. Februar: Ein ungewohnt langer Wettkampf zur Ermittlung eines Schachweltmeisters zwischen Anatoli Karpow und Garri Kasparow wird vom FIDE-Präsidenten Florencio Campomanes regelwidrig nach 48 Partien abgebrochen. Karpow führt zu diesem Zeitpunkt bei der Schachweltmeisterschaft 1984 mit 5:3 Punkten, Kasparow holte auf. Die beiden Titelaspiranten treffen am Brett bei der neu angesetzten Schachweltmeisterschaft 1985 wieder aufeinander.
- 23. März bis 1. September: Austragung der 37. FIM-Motorrad-Straßenweltmeisterschaft
- 31. März: Die World Wrestling Federation veranstaltet in den USA die 1. WrestleMania.
- 7. April bis 3. November: Austragung der 36. Formel-1-Weltmeisterschaft
- 14. April: Bernhard Langer gewinnt als erster deutscher Golfspieler die US Masters in Augusta (Georgia).
- 21. April: Der Brasilianer Ayrton Senna gewinnt den Großen Preis von Portugal, in seiner Karriere der erste Sieg in einem Formel-1-Rennen. Obwohl häufig in der Pole-Position gewinnt Senna in der Formel-1-Saison 1985 nur noch ein zweites Rennen.
- 30. April: Der US-amerikanische Unternehmer Dick Bass erreicht den Gipfel des Mount Everest unter der Führung von David Breashears. Er ist damit der Erste, der die Seven Summits, die höchsten Gipfel der sieben Kontinente bestiegen hat. Mit 55 Jahren stellt er außerdem einen Altersrekord auf dem Mount Everest auf.
- 15. Juni: Pinklon Thomas gewann seinen Boxkampf und Weltmeistertitel im Schwergewicht gegen Mike Weaver in Las Vegas, Nevada, USA, durch technischen KO.
- 7. Juli: Boris Becker siegt als erster Deutscher und (mit 17 Jahren) jüngster Tennisspieler aller Zeiten beim Grand-Slam-Turnier von Wimbledon.
- 13. Juli: In Paris überquert der ukrainische Stabhochspringer Serhij Bubka in einem Hallenwettbewerb als Erster in seiner Sportart die Sechs-Meter-Marke.
- 3. November: Alain Prost wird zum ersten Mal Formel-1-Weltmeister
- 9. November: Bei der Schachweltmeisterschaft 1985 gewinnt Garri Kasparow gegen Anatoli Karpow den Weltmeistertitel und wird der jüngste Weltmeister der Schachgeschichte.

### Katastrophen
Kleinere Unglücksfälle sind in den Unterartikeln von Katastrophe und in der Liste von Katastrophen aufgeführt.
- 13. Januar: Äthiopien. Bei der Stadt Awash stürzt ein Personenzug von einer Brücke. Mindestens 392 Menschen sterben, etwa 370 werden verletzt.
- 20.–22. Januar: Nordamerika. Während einer Kältewelle kommen mindestens 126 Menschen zu Tode.
- 19. Februar: Spanien. Beim Landeanflug auf Bilbao endete der Iberia-Flug 610 in einem Unfall. Das Flugzeug verliert nach Kollision mit einer Antennenanlage auf dem Berg Oiz die linke Tragfläche. Der folgende Absturz kostet alle 148 Insassen das Leben.
- 3. März: Erdbeben in Chile mit der Stärke 7,7 (177 Tote).
- 11. Mai: England. Bradford. Während eines Fußballspiels kommt es im Valley Parade Stadion zu einem Brand einer Holztribüne. Bei der daraus erwachsenen Feuerkatastrophe sterben 56 Menschen. 265 werden verletzt.
- 29. Mai: Belgien. In Heysel-Stadion, Brüssel kommt es im Vorfeld des Endspiels des Europapokals der Landesmeister infolge von Fan-Krawallen und einer Massenpanik zur Katastrophe von Heysel. 39 Menschen werden getötet, 454 verletzt.
- 19. Juni: In der Abflughalle B des Flughafens Frankfurt explodiert ein Sprengkörper in einem Abfallbehälter. Drei Personen sterben, 42 weitere werden z. T. schwer verletzt. Zu der Tat bekennen sich in widersprüchlichen Bekenneranrufen mehrere in- und ausländische Organisationen.
- 23. Juni: Atlantischer Ozean, etwa 190 km südwestlich der irischen Küste. Eine Boeing 747 der indischen Luftfahrtgesellschaft Air India, Flug 182, stürzt nach einer Bombenexplosion in den Atlantik. Alle 329 Menschen an Bord kommen ums Leben.
- 10. Juli: Usbekistan, damalige Sowjetunion. Eine Tupolew Tu-154, Aeroflot-Flug 5143, stürzt in der Nähe der Stadt Uchquduq ab. Alle 200 Insassen des Fluges sterben.
- 19. Juli: Italien. Beim Tesero-Dammbruch im Val di Stava (Stavatal) in Trentino-Südtirol bricht der Absetzdamm eines Bergwerks und verursacht eine Flutwelle, die zwischen 200 und 361 Todesopfer fordert.
- 2. August: Fort Worth/Dallas, Texas, USA. Eine Lockheed L-1011 TriStar der Delta Air Lines, Flug 191, stürzt während eines Sturms in der Nähe des Flughafens ab. 134 Menschen sterben, 30 werden gerettet.
- 12. August: Japan. In der Nähe der Stadt Otsuki stürzt eine Boeing 747 der Japan Airlines, Flug 123, ab und zerschellt. Von den 524 Menschen an Bord überleben nur vier. Die Firma Boeing entschuldigt sich öffentlich für den Vorfall. Der Unfall konnte auf eine unsachgemäß durchgeführte Reparatur zurückgeführt werden. Dies ist bis heute das schwerste Unglück mit nur einem beteiligten Flugzeug.
- 19. September: Mexiko-Stadt, Mexiko. Ein verheerendes Erdbeben der Stärke 8,1 auf der Richterskala mit Epizentrum im 350 Kilometer entfernten Bundesstaat Michoacán, kostet nach offiziellen Angaben ca. 9.500, nach Angaben der Rettungsmannschaften ca. 35.000 Menschenleben, bis zu 250.000 Menschen werden obdachlos.
- 13. November: Kolumbien. Ausbruch des Vulkans Nevado del Ruiz in der Nähe der Stadt Armero. Die Stadt Armero wird durch eine Schlammlawine (Lahar) verwüstet. Zwischen 25.000 und 31.000 Opfer sind zu beklagen.
- 12. Dezember: Neufundland, Kanada. Eine gecharterte Douglas DC-8, Arrow-Air-Flug 1285, mit US-Soldaten der Sinai-Friedenstruppe auf dem Flug nach Hause in die Weihnachtsferien stürzt unmittelbar nach dem Start in Gander ab. Alle 256 Menschen am Bord kommen ums Leben.
- Anhaltende Hungersnot in Äthiopien und weiteren Ländern der Sahelzone

## Geboren

### Januar

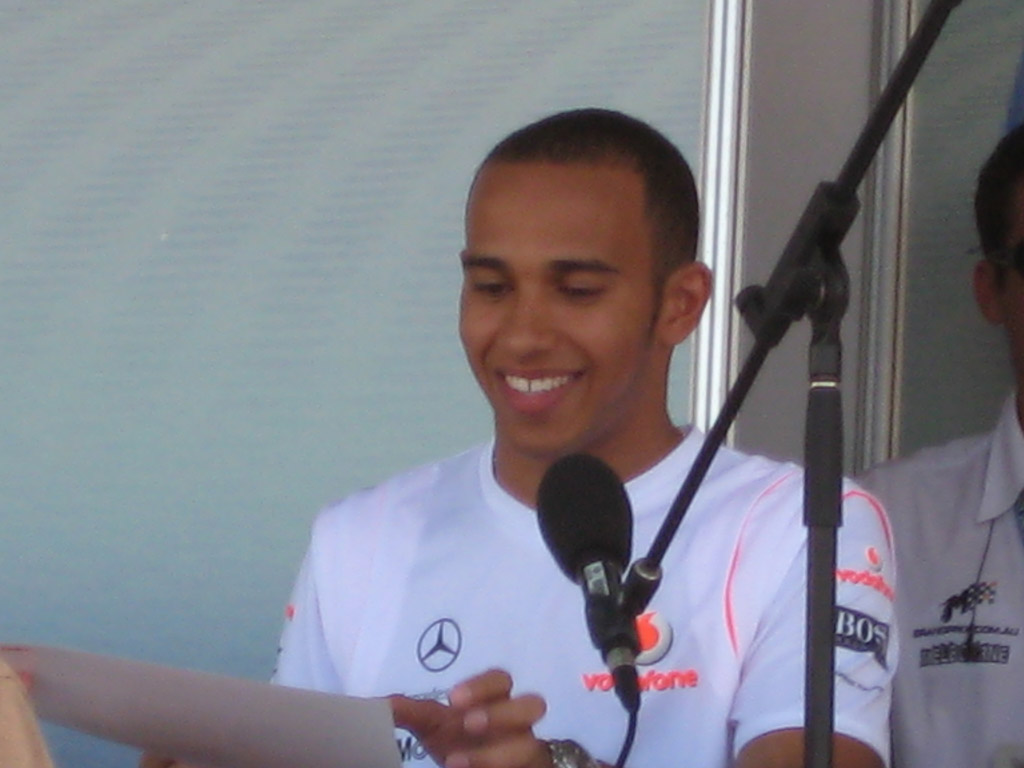
Lewis Hamilton

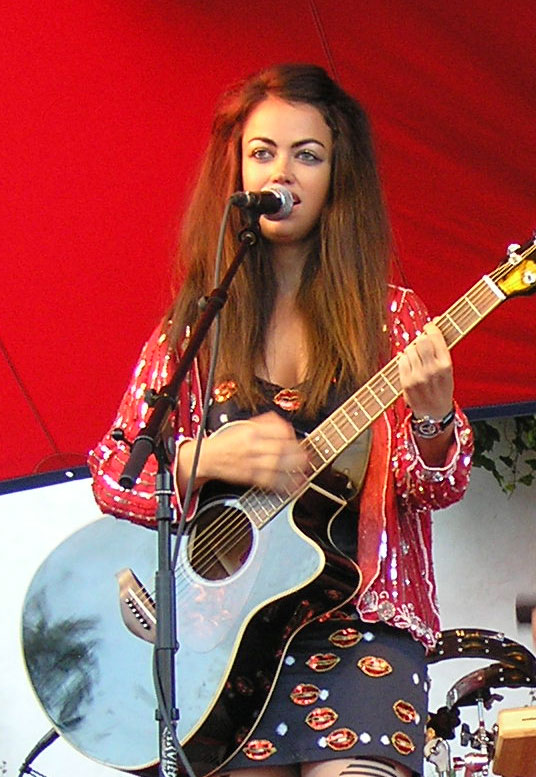
Aura Dione

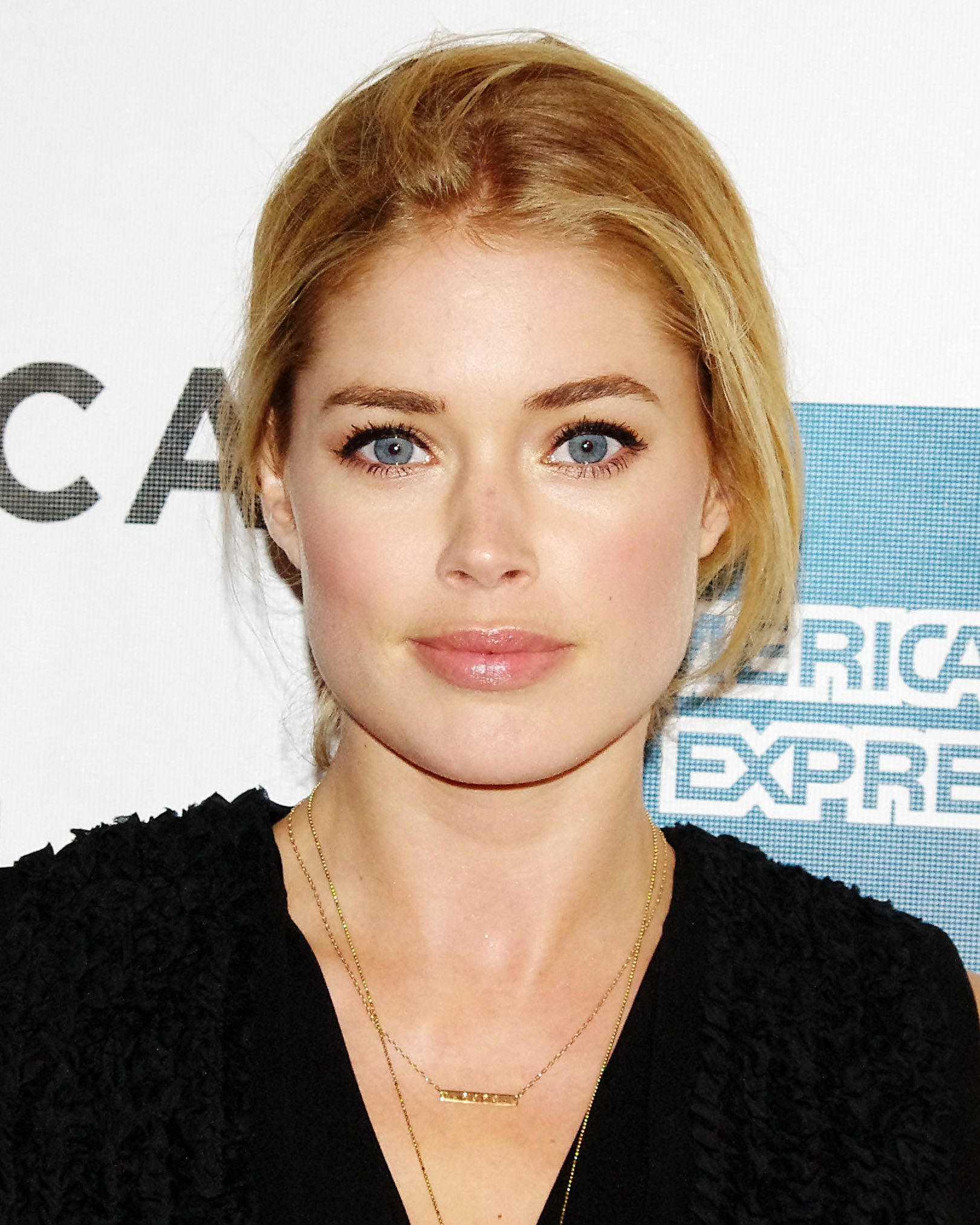
Doutzen Kroes

- 01. Januar: Denis Maratowitsch Abdullin, russischer Eishockeyspieler
- 01. Januar: Jesper Arvidsson, schwedischer Fußballspieler
- 01. Januar: Jannis Bäcker, deutscher Bobfahrer
- 01. Januar: Oscar Gatto, italienischer Radrennfahrer
- 01. Januar: Richard Jenčík, slowakischer Eishockeyspieler
- 02. Januar: Nicole Dinkel, Schweizer Handballspielerin
- 02. Januar: Henrik Møllgaard Jensen, dänischer Handballspieler
- 02. Januar: Carla Juri, Schweizer Schauspielerin
- 03. Januar: Burak Akyıldız, türkischer Fußballspieler
- 03. Januar: Nicole Beharie, US-amerikanische Schauspielerin und Sängerin
- 03. Januar: Leah Gibson, kanadische Schauspielerin
- 04. Januar: Kari Aalvik Grimsbø, norwegische Handballspielerin und -trainerin
- 04. Januar: Lenora Crichlow, britische Schauspielerin
- 04. Januar: Leo Mansell, britischer Automobilrennfahrer
- 04. Januar: Katharina Nesytowa, deutsche Schauspielerin
- 04. Januar: Fernando Rees, brasilianischer Autorennfahrer
- 05. Januar: Harrison Tasher, belizischer Fußballspieler
- 06. Januar: Valerio Agnoli, italienischer Radrennfahrer
- 06. Januar: Abel Enrique Aguilar Tapias, kolumbianischer Fußballspieler
- 07. Januar: Lewis Hamilton, britischer Automobilrennfahrer
- 07. Januar: Bănel Nicoliță, rumänischer Fußballspieler
- 08. Januar: Jorge Aguilar, chilenischer Tennisspieler
- 08. Januar: Elisabeth Pähtz, deutsche Schachspielerin
- 09. Januar: Tristan Angenendt, deutscher klassischer Gitarrist und Musiker
- 09. Januar: Basar Basargurujew, kirgisischer Ringer
- 10. Januar: Claudio Capéo, französischer Sänger und Akkordeonist
- 10. Januar: James Hiller, deutscher Schriftsteller
- 10. Januar: Anette Sagen, norwegische Skispringerin
- 10. Januar: Katalin Török, ungarische Fußballschiedsrichterassistentin
- 11. Januar: Thanh Xuan Dam, vietnamesische Kampfsportkünstlerin
- 11. Januar: Kazuki Nakajima, japanischer Automobilrennfahrer
- 11. Januar: José Semedo, portugiesischer Fußballspieler
- 11. Januar: Mark Yeates, irischer Fußballspieler
- 12. Januar: Cynthia Addai-Robinson, US-amerikanische Schauspielerin
- 13. Januar: Árni Þór Sigtryggsson, isländischer Handballspieler
- 14. Januar: Martin Putze, deutscher Bobsportler
- 14. Januar: Nicole Schuster, deutsche Buchautorin
- 15. Januar: René Adler, deutscher Fußballer
- 15. Januar: Thilini Jayasinghe, sri-lankische Badmintonspielerin
- 15. Januar: Harri Olli, finnischer Skispringer
- 16. Januar: Carina Kühne, deutsche Schauspielerin
- 16. Januar: Craig Jones, britischer Motorradrennfahrer († 2008)
- 16. Januar: Pablo Javier Zabaleta, argentinischer Fußballspieler
- 17. Januar: Anna Alminowa, russische Mittelstreckenläuferin
- 17. Januar: Pablo Cesar Barrientos, argentinischer Fußballspieler
- 17. Januar: Sebastian Langeveld, niederländischer Radrennfahrer
- 17. Januar: Adriana Ugarte, spanische Schauspielerin
- 18. Januar: Dale Begg-Smith, kanadisch-australischer Sportler
- 18. Januar: Riccardo Montolivo, italienischer Fußballspieler
- 19. Januar: Pascal Behrenbruch, deutscher Zehnkämpfer
- 19. Januar: Daniyel Cimen, deutscher Fußballspieler
- 19. Januar: Benny Feilhaber, US-amerikanischer Fußballspieler
- 19. Januar: Esteban Guerrieri, argentinischer Automobilrennfahrer
- 19. Januar: Ulrich Maurer, deutscher Eishockeyspieler
- 19. Januar: Horia Tecău, rumänischer Tennisspieler
- 20. Januar: Juan Andreu, spanischer Handballspieler
- 20. Januar: Johan Eriksson, schwedischer Skispringer
- 21. Januar: Aura Dione, dänische Singer-Songwriterin
- 22. Januar: Thomas Bröker, deutscher Fußballspieler
- 22. Januar: Manuel Mairhofer, österreichischer Schauspieler
- 22. Januar: Mohamed Sissoko, malisch-französischer Fußballspieler
- 23. Januar: Doutzen Kroes, niederländisches Model
- 24. Januar: Mathias Lenz, deutscher Handballtorwart
- 25. Januar: Martin Arlofelt, dänischer Fußballspieler
- 25. Januar: Paul Thomik, deutscher Fußballspieler
- 27. Januar: Rúben Filipe Marques Amorim, portugiesischer Fußballer
- 28. Januar: J. Cole, US-amerikanischer Rapper
- 28. Januar: Basharmal Sultani, afghanischer Boxer
- 29. Januar: Anna Aaron, Schweizer Singer-Songwriterin und Pianistin
- 29. Januar: Marc Gasol, spanischer Basketballspieler
- 29. Januar: Jessica Marais, australische Schauspielerin
- 29. Januar: Athina Onassis, Enkelin und Erbin des Vermögens von Aristoteles Onassis
- 30. Januar: Richie Porte, australischer Radrennfahrer
- 30. Januar: Conkarah, jamaikanischer Reggae-Sänger
- 30. Januar: Joachim Ebmeyer, deutscher Politiker (CDU)
- 31. Januar: Christophe Berra, schottischer Fußballspieler

### Februar

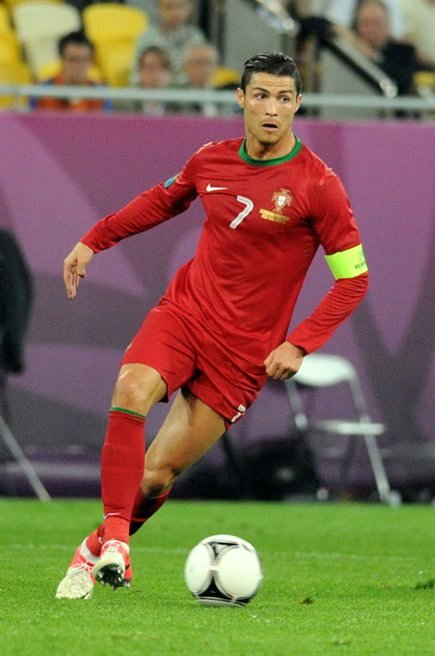
Cristiano Ronaldo

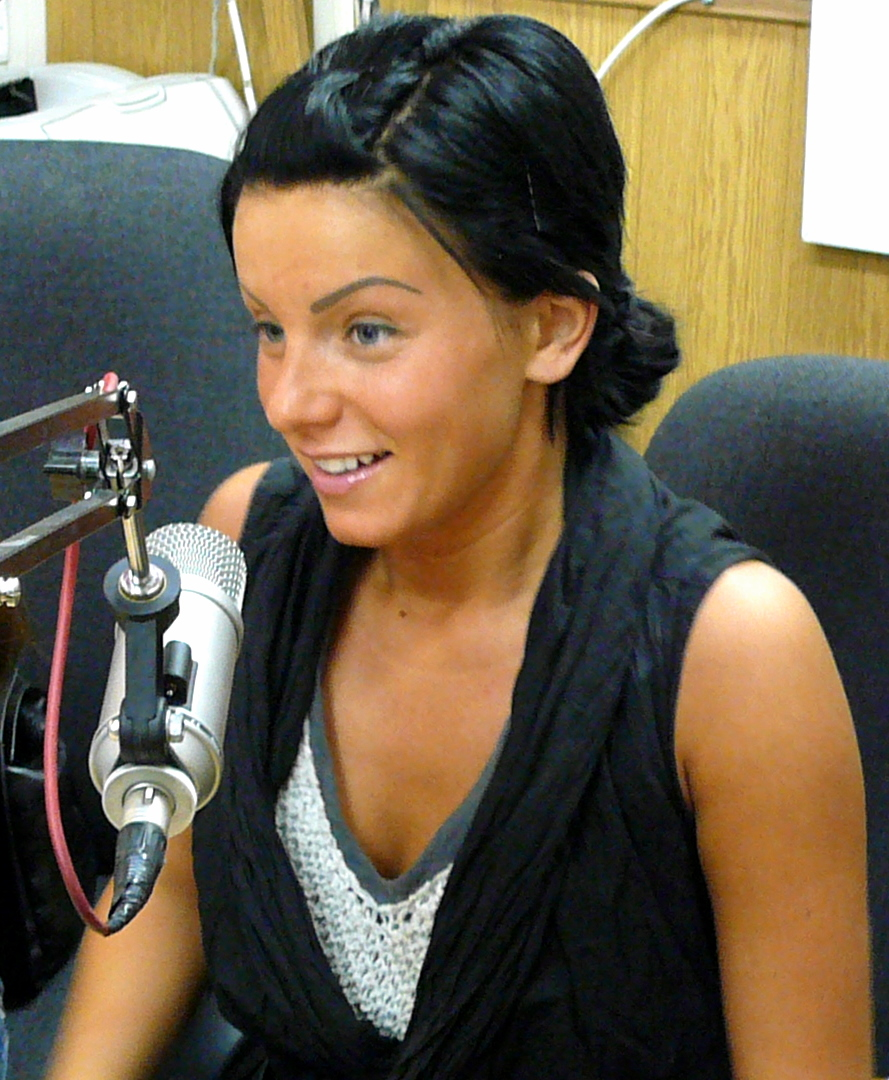
Julija Wolkowa

- 02. Februar: Massoud Azizi, afghanischer Leichtathlet
- 04. Februar: David Lazzaroni, französischer Skispringer
- 04. Februar: Trent McClenahan, australischer Fußballspieler
- 05. Februar: Cristiano Ronaldo, portugiesischer Fußballspieler
- 06. Februar: Owusu Ampomah, ghanaischer Fußballspieler
- 06. Februar: Crystal Reed, US-amerikanische Schauspielerin
- 07. Februar: Tina Majorino, US-amerikanische Filmschauspielerin
- 09. Februar: David Gallagher, US-amerikanischer Filmschauspieler
- 09. Februar: Leandro Damián Marcelo Grimi, argentinischer Fußballspieler
- 11. Februar: Sarah Butler, US-amerikanische Schauspielerin
- 11. Februar: Liridon Leçi, albanischer Fußballspieler
- 11. Februar: Marcus Schiech, deutscher Handballspieler
- 11. Februar: Šárka Strachová, tschechische Skirennläuferin
- 12. Februar: Shamsuddin Amiri, afghanischer Fußballtorwart
- 12. Februar: Saskia Burmeister, australische Schauspielerin
- 12. Februar: Haupai Puha, neuseeländischer Dartspieler
- 12. Februar: Lukas Spisser, südtiroler Schauspieler
- 13. Februar: Mayra Andrade, kapverdische Sängerin
- 13. Februar: David Ribolleda Bernat, andorranischer Fußballspieler
- 13. Februar: Bridget Neval, kanadische Schauspielerin
- 15. Februar: Gøril Snorroeggen, norwegische Handballspielerin
- 15. Februar: Shadrack Kiptoo Biwott, amerikanischer Leichtathlet
- 16. Februar: Ron Vlaar, niederländischer Fußballspieler
- 16. Februar: Fumio Kuniyoshi, deutscher Rapper
- 17. Februar: Julia Gronemann, deutsche Handballspielerin
- 17. Februar: Anders Jacobsen, norwegischer Skispringer
- 18. Februar: Narin Uluç, türkische Badmintonspielerin
- 19. Februar: Haylie Duff, US-amerikanische Schauspielerin
- 20. Februar: Petter Andersson, schwedischer Fußballspieler
- 20. Februar: Charlie Kimball, US-amerikanischer Automobilrennfahrer
- 20. Februar: Michael Oliver, englischer Fußballschiedsrichter
- 20. Februar: Hafizullah Qadami, afghanischer Fußballspieler
- 20. Februar: Julija Olegowna Wolkowa, russische Sängerin (t.A.T.u)
- 21. Februar: Frederic Heidorn, deutscher Schauspieler
- 22. Februar: Hameur Bouazza, algerischer Fußballspieler
- 23. Februar: Emily Cox, britisch-irische Schauspielerin
- 24. Februar: Brian Baxter Arroyo López, mexikanischer Eishockeyspieler
- 25. Februar: Joakim Noah, US-amerikanisch-französischer Basketballspieler
- 26. Februar: George David Atherton, britischer Mountainbike-Profi
- 26. Februar: Sanya Richards, US-amerikanische Leichtathletin
- 27. Februar: Asami Abe, japanische Sängerin und Schauspielerin
- 27. Februar: Désirée von Delft, deutsche Schauspielerin
- 28. Februar: Gorica Aćimović, bosnisch-österreichische Handballspielerin
- 28. Februar: Diego, brasilianischer Fußballspieler
- 28. Februar: Rok Urbanc, slowenischer Skispringer

### März

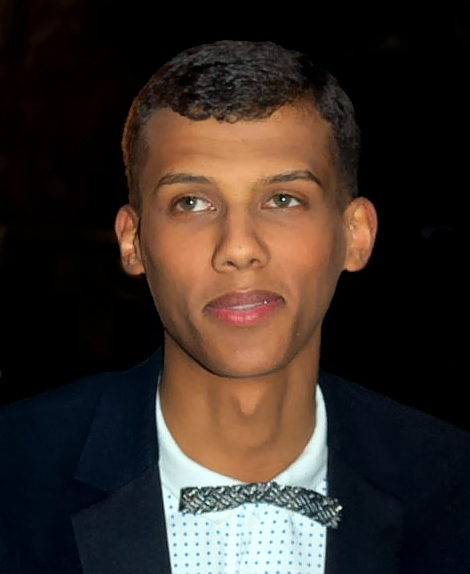
Stromae

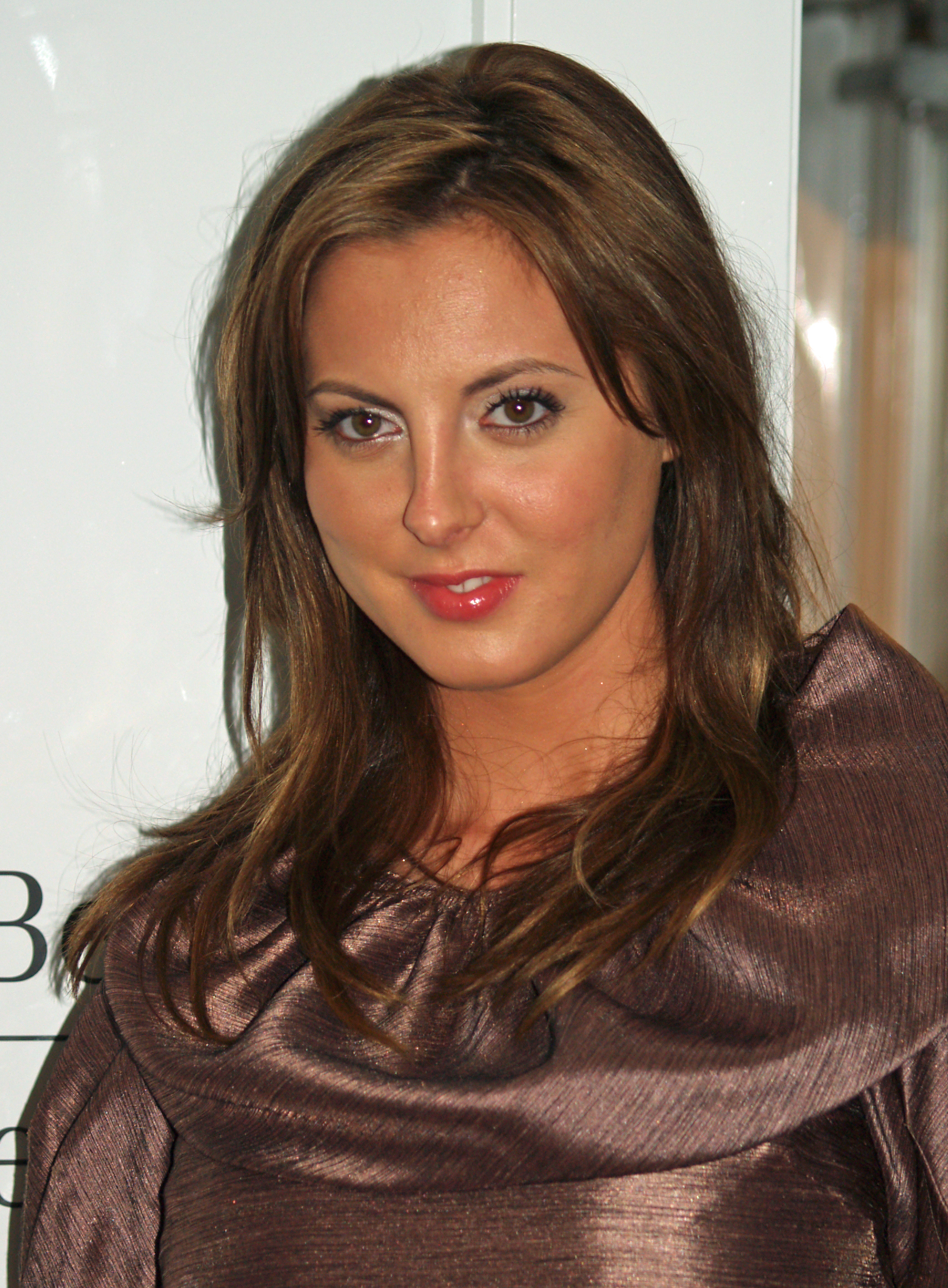
Eva Amurri

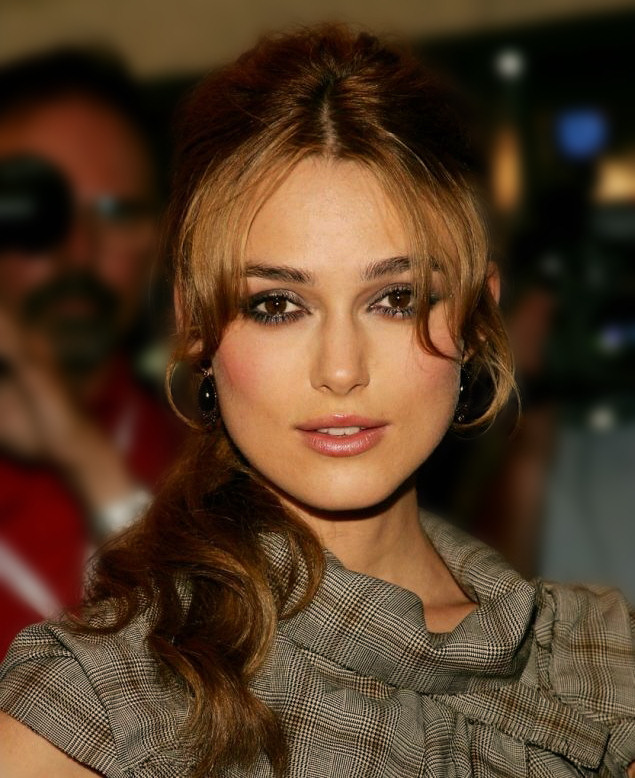
Keira Knightley

- 01. März: Jan Feser, deutscher Politiker
- 01. März: Dario Giuseppetti, deutscher Motorradrennfahrer
- 01. März: Andreas Ottl, deutscher Fußballspieler
- 02. März: Reggie Bush, US-amerikanischer American-Football-Spieler
- 02. März: Patrick Makau Musyoki, kenianischer Langstreckenläufer
- 03. März: Aljona Igorewna Arschinowa, russische Politikerin
- 03. März: Marc Hohenberg, deutscher Handballspieler
- 03. März: Mariel Zagunis, US-amerikanische Säbelfechterin
- 04. März: Rafael Aghayev, aserbaidschanischer Karateka
- 04. März: Anne Jochin, deutsche Handballspielerin
- 04. März: Linda Pöppel, deutsche Theater- und Filmschauspielerin
- 04. März: Angela White, australische Pornodarstellerin und Pornofilm-Regisseurin
- 05. März: Mesfin Adimasu, äthiopischer Marathonläufer
- 05. März: Elgin Elwais, palauischer Ringer
- 06. März: Florian Grossert, deutscher Fußballspieler
- 06. März: Yael Stone, australische Schauspielerin
- 06. März: Pretty Yende, südafrikanische Opernsängerin
- 07. März: Norman Langen, deutscher Sänger
- 07. März: Gerwyn Price, walisischer Dartspieler
- 08. März: Haris Medunjanin, bosnisch-herzegowinischer Fußballspieler
- 08. März: Ewa Sonnet, polnisches Fotomodell und Popsängerin
- 09. März: Zdenko Baotić, bosnisch-herzegowinischer Fußballspieler
- 09. März: Christian Drecke, deutscher Handballspieler
- 09. März: Pastor Maldonado, venezolanischer Automobilrennfahrer
- 09. März: Natalja Pogonina, russische Schachspielerin
- 09. März: Michael Wojtanowicz, österreichischer Fußballspieler
- 11. März: Hakuhō Shō, mongolischer Sumo-Ringer
- 11. März: Nikolai Topor-Stanley, australischer Fußballspieler
- 11. März: Einar Uvsløkk, norwegischer Nordischer Kombinierer
- 12. März: Macarena Aguilar, spanische Handballspielerin
- 12. März: Christianne Mwasesa, kongolesische Handballspielerin
- 12. März: Stromae, belgisch-ruandischer Rapper und Musikproduzent
- 13. März: Anna Lena Graff, deutsche Schauspielerin
- 13. März: Nico Kuhn, deutscher Sachbuchautor
- 14. März: Hasan Ali Acar, türkischer Fußballspieler
- 14. März: Eva Angelina, US-amerikanische Pornodarstellerin und Model
- 14. März: Hywel Lloyd, britischer Automobilrennfahrer
- 15. März: Eva Maria Livia Amurri, US-amerikanische Schauspielerin
- 15. März: Antti-Matias Antero Autti, finnischer Snowboarder
- 15. März: Tom Chilton, britischer Automobilrennfahrer
- 15. März: Kellan Lutz, US-amerikanischer Schauspieler
- 16. März: Colin O’Brady, US-amerikanischer Extremsportler
- 17. März: Vasiliki Arvaniti, griechische Beachvolleyballspielerin
- 17. März: Dario Cataldo, italienischer Radrennfahrer
- 18. März: Ana Beatriz, brasilianische Automobilrennfahrerin
- 18. März: Krisztián Berki, ungarischer Turner
- 18. März: Juliane Brummund, deutsche Schauspielerin
- 18. März: Jamie Gregg, kanadischer Eisschnellläufer
- 18. März: Vince Lia, australischer Fußballspieler
- 18. März: Gordon Schildenfeld, kroatischer Fußballspieler
- 19. März: Beatriz Fernández, spanische Handballspielerin
- 19. März: Manuchar Tschadaia, georgischer Ringer
- 19. März: Ernesto Viso, venezolanischer Automobilrennfahrer
- 20. März: Morgan Amalfitano, französischer Fußballspieler
- 20. März: Gergely Antal, ungarischer Schachmeister
- 20. März: Eugene Boateng, deutscher Schauspieler, Choreograf, Tänzer und Model
- 20. März: Nicolas Lombaerts, belgischer Fußballspieler
- 20. März: Sascha Mölders, deutscher Fußballspieler
- 20. März: Martin Vingaard, dänischer Fußballspieler
- 21. März: Vic Anselmo, lettische Sängerin und Songschreiberin
- 21. März: Chris Hogg, englischer Fußballspieler
- 22. März: Mohammad al-ʿAnbar, saudi-arabischer Fußballspieler
- 22. März: Lizzie Brocheré, französische Schauspielerin
- 22. März: Jakob Fuglsang, dänischer Radrennfahrer
- 22. März: Mike Jenkins, US-amerikanischer American-Football-Spieler
- 22. März: Nadseja Skardsina, belarussische Biathletin
- 24. März: Yoshihiko Osanai, japanischer Skispringer
- 25. März: Isak Grimholm, schwedischer Skispringer
- 25. März: Gustavo Andrés Oberman, argentinischer Fußballspieler
- 26. März: Jonathan Groff, US-amerikanischer Schauspieler
- 26. März: Keira Knightley, britische Schauspielerin

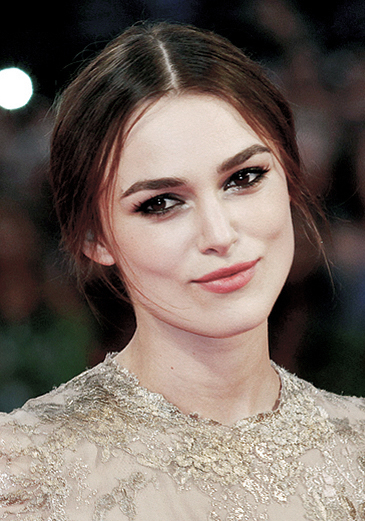
Keira Knightley

- 26. März: Martin Lukeman, englischer Dartspieler
- 26. März: Sina Wilke, deutsche Schauspielerin
- 27. März: Chadschimurat Magomedowitsch Akkajew, russischer Gewichtheber
- 27. März: Anton Ameltschenko, belarussischer Fußballspieler
- 27. März: Dario Baldauf, österreichischer Fußballspieler
- 27. März: Paul Meijer, niederländischer Automobilrennfahrer
- 27. März: David Navara, tschechischer Schachspieler
- 27. März: Marylu-Saskia Poolman, niederländische Schauspielerin
- 28. März: Julia Jurack, deutsche Handballspielerin
- 28. März: Chris Long, US-amerikanischer American-Football-Spieler
- 28. März: Benjamin Trautvetter, deutscher Handballspieler
- 28. März: Stan Wawrinka, Schweizer Tennisspieler
- 28. März: Sandra Zurbuchen, Schweizer Unihockeyschiedsrichterin
- 29. März: Fernando Amorebieta Mardaras, venezolanisch-spanischer Fußballspieler
- 29. März: Christiane Fürst, deutsche Volleyballspielerin
- 29. März: Stuart Musialik, australischer Fußballspieler
- 30. März: Andrea Luci, italienischer Fußballspieler
- 30. März: Marco Frapporti, italienischer Radrennfahrer
- 30. März: Giacomo Ricci, italienischer Automobilrennfahrer

### April

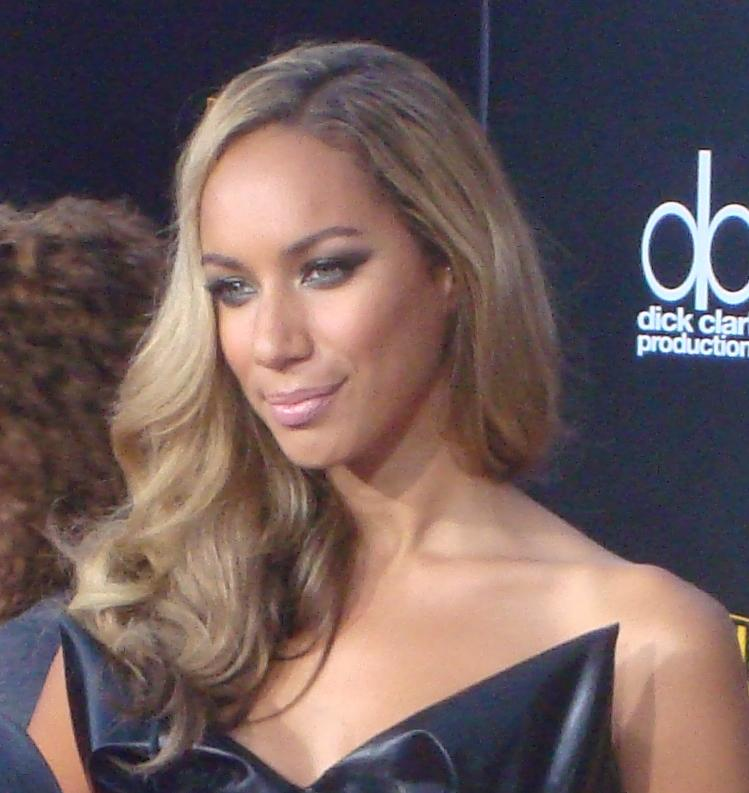
Leona Lewis

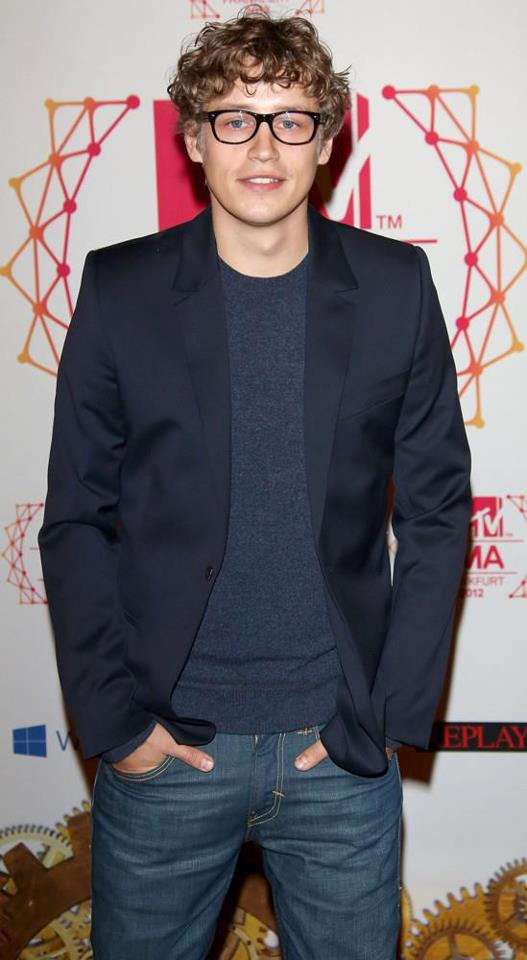
Tim Bendzko

- 01. April: Şükran Ovalı, türkische Schauspielerin
- 01. April: Josh Zuckerman, US-amerikanischer Schauspieler
- 02. April: Matthew Antoine, US-amerikanischer Skeletonfahrer
- 02. April: James Haskell, englischer Rugbyspieler
- 02. April: Ramil Juldaschew, russischer Badmintonspieler
- 02. April: Stéphane Lambiel, Schweizer Eiskunstläufer
- 02. April: Nicat Məmmədov, aserbaidschanischer Schachgroßmeister
- 03. April: Osmay Acosta, kubanischer Boxer
- 03. April: Christin Heim, deutsche Schauspielerin
- 03. April: Jari-Matti Latvala, finnischer Rallyefahrer
- 03. April: Leona Lewis, britische Sängerin und Songwriterin
- 03. April: Karolin Thomas, deutsche Fußballspielerin
- 04. April: Nahla Ramadan, ägyptische Gewichtheberin
- 05. April: Silvia Artola, nicaraguanische Gewichtheberin
- 05. April: Sergei Chatschatrjan, armenischer Violinist
- 06. April: Kate Jacewicz, australische Fußballschiedsrichterin
- 07. April: Arne Gottschling, deutscher Schauspieler
- 08. April: Roberto Eduardo Carboni, argentinischer Fußballspieler
- 08. April: Gregor Schmeißer, deutscher Handballspieler
- 08. April: Nina Schmieder, deutsche Schauspielerin
- 08. April: Max Woelky, deutscher Schauspieler
- 09. April: Tim Bendzko, deutscher Singer-Songwriter
- 09. April: Stephen Bunting, englischer Dartspieler
- 09. April: Antonio Nocerino, italienischer Fußballspieler
- 09. April: David Zauner, österreichischer Skispringer, ehemaliger Nordischer Kombinierer
- 10. April: Juan Carlos Arce Justiniano, bolivianischer Fußballspieler
- 12. April: Şəhriyar Məmmədyarov, aserbaidschanischer Schachgroßmeister
- 14. April: Olena Kostewytsch, ukrainische Sportschützin
- 14. April: Miriam Leone, italienische Schauspielerin und Fernsehmoderatorin
- 14. April: Lisa Loch, deutsches Model
- 14. April: Scott Seiver, US-amerikanischer Pokerspieler
- 15. April: Bongkoj Khongmalai, thailändische Schauspielerin
- 16. April: Benjamín Rojas, argentinischer Schauspieler und Sänger
- 16. April: Matthias Weidenhöfer, deutscher Schauspieler
- 17. April: Steffen Bühler, deutscher Handballspieler
- 18. April: Melanie Kogler, österreichische Schauspielerin
- 18. April: Karl Reindler, australischer Automobilrennfahrer
- 18. April: Diane Willems, deutsch-belgische Schauspielerin
- 18. April: Patrizia Wunderl, österreichische Schauspielerin und Kabarettistin
- 19. April: Valon Behrami, Schweizer Fußballspieler kosovo-albanischer Herkunft
- 19. April: Gustavo Colman, argentinischer Fußballspieler
- 19. April: Jan Zimmermann, deutscher Fußballspieler
- 22. April: Aytaç Ak, türkischer Fußballspieler
- 22. April: Philipp Danne, deutscher Schauspieler
- 22. April: Patrick Heinrich, deutscher Schauspieler
- 23. April: Lars Friedrich, deutscher Handballspieler
- 23. April: Tony Martin, deutscher Radrennfahrer
- 25. April: Giedo van der Garde, niederländischer Automobilrennfahrer
- 25. April: Wahagn Minasjan, armenischer Fußballspieler
- 26. April: Jure Bogataj, slowenischer Skispringer
- 26. April: Matthias Forster, deutscher Eishockeyspieler
- 27. April: Andrej Antonau, russisch-belarussischer Eishockeyspieler
- 27. April: Anita Asante, englische Fußballspielerin
- 27. April: Mike Ledbetter, US-amerikanischer Bluessänger und Gitarrist († 2019)
- 28. April: Matthias Henn, deutscher Fußballspieler
- 29. April: Hasher Al Maktoum, Automobilrennfahrer aus den Vereinigten Arabischen Emiraten
- 29. April: Vincent Braillard, Schweizer Motorradrennfahrer
- 29. April: Alexander Schlüter, deutscher Sportjournalist
- 30. April: Elena Fanchini, italienische Skirennläuferin († 2023)
- 30. April: Gabriela Lindl, deutsche Schauspielerin und Sängerin
- 30. April: Michael Mørkøv, dänischer Radrennfahrer
- 30. April: Ferdinand Schmidt-Modrow, deutscher Schauspieler († 2020)

### Mai

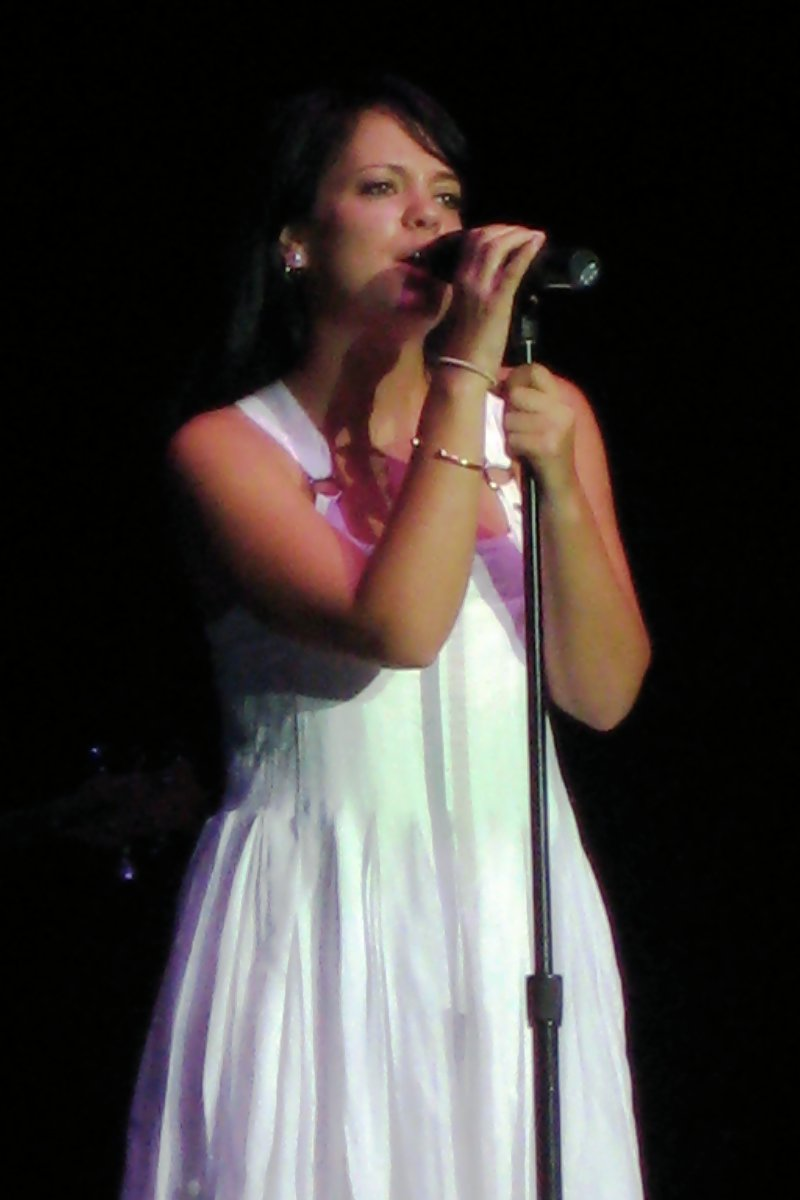
Lily Allen

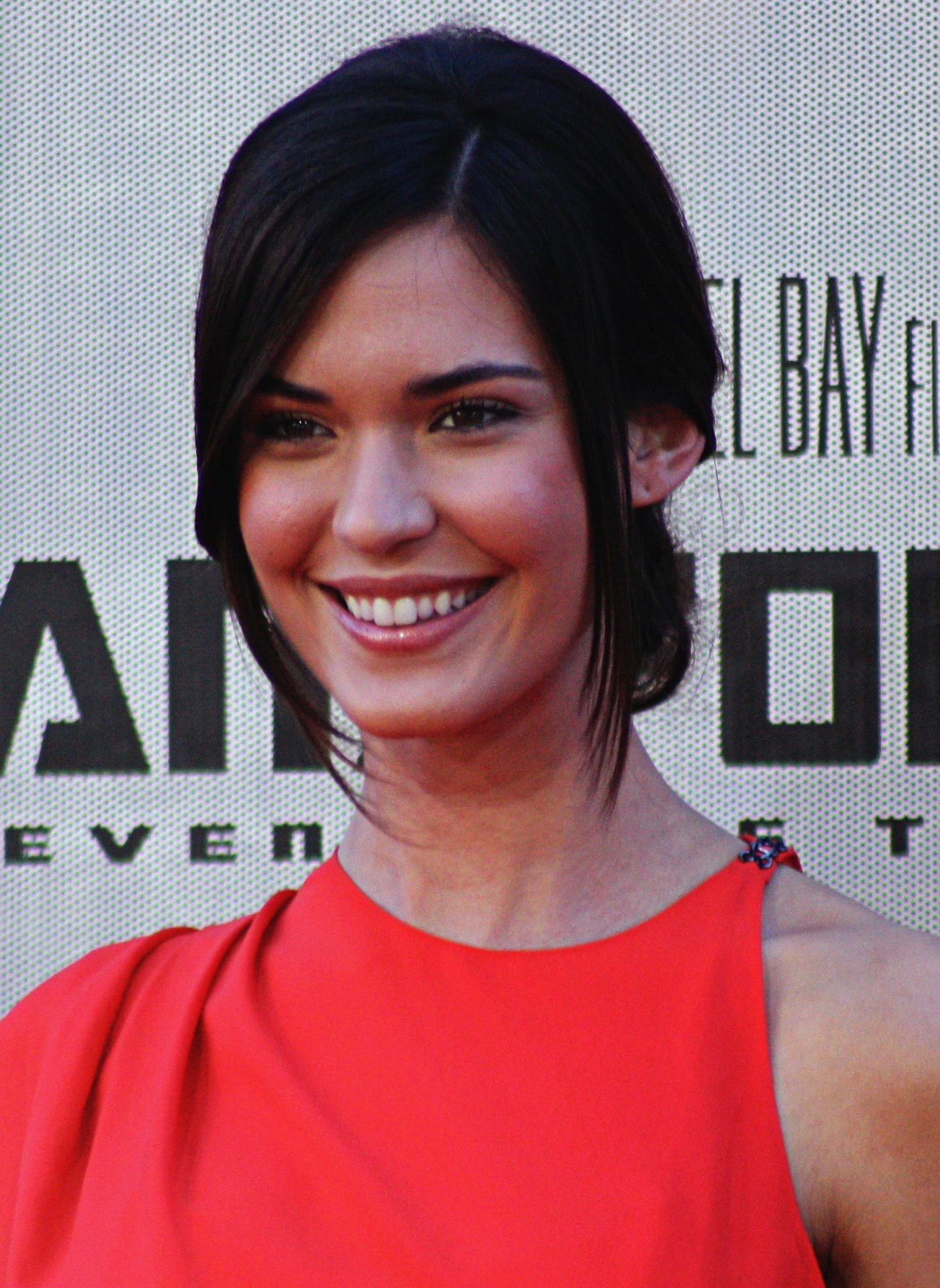
Odette Yustman

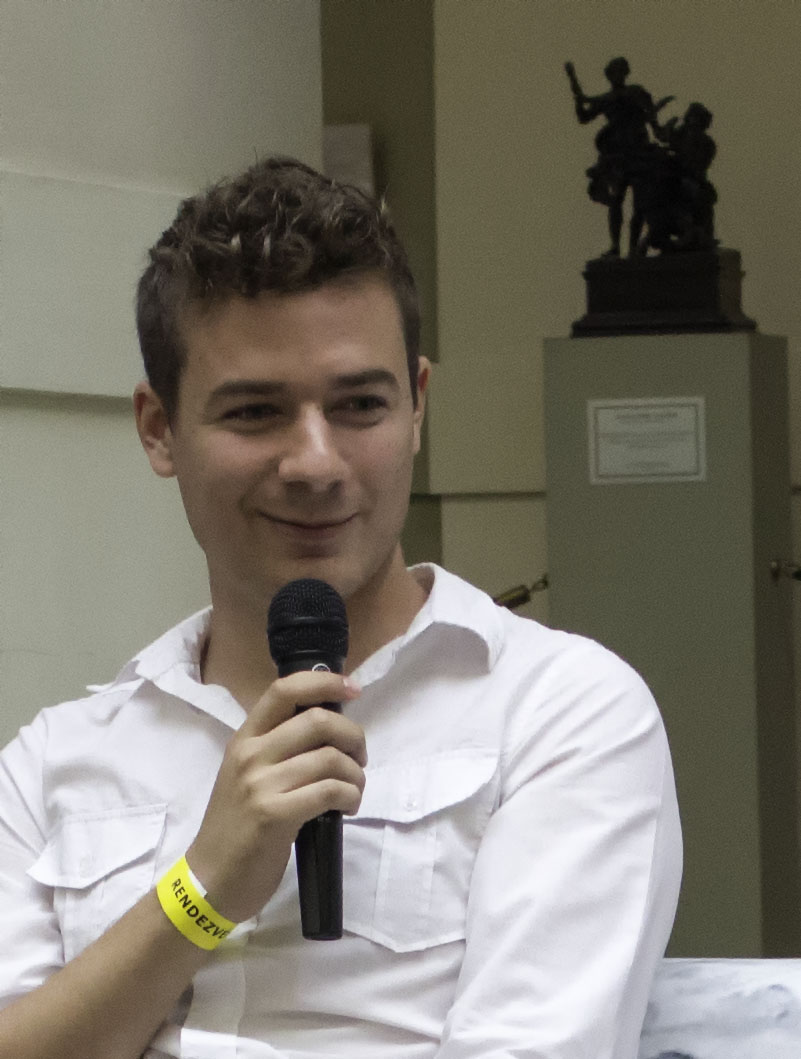
Oliver Sin

- 01. Mai: Philipp Fleischmann, österreichischer Schauspieler und Kurzfilmregisseur
- 01. Mai: Pierre Campana, französischer Rallyefahrer
- 01. Mai: Nicolás Artajo, deutscher Schauspieler
- 01. Mai: Marco Soumikh, deutscher Schauspieler und Sänger
- 02. Mai: Federico Almerares, argentinisch-italienischer Fußballspieler
- 02. Mai: Antonios Antoniadis, belgischer Politiker
- 02. Mai: Chang Jung-lin, taiwanischer Poolbillardspieler († 2025)
- 02. Mai: Sarah Hughes, US-amerikanische Eiskunstläuferin
- 02. Mai: Lily Allen, englische Pop-Sängerin
- 02. Mai: Trine Troelsen, dänische Handballspielerin
- 03. Mai: Ezequiel Lavezzi, argentinischer Fußballspieler
- 04. Mai: Minik Dahl Høegh, grönländischer Handballspieler
- 05. Mai: Emanuele Giaccherini, italienischer Fußballspieler
- 06. Mai: Chris Paul, US-amerikanischer Basketballspieler
- 06. Mai: Lisa Oertel, deutsche Schauspielerin
- 07. Mai: Tonje Nøstvold, norwegische Handballspielerin
- 07. Mai: David Perel, südafrikanischer Autorennfahrer
- 08. Mai: Chris Gebert, deutscher Schauspieler
- 08. Mai: Eva-Maria May, deutsche Schauspielerin
- 09. Mai: Sven-Sören Christophersen, deutscher Handballspieler
- 09. Mai: Katrin Gray, deutsches Model und professionelle Meerjungfrau
- 09. Mai: Audrina Patridge, US-amerikanische Reality-TV-Darstellerin und Schauspielerin
- 10. Mai: Jan Dose, deutscher Schauspieler
- 10. Mai: Mauro Finetto, italienischer Radrennfahrer
- 10. Mai: Cristian Nicolás Sánchez Prette, argentinischer Fußballspieler
- 10. Mai: Odette Yustman, US-amerikanische Schauspielerin
- 12. Mai: Claudia Schückler, deutsche Handballspielerin
- 12. Mai: Dániel Tőzsér, ungarischer Fußballspieler
- 13. Mai: Javier Ángel Balboa Osa, spanisch-äquatorialguineischer Fußballspieler
- 13. Mai: Tobias Oriwol, kanadischer Schwimmer
- 14. Mai: Carlos Eduardo Assmann, deutsch-brasilianischer Fußballspieler
- 15. Mai: Andreas Buchner, deutscher Fußballspieler
- 15. Mai: Henri Germond, Schweizer evangelischer Geistlicher und Hochschullehrer
- 15. Mai: Christian Hefenbrock, deutscher Bahnsportler
- 15. Mai: Cristiane Rozeira de Souza Silva, brasilianische Fußballspielerin
- 16. Mai: Anja Mittag, deutsche Fußballspielerin
- 17. Mai: Greg Van Avermaet, belgischer Radrennfahrer
- 18. Mai: Mirka Pigulla, deutsche Schauspielerin
- 18. Mai: Oliver Šin, ungarischer Maler
- 19. Mai: Tom Budgen, niederländischer Wrestler
- 19. Mai: Christopher Reinhard, deutscher Fußballspieler
- 20. Mai: Onur Bulut, türkischer Fußballtorhüter
- 21. Mai: Mutya Buena, britische Sängerin
- 21. Mai: Mark Cavendish, britischer Radrennfahrer
- 21. Mai: Sean McIntosh, kanadischer Automobilrennfahrer
- 22. Mai: Gloria Asumnu, nigerianische Leichtathletin
- 22. Mai: Tranquillo Barnetta, Schweizer Fußballspieler
- 23. Mai: Nicky Adler, deutscher Fußballspieler
- 24. Mai: Cemre Atmaca, türkischer Fußballspieler
- 24. Mai: Angie Geschke, deutsche Handballspielerin
- 28. Mai: Colbie Caillat, US-amerikanische Singer-Songwriterin
- 28. Mai: Carey Mulligan, britische Schauspielerin
- 28. Mai: Sebastian Urzendowsky, deutscher Schauspieler
- 29. Mai: Simone Bentivoglio, italienischer Fußballspieler
- 29. Mai: Maike Daniels, deutsche Handballspielerin
- 29. Mai: Hernanes, brasilianischer Fußballspieler
- 30. Mai: Madina Salamowa, russische Autorin
- 31. Mai: Laura Fortunato, argentinische Fußballschiedsrichterin

### Juni

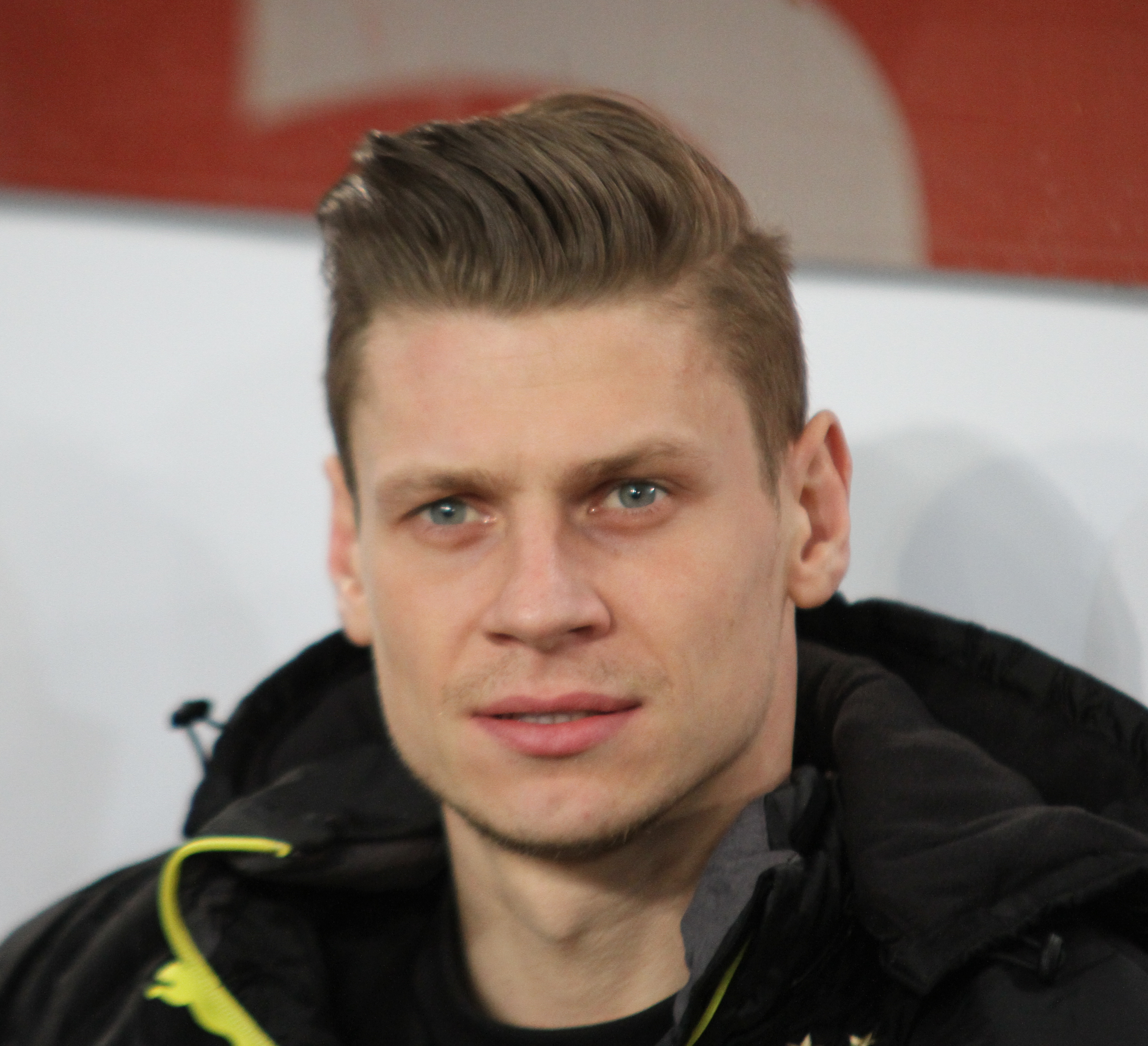
Łukasz Piszczek

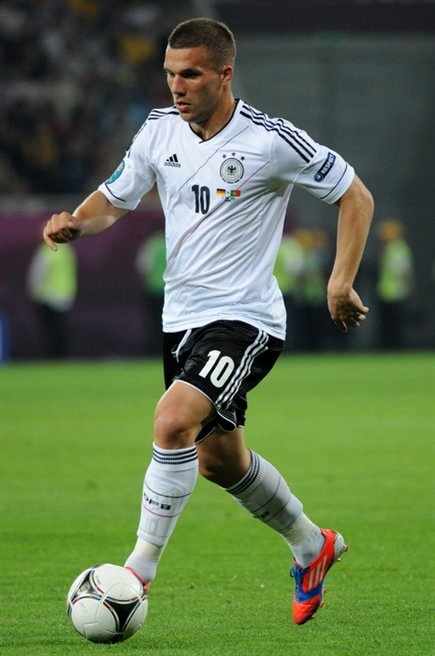
Lukas Podolski

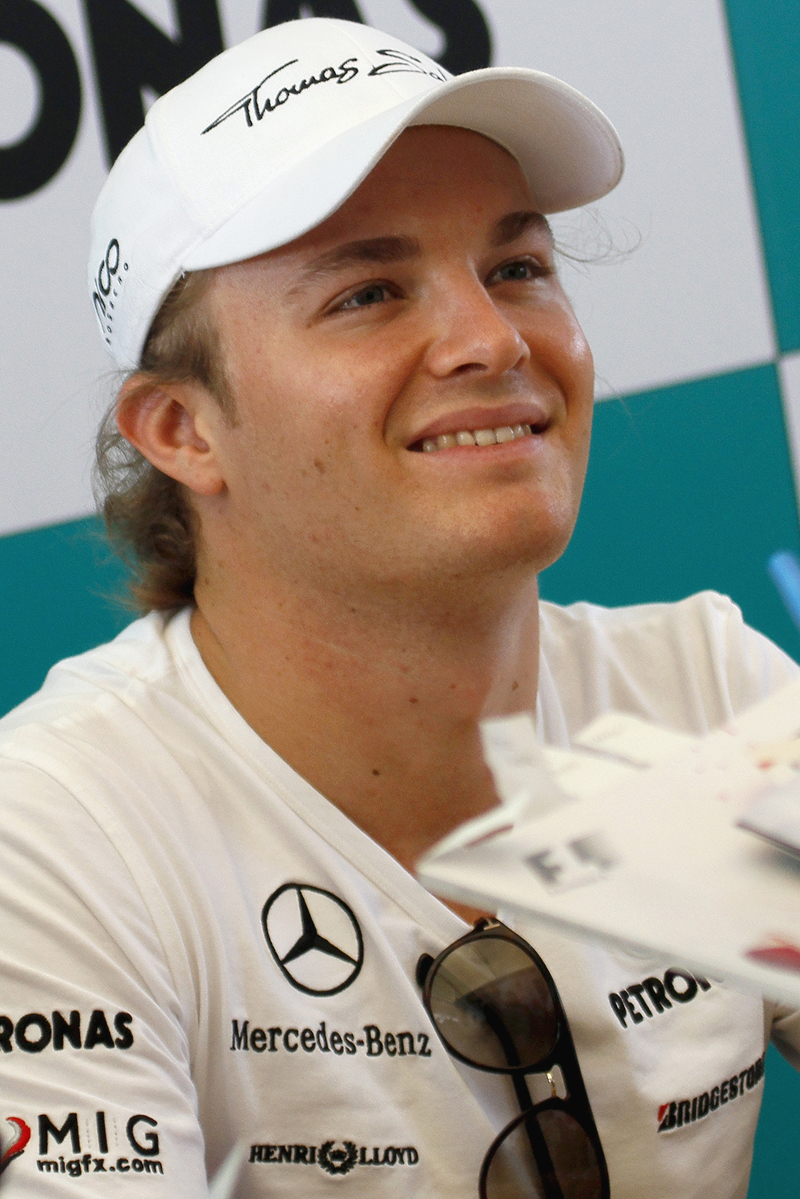
Nico Rosberg

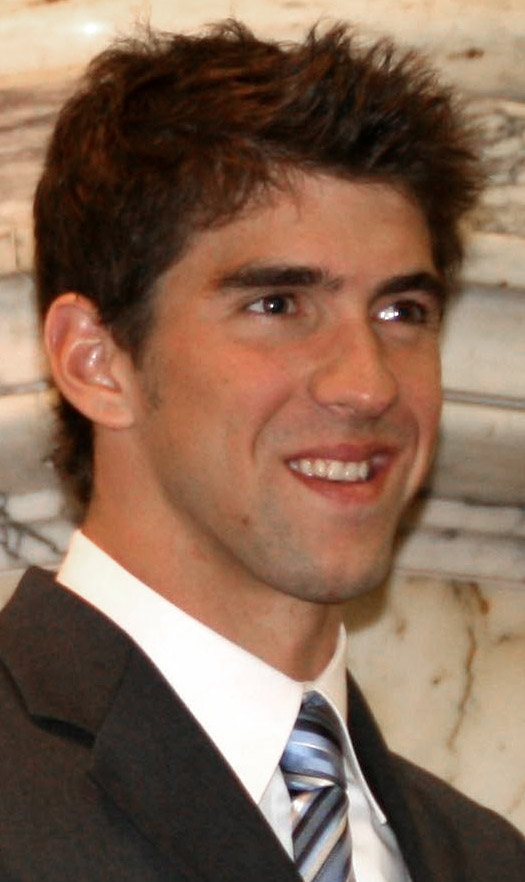
Michael Phelps

- 01. Juni: Tirunesh Dibaba, äthiopische Leichtathletin
- 01. Juni: Maura Visser, niederländische Handballspielerin
- 02. Juni: Christian Aigner, österreichischer Handballspieler
- 02. Juni: Bella Gesser, israelische Schachspielerin
- 02. Juni: Daniela Golpashin, österreichische Schauspielerin
- 02. Juni: Magomed Ibragimov, usbekischer Ringer
- 02. Juni: José Joaquín Rojas, spanischer Radrennfahrer
- 03. Juni: Łukasz Piszczek, polnischer Fußballspieler
- 03. Juni: Nela Schmitz, deutsche Schauspielerin
- 03. Juni: Klemen Slakonja, slowenischer Comedian, Schauspieler, Moderator und Musiker
- 04. Juni: Juhamatti Aaltonen, finnischer Eishockeyspieler
- 04. Juni: Anna-Lena Grönefeld, deutsche Tennisspielerin
- 04. Juni: Lukas Podolski, deutscher Fußballer
- 04. Juni: Dominique Gisin, Schweizer Skirennläuferin
- 05. Juni: Jeremy Abbott, US-amerikanischer Eiskunstläufer
- 05. Juni: Kenny De Ketele, belgischer Radrennfahrer
- 05. Juni: Bashir Ahmad Rahmati, afghanischer Ringer
- 05. Juni: Gabriel Riera Lancha, andorranischer Fußballspieler
- 05. Juni: Daniel Stumpf, deutscher Handballspieler
- 05. Juni: Fabio Taborre, italienischer Radrennfahrer († 2021)
- 06. Juni: Hendrik Großöhmichen, deutscher Fußballspieler
- 06. Juni: Drew McIntyre, schottischer Wrestler
- 07. Juni: Xavi Andorrà Julià, andorranischer Fußballspieler
- 07. Juni: Raphael Schaschko, deutscher Fußballspieler
- 07. Juni: Charlie Simpson, britischer Musiker
- 08. Juni: Alexandre Despatie, kanadischer Wasserspringer
- 08. Juni: Pierre Spies, südafrikanischer Rugbyspieler
- 08. Juni: Sofja Alexandrowna Welikaja, russische Säbelfechterin
- 09. Juni: Lisa Altenpohl, deutsche Schauspielerin
- 09. Juni: Johannes Fröhlinger, deutscher Radrennfahrer
- 09. Juni: Guillermo Alejandro Suárez, argentinischer Fußballspieler
- 09. Juni: Sebastian Telfair, US-amerikanischer Basketballspieler
- 10. Juni: Kristina Apgar, US-amerikanische Schauspielerin
- 10. Juni: Andy Schleck, luxemburgischer Radrennfahrer
- 11. Juni: Chris Trousdale, US-amerikanischer Sänger und Schauspieler († 2020)
- 11. Juni: Tim Hoogland, deutscher Fußballspieler
- 11. Juni: Dmitri Koldun, belarussischer Sänger
- 11. Juni: Petter Tande, norwegischer Nordisch Kombinierer
- 12. Juni: Pablo Abián Vicen, spanischer Badmintonspieler
- 12. Juni: Jesse Anthony, US-amerikanischer Cyclocrossfahrer
- 12. Juni: Claire Oelkers, deutsche Musikerin und Schauspielerin
- 12. Juni: Dave Franco, US-amerikanischer Schauspieler
- 12. Juni: Blake Ross, Softwareentwickler
- 13. Juni: Filipe Albuquerque, portugiesischer Automobilrennfahrer
- 13. Juni: Ida Alstad, norwegische Handballspielerin
- 15. Juni: Anton Friesen, deutscher Politiker und Politikwissenschaftler
- 15. Juni: Gabriel Iloabuchi Agu, nigerianischer Fußball- und Beachsoccerspieler
- 16. Juni: Franziska Beck, deutsche Handballspielerin
- 17. Juni: Yasmin Asadie, deutsche Schauspielerin
- 17. Juni: Manuel Fettner, österreichischer Skispringer
- 17. Juni: Kateryna Handsjuk, ukrainische Bürgerrechtsaktivistin († 2018)
- 18. Juni: Matías Enrique Abelairas, argentinischer Fußballspieler
- 18. Juni: Alex Hirsch, US-amerikanischer Animator
- 18. Juni: Mohamed Mahmoud, österreichischer Islamist und verurteilter Terrorist
- 18. Juni: Eva Roob, deutsche Fußballspielerin und Erotikdarstellerin
- 19. Juni: José Ernesto Sosa, argentinischer Fußballspieler
- 20. Juni: Jörg Lützelberger, deutscher Handballspieler
- 20. Juni: Darko Miličić, serbischer Basketballspieler
- 20. Juni: Mihai Pop, rumänischer Handballspieler
- 20. Juni: Halil Savran, deutsch-türkischer Fußballspieler
- 20. Juni: Sahr Senesie, deutscher Fußballspieler
- 21. Juni: Lana Del Rey, US-amerikanische Pop-Sängerin und Songwriterin
- 22. Juni: Martin Liebers, deutscher Eiskunstläufer
- 24. Juni: Atheer Adel, deutscher Schauspieler
- 24. Juni: Bastien Arnaud, französischer Handballspieler
- 25. Juni: Anton Korobow, ukrainischer Schachspieler
- 25. Juni: Karim Matmour, algerisch-französischer Fußballspieler
- 26. Juni: Katrin Heß, deutsche Schauspielerin, Fotomodell und Synchronsprecherin
- 26. Juni: Jonathan Kennard, britischer Automobilrennfahrer
- 27. Juni: Patrik Fahlgren, schwedischer Handballspieler und -trainer
- 27. Juni: Swetlana Alexandrowna Kusnezowa, russische Tennisspielerin
- 27. Juni: Nico Rosberg, deutscher Automobilrennfahrer
- 28. Juni: Gloria Aura Campos Gutiérrez, mexikanische Schauspielerin und Sängerin
- 30. Juni: Trevor Anthony Ariza, US-amerikanischer Basketballspieler
- 30. Juni: Cem Atan, österreichischer Fußballspieler
- 30. Juni: Rafał Blechacz, polnischer Pianist
- 30. Juni: Katjana Gerz, deutsch-amerikanische Schauspielerin
- 30. Juni: Michael Phelps, US-amerikanischer Schwimmer und Weltrekordhalter
- 30. Juni: Arne Tode, deutscher Motorradrennfahrer

### Juli

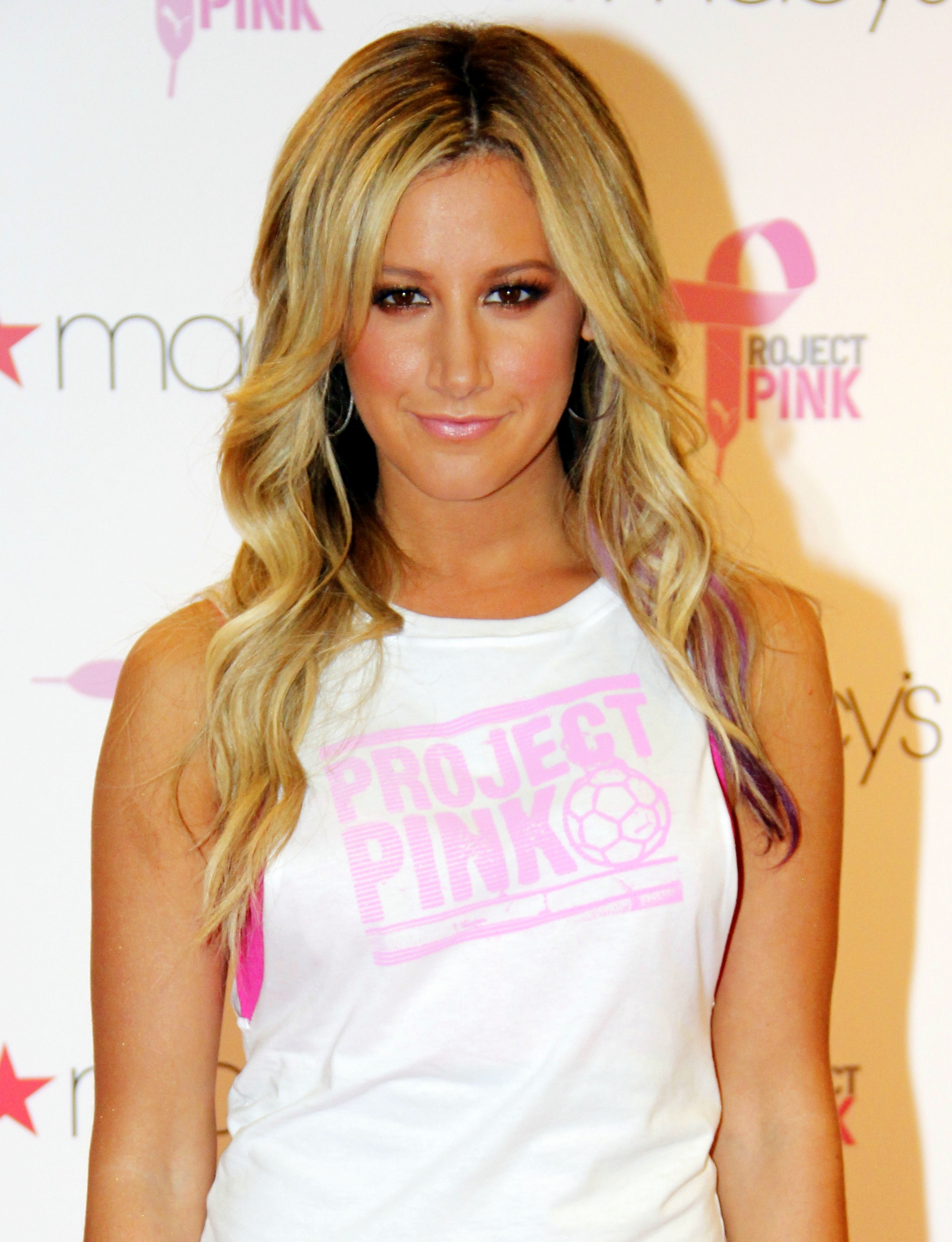
Ashley Tisdale

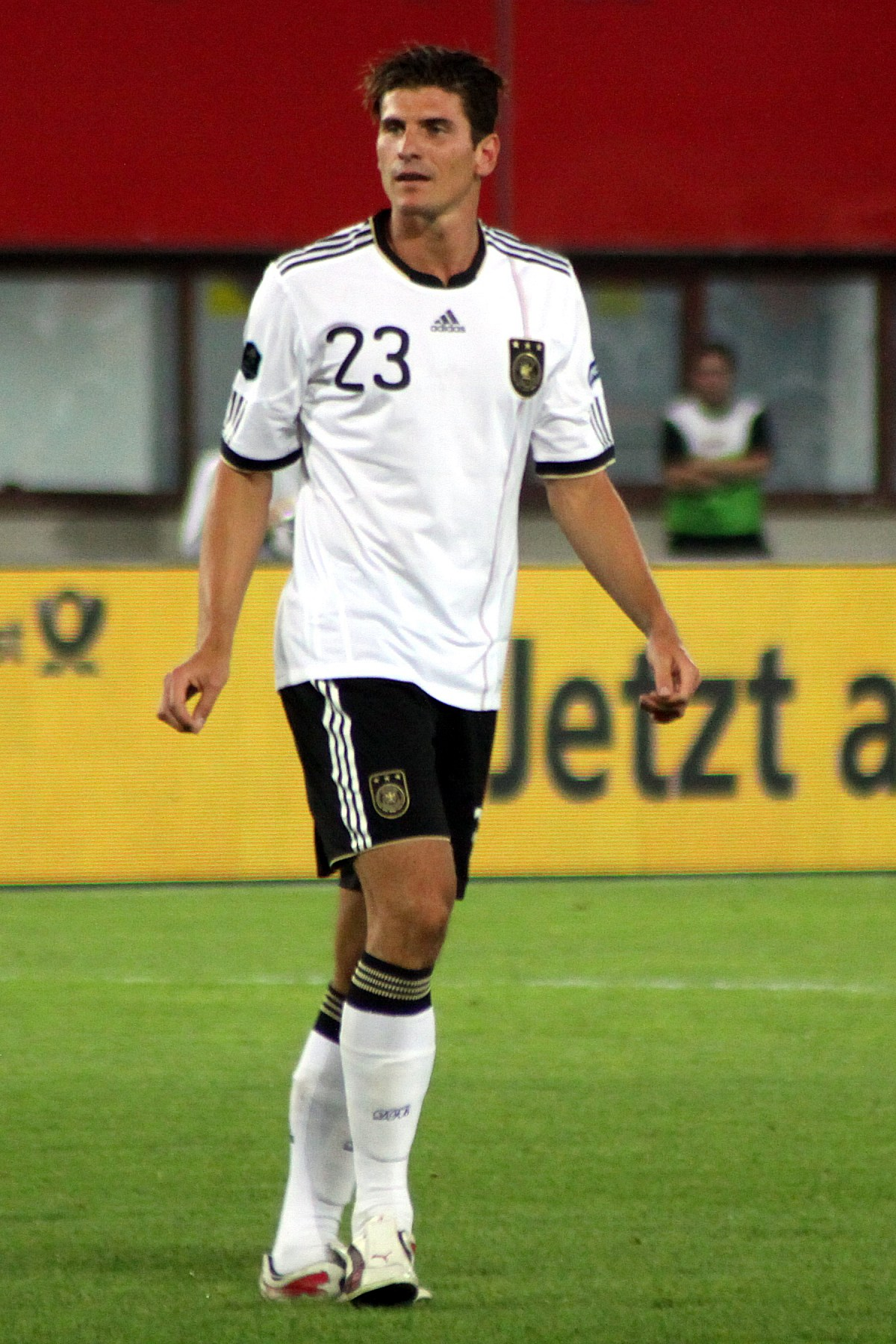
Mario Gomez

- 01. Juli: Michael Delura, deutscher Fußballspieler
- 01. Juli: Annike Krahn, deutsche Fußballspielerin
- 01. Juli: Tendai Mtawarira, südafrikanischer Rugbyspieler
- 01. Juli: Léa Seydoux, französische Schauspielerin
- 02. Juli: Vlatko Ilievski, mazedonischer Sänger und Moderator († 2018)
- 02. Juli: Ashley Tisdale, US-amerikanische Schauspielerin, Tänzerin, Sängerin und Model
- 03. Juli: Jure Šinkovec, slowenischer Skispringer
- 04. Juli: Goran Antic, Schweizer Fußballspieler
- 05. Juli: François Arnaud, kanadischer Schauspieler
- 05. Juli: Lore Richter, deutsche Schauspielerin
- 05. Juli: Markus Richwien, deutscher Handballspieler
- 05. Juli: Isaac Tutumlu, spanischer Automobilrennfahrer
- 06. Juli: Stefano Chiapolino, italienischer Skispringer
- 07. Juli: Marc Stein, deutscher Fußballspieler
- 09. Juli: Lewan Aroschidse, georgischer Schachspieler
- 09. Juli: Julia Hartmann, deutsche Schauspielerin
- 09. Juli: Paweł Korzeniowski, polnischer Schwimmer
- 09. Juli: Sonja Schöber, deutsche Schwimmerin
- 09. Juli: Pablo Ernesto Vitti, argentinischer Fußballspieler
- 10. Juli: Mario Gómez, deutscher Fußballspieler
- 10. Juli: Brandon Crombeen, US-amerikanisch-kanadischer Eishockeyspieler
- 11. Juli: Robert Gillespie Adamson IV., US-amerikanischer Schauspieler
- 11. Juli: Saskia Leppin, deutsche Sängerin und Musicaldarstellerin
- 12. Juli: Daniel Oliveira, brasilianischer Rallyefahrer
- 12. Juli: Timo Röttger, deutscher Fußballspieler
- 12. Juli: Emil Hegle Svendsen, norwegischer Biathlet
- 13. Juli: Benjamin Alard, französischer Cembalist und Organist
- 13. Juli: Olli-Pekka Tolvanen, finnischer Skilangläufer
- 14. Juli: Orhan Akkurt, deutscher Fußballspieler
- 14. Juli: Janko Božović, österreichischer Handballspieler
- 14. Juli: Blagoja „Billy“ Celeski, mazedonisch-australischer Fußballspieler
- 14. Juli: Ryan Duncan, kanadischer Eishockeyspieler
- 14. Juli: Dennis Endras, deutscher Eishockeyspieler
- 14. Juli: Darrelle Revis, US-amerikanischer American-Football-Spieler
- 14. Juli: Ezequiel Oscar Scarione, argentinischer Fußballspieler
- 15. Juli: Chris Oliver, US-amerikanischer Basketballspieler
- 16. Juli: Kevin Huber, US-amerikanischer American-Football-Spieler
- 16. Juli: Denis Tahirović, kroatischer Fußballspieler
- 17. Juli: Francis Banecki, deutscher Fußballspieler
- 17. Juli: Krisztina Triscsuk, russisch-ungarische Handballspielerin
- 18. Juli: Chace Crawford, US-amerikanischer Schauspieler
- 19. Juli: LaMarcus Aldridge, US-amerikanischer Basketballspieler
- 21. Juli: Filip Polášek, slowakischer Tennisspieler
- 21. Juli: Von Wafer, US-amerikanischer Basketballspieler
- 22. Juli: Mariama Signaté, französische Handballspielerin
- 23. Juli: William Dunlop, britischer Motorradrennfahrer († 2018)
- 23. Juli: Anna Maria Mühe, deutsche Schauspielerin
- 24. Juli: Pankaj Advani, indischer Snooker- und English-Billiards-Spieler
- 24. Juli: Robert Arsumanjan, armenischer Fußballspieler
- 24. Juli: Felix Danner, deutscher Handballspieler
- 24. Juli: Teagan Presley, US-amerikanische Pornodarstellerin
- 25. Juli: Kirsten McGarry, irische Skirennläuferin und Skicrosserin
- 25. Juli: Nelson Piquet junior, brasilianischer Automobilrennfahrer
- 26. Juli: Sayuri Asahara, japanische Badmintonspielerin
- 26. Juli: Marinko Kelečević, bosnischer Handballspieler († 2011)
- 27. Juli: Husain Ibn Muhammed Abdullah, US-amerikanischer American-Football-Spieler
- 28. Juli: Christian Süß, deutscher Tischtennisspieler
- 29. Juli: Besart Berisha, albanischer Fußballspieler

### August
- 01. August: Stuart Holden, US-amerikanischer Fußballspieler
- 01. August: Susanne Kasperczyk, deutsche Fußballspielerin
- 02. August: Windows95man (bürgerl. Teemu Keisteri), finnischer bildender Künstler
- 02. August: Laura Steinbach, deutsche Handballspielerin
- 02. August: Stéphanie St-Pierre, kanadische Freestyle-Skierin
- 03. August: Benjamin Herth, deutscher Handballspieler und -trainer
- 04. August: Shannon Michael Cole, australischer Fußballspieler
- 04. August: Mark Milligan, australischer Fußballspieler
- 06. August: Michael Andrei, deutscher Volleyballspieler
- 06. August: Taiwo Leo Awuonda Atieno, kenianischer Fußballspieler
- 06. August: Mickaël Delage, französischer Radrennfahrer
- 07. August: Matthias Britschgi, Schweizer Schauspieler
- 07. August: Annika Chambers, US-amerikanische Bluessängerin
- 07. August: Rick Genest, kanadisches Model und Performancekünstler († 2018)
- 07. August: Anja Klotzsche, deutsche Hydrogeophysikerin
- 07. August: Kevin Ratajczak, deutscher Metal-Sänger und Keyboarder
- 08. August: Rukayatu Abdulai, kanadische Leichtathletin
- 08. August: Sascha Ilitsch, deutscher Handballspieler
- 08. August: Kai Kovaljeff, finnischer Skispringer
- 08. August: Nils Malten, deutscher Schauspieler
- 09. August: Filipe Luís, brasilianischer Fußballspieler
- 09. August: Luca Filippi, italienischer Automobilrennfahrer
- Anna Kendrick09. August: Anna Kendrick, US-amerikanische Schauspielerin

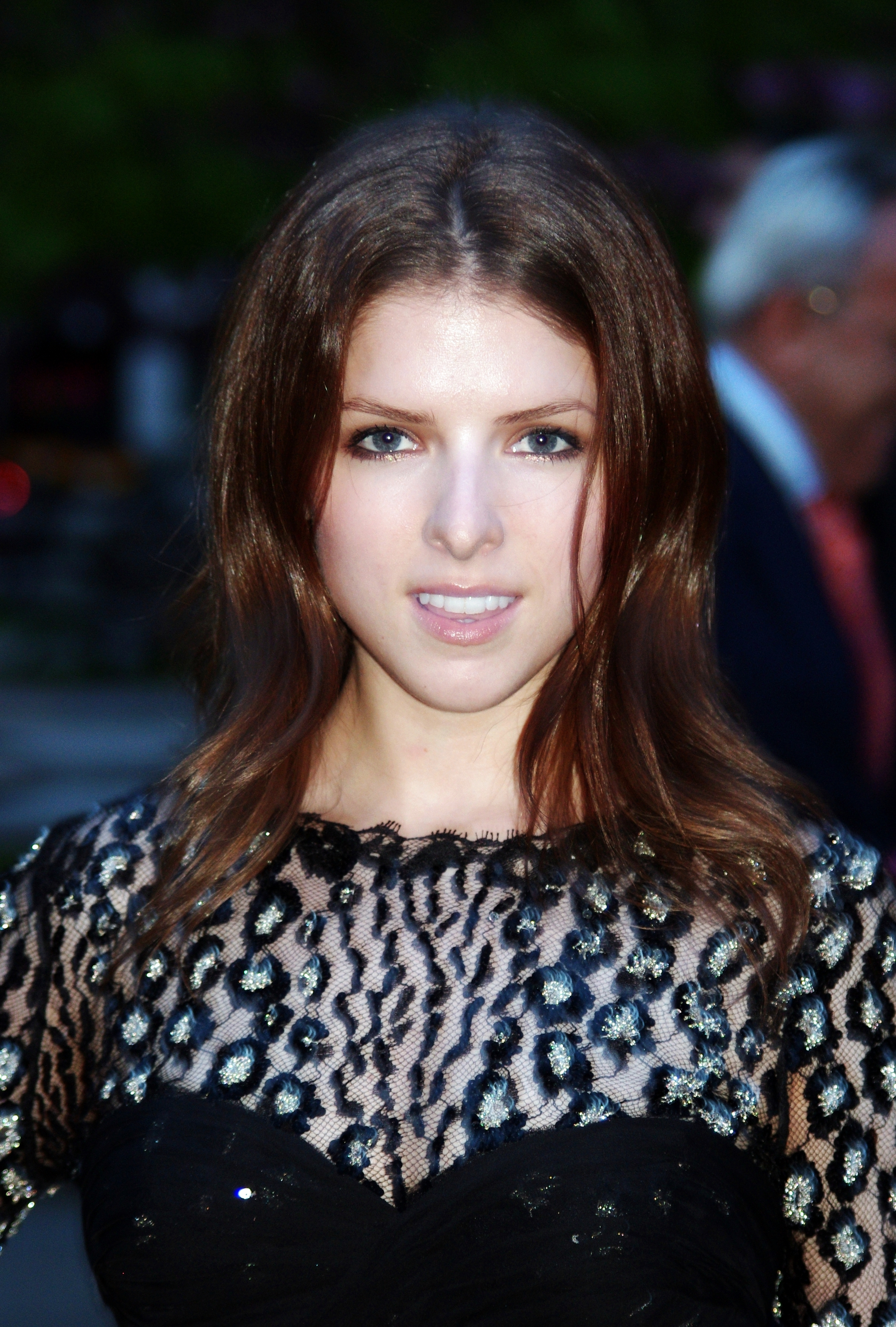
Anna Kendrick

- 09. August: Stiven Rivić, kroatischer Fußballspieler
- 10. August: Wiebke Kethorn, deutsche Handballspielerin
- 11. August: Jaoid Chiguer, französischer Boxer († 2021)
- 11. August: Jacqueline Fernandez, sri-lankische Schauspielerin
- 12. August: Stephanie Laier, deutsche Motorradrennfahrerin
- 13. August: Olubayo Adefemi, nigerianischer Fußballspieler († 2011)
- 13. August: Marc Gallego, deutscher Fußballspieler
- 13. August: Mattia Pasini, italienischer Motorradrennfahrer

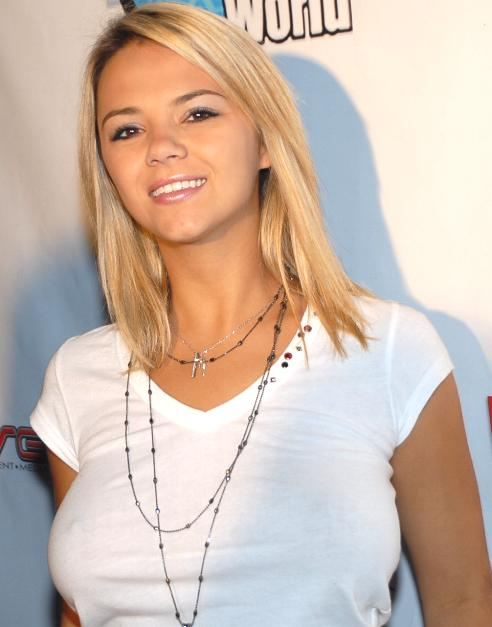
Ashlynn Brooke

- 14. August: Ashlynn Brooke, US-amerikanische Pornodarstellerin, -regisseurin und Model
- 14. August: Carl Gerber, deutscher Drehbuchautor
- 15. August: Nipsey Hussle, US-amerikanischer Rapper († 2019)
- 15. August: Anika Lehmann, deutsche Schauspielerin
- 17. August: Yū Aoi, japanische Schauspielerin und Model
- 18. August: Barbara Abart, italienische Naturbahnrodlerin
- 19. August: Tom Sykes, britischer Motorradrennfahrer
- 20. August: Natalie Hagel, deutsche Handballspielerin
- 20. August: Andreas Rojewski, deutscher Handballspieler
- 20. August: Sarah Elena Timpe, deutsche Schauspielerin
- 21. August: Nicolás Almagro, spanischer Tennisspieler
- 21. August: Daniel Bernhardt, deutscher Fußballspieler
- 21. August: Mimoun Alaoui, deutscher Rapper
- 22. August: Jens Byggmark, schwedischer Skirennläufer
- 22. August: Ruth Kolokotronis, deutsche Beachvolleyballspielerin
- 22. August: David Ortega, deutscher Scripted-Reality-Darsteller, Model und Fernsehmoderator
- 23. August: Juliana Götze, deutsche Schauspielerin
- 25. August: Raffaela Schaidreiter, österreichische Radio- und TV-Journalistin
- 26. August: Hakan Aslantaş, deutsch-türkischer Fußballspieler
- 26. August: Danilo Wyss, Schweizer Radrennfahrer
- 27. August: Maro Engel, deutscher Automobilrennfahrer
- 27. August: Kayla Ewell, US-amerikanische Schauspielerin
- 27. August: Brian Holden, US-amerikanischer Schauspieler
- 27. August: Nikica Jelavić, kroatischer Fußballspieler
- 27. August: Daniel Küblböck, deutscher Casting-Star und Sänger († 2018)
- 27. August: Sören Pirson, deutscher Fußballspieler
- 27. August: André Rankel, deutscher Eishockeyspieler
- 28. August: Kjetil Jansrud, norwegischer Skirennläufer
- 29. August: Lucas Vogelsang, deutscher Journalist und Autor
- 29. August: Michael Schmerda, deutscher Eishockeyspieler
- 30. August: Leisel Jones, australische Schwimmerin
- 30. August: Tianna Madison, US-amerikanische Leichtathletin
- 30. August: Steven Smith, schottischer Fußballspieler
- 31. August: Mohammed bin Salman, saudischer Kronprinz und Premierminister

### September
- 01. September: Ulrich Brandhoff, deutscher Schauspieler
- 01. September: François Fargère, französischer Schachspieler
- 02. September: Yani Gellman, US-amerikanischer Schauspieler
- 02. September: Kevin Jahn, deutscher Handballspieler
- 03. September: Friba Razayee, afghanische Judoka
- 04. September: Raúl Albiol, spanischer Fußballspieler
- 04. September: Juan Carlos Arias Pérez, kubanischer Bahn- und Straßenradrennfahrer
- 04. September: Andrew Meyrick, britischer Automobilrennfahrer
- 04. September: Matías Russo, argentinischer Automobilrennfahrer
- 05. September: JokA, deutscher Rapper
- 05. September: Saboor Khalili, afghanischer Fußballspieler
- 05. September: Jan Mazoch, tschechischer Skispringer
- 05. September: Kristi Vangjeli, albanischer Fußballspieler
- 06. September: Ali Ashfaq, maledivischer Fußballspieler
- 06. September: Simon Baumgarten, deutscher Handballspieler
- 06. September: Lencke Wischhusen, deutsche Unternehmerin und Politikerin (FDP)
- 07. September: Alyssa Diaz, US-amerikanische Schauspielerin
- 07. September: Alexander Kasprik, deutscher Schauspieler
- 07. September: Rafinha, brasilianischer Fußballspieler
- 09. September: Amy Manson, britische Schauspielerin

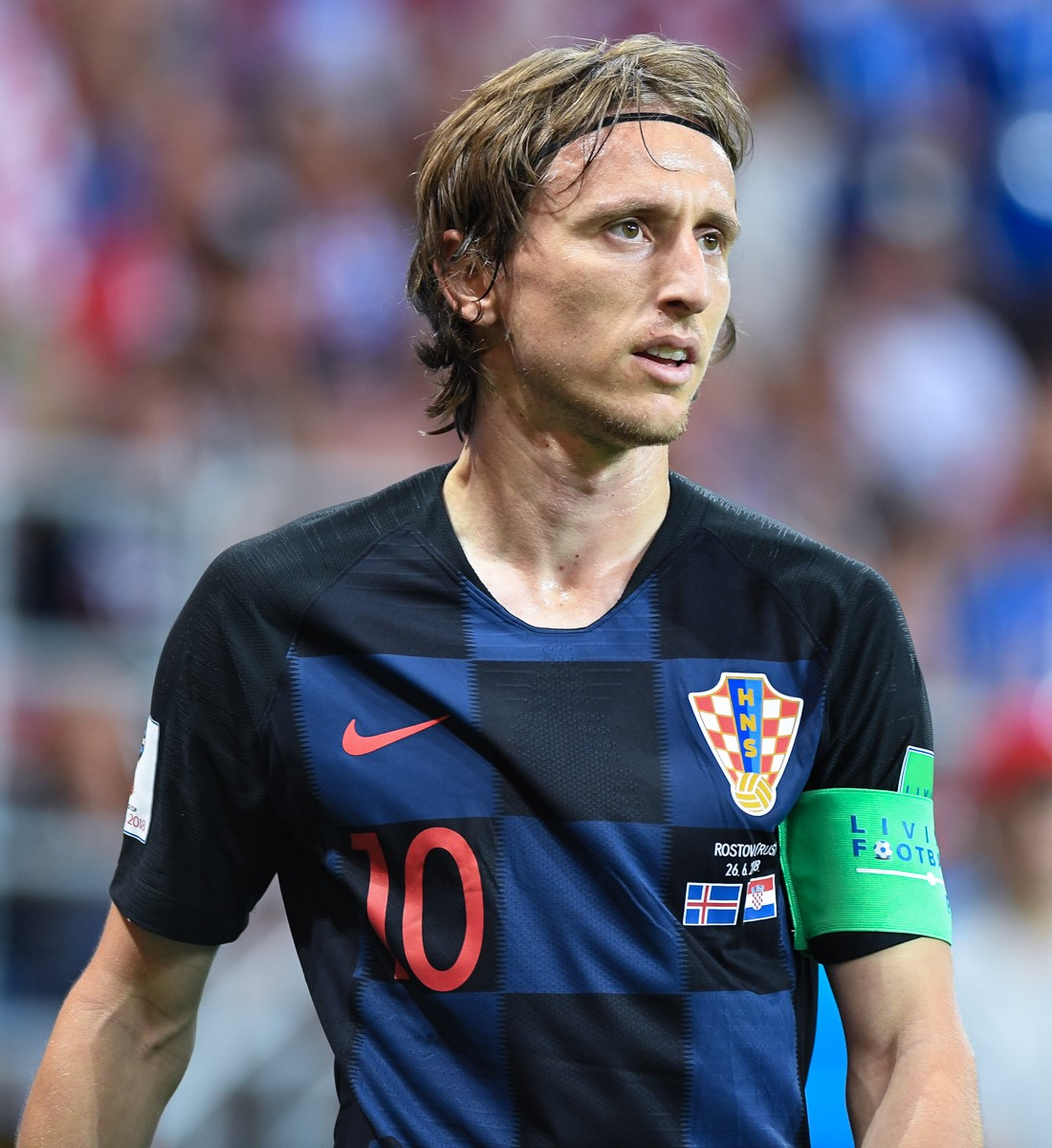
Luka Modrić

- 09. September: Luka Modrić, kroatischer Fußballspieler
- 11. September: Shaun Livingston, US-amerikanischer Basketballspieler
- 11. September: Nela Riehl, deutsche Politikerin (Volt)
- 12. September: Champian Fulton, US-amerikanische Jazzpianistin und -sängerin
- 12. September: Headhunterz (bürgerlicher Name: Willem Rebergen), niederländischer Hardstyle-DJ
- 12. September: Domenico Tedesco, italienisch-deutscher Fußballtrainer
- 13. September: Manuel Veith, österreichischer Snowboarder
- 14. September: Felix Hell, deutscher Organist
- 14. September: Dennis Wilke, deutscher Handballspieler
- 15. September: Ian Dyk, australischer Automobilrennfahrer

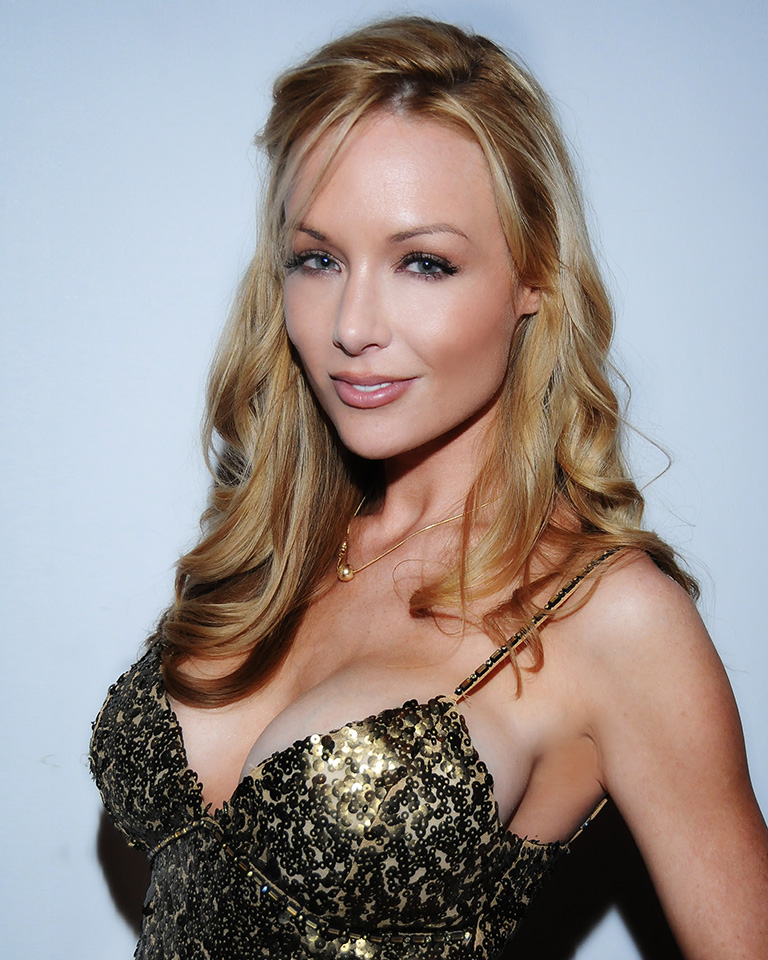
Kayden Kross

- 15. September: Kayden Kross, US-amerikanisches Model und Pornodarstellerin
- 15. September: François-Olivier Roberge, kanadischer Eisschnellläufer
- 16. September: Hollywood Hank, deutscher Rapper und Hip-Hop-Produzent († 2023)
- 16. September: Miguel Ángel de Amo Fernández-Echevarría, spanischer Volleyball- und Beachvolleyballspieler
- 16. September: Sandro Burki, Schweizer Fußballspieler
- 16. September: Johan Remen Evensen, norwegischer Skispringer
- 16. September: Madeline Zima, US-amerikanische Schauspielerin
- 17. September: Tomáš Berdych, tschechischer Tennisspieler
- 17. September: Hailey Duke, US-amerikanische Skirennläuferin
- 18. September: Steffi Bergmann, deutsche Handballspielerin
- 19. September: Nathanael Liminski, deutscher Ministerialbeamter und Politiker
- 20. September: Meskerem Assefa, äthiopische Mittelstrecken- und Langstreckenläuferin
- 20. September: Julius Emrich, deutscher Handballspieler
- 20. September: Ryan Joyce, englischer Dartspieler
- 20. September: Tim Morten Uhlenbrock, deutscher Sänger und Schauspieler
- 21. September: Pedro Geromel, brasilianisch-italienischer Fußballspieler
- 21. September: Camill Jammal, deutscher Schauspieler und Musiker
- 21. September: Stefan König, deutscher Schauspieler
- 22. September: Faris Haroun, belgischer Fußballspieler
- 22. September: Tatiana Maslany, kanadische Schauspielerin
- 23. September: Hossein Kaebi, iranischer Fußballspieler
- 23. September: Usim Nduka, nigerianisch-aserbaidschanischer Fußballspieler
- 23. September: Ariel Rebel, kanadische Pornodarstellerin, Model und Food-Bloggerin
- 23. September: Anna Unterberger, italienische Schauspielerin
- 23. September: Oliver Walker, britischer Schauspieler und Synchronsprecher.
- 24. September: Saidat Adegoke, nigerianische Fußballspielerin
- 24. September: Eric Adjetey Anang, ghanaischer Bildhauer

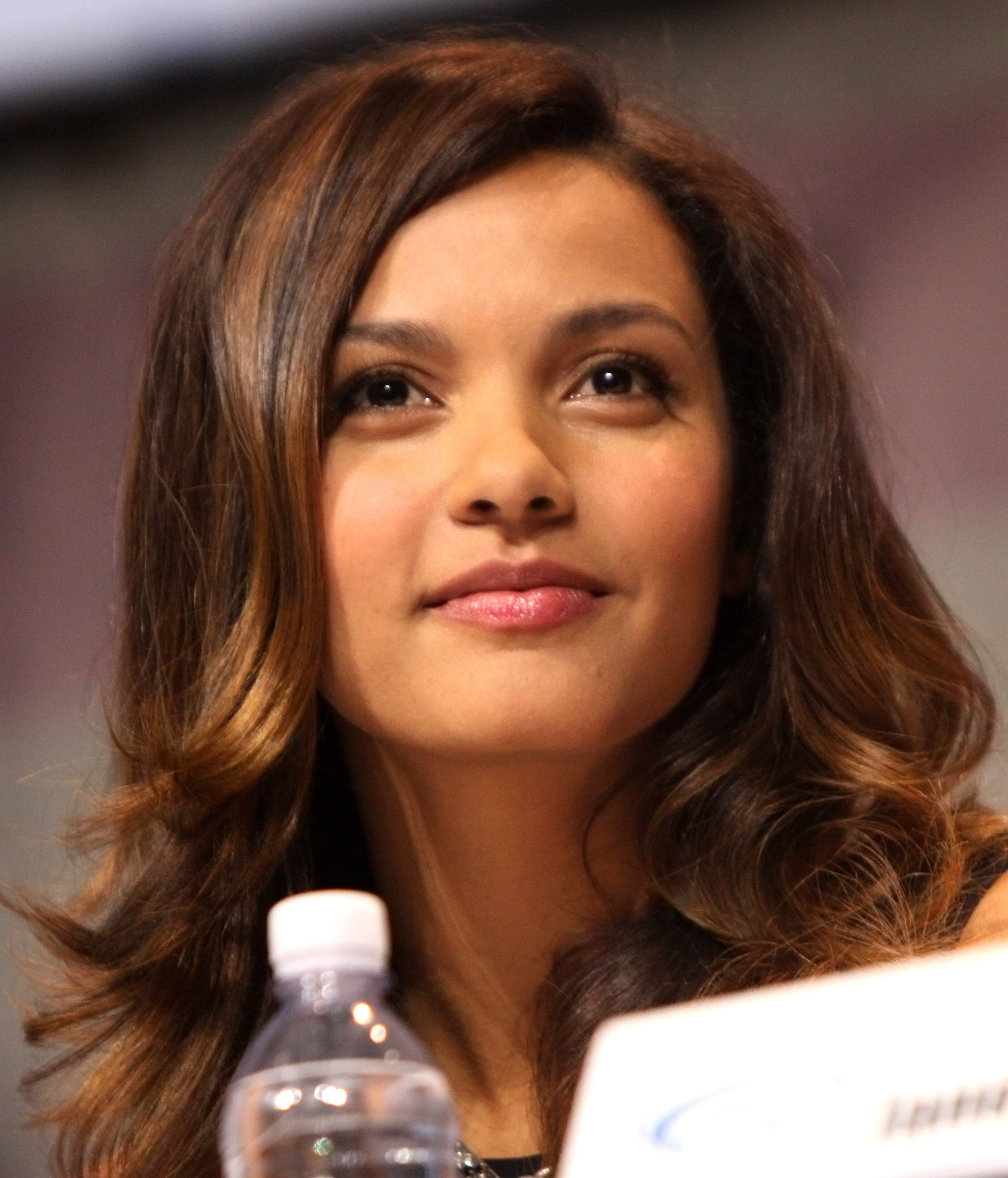
Jessica Lucas

- 24. September: Jessica Lucas, kanadische Schauspielerin
- 24. September: Jonatan Soriano, spanischer Fußballspieler
- 25. September: Nicolas Achten, belgischer Dirigent, Sänger, Lautenist, Cembalist und Harfenist
- 25. September: Marvin Matip, deutscher Fußballspieler
- 25. September: Tino Semmer, deutscher Fußballspieler
- 26. September: Senijad Ibričić, bosnisch-herzegowinischer Fußballspieler
- 27. September: Janine Wulz, österreichische Studentenfunktionärin
- 27. September: Ibrahim Touré, ivorischer Fußballspieler († 2014)
- 29. September: Butterscotch, US-amerikanische Musikerin
- 29. September: Calvin Johnson, US-amerikanischer American-Football-Spieler
- 29. September: Niklas Moisander, finnischer Fußballspieler
- 29. September: Dani Pedrosa, spanischer Motorradrennfahrer
- 30. September: Olcan Adın, türkischer Fußballspieler
- 30. September: Dmytro Grabovskyy, ukrainisch-israelischer Radrennfahrer († 2017)
- 30. September: Katrina Law, US-amerikanische Schauspielerin
- 30. September: Noko Matlou, südafrikanische Fußballspielerin

### Oktober

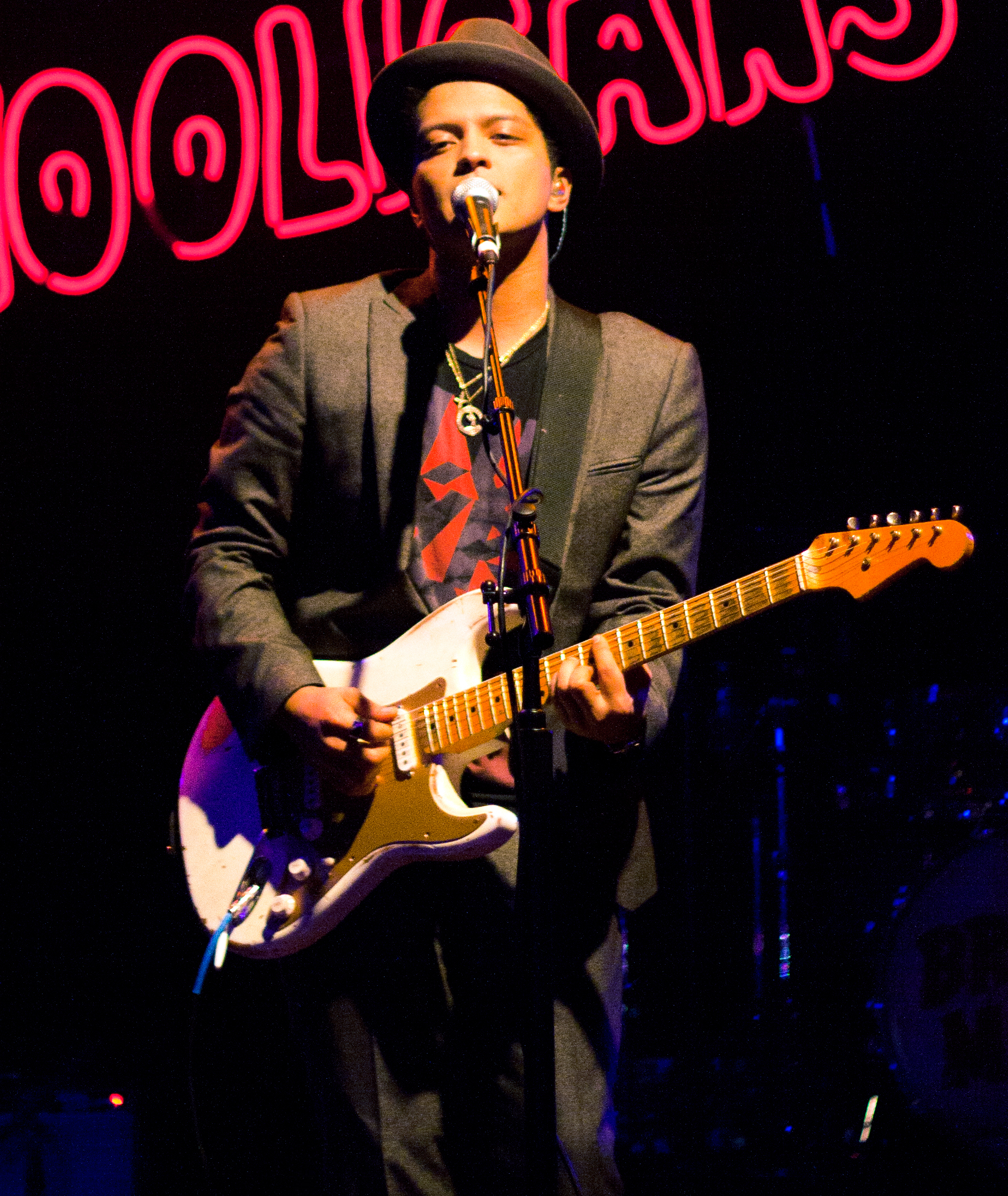
Bruno Mars

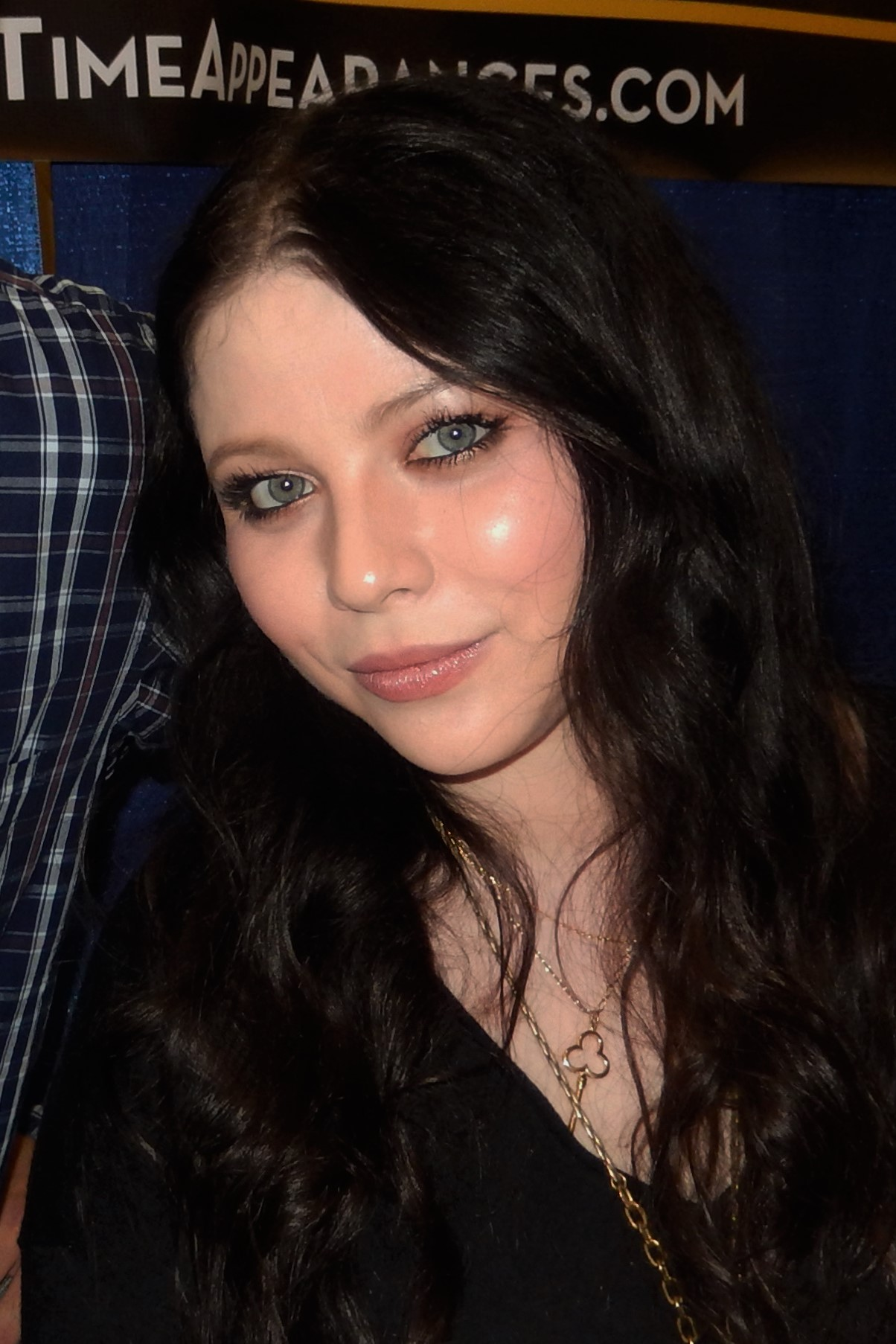
Michelle Trachtenberg

- 01. Oktober: Scott Mansell, britischer Automobilrennfahrer
- 01. Oktober: Sina Reiß, deutsche Schauspielerin
- 01. Oktober: Revazi Zintiridis, griechischer Judoka
- 03. Oktober: Anna Kraft, deutsche Leichtathletin und Sportjournalistin
- 04. Oktober: Daniel la Rosa, deutscher Automobilrennfahrer
- 05. Oktober: Matteo Marsaglia, italienischer Skirennläufer
- 05. Oktober: Sian Massey-Ellis, englische Fußballschiedsrichterassistentin
- 06. Oktober: Francesco Ginanni, italienischer Radrennfahrer
- 08. Oktober: Simone Bolelli, italienischer Tennisspieler
- 08. Oktober: Bruno Mars, US-amerikanischer Musiker
- 08. Oktober: Felix Menzel, deutscher Journalist
- 08. Oktober: Razak Omotoyossi, beninischer Fußballspieler († 2025)
- 09. Oktober: Lukas Sinkiewicz, deutscher Fußballspieler
- 10. Oktober: Marina Diamandis, walisische Singer-Songwriterin
- 10. Oktober: Gisa Flake, deutsche Schauspielerin
- 11. Oktober: Jacqueline Arendt, US-amerikanische Triathletin
- 11. Oktober: Erica Dasher, US-amerikanische Schauspielerin
- 11. Oktober: Matthias Puhle, deutscher Handballspieler
- 11. Oktober: Philipp Seitle, deutscher Handballspieler
- 11. Oktober: Isabella Rosenby Thomsen, dänische Handballspielerin
- 11. Oktober: Michelle Trachtenberg, US-amerikanische Schauspielerin († 2025)
- 14. Oktober: Manuel Belletti, italienischer Radrennfahrer
- 15. Oktober: Marcos Martínez, spanischer Automobilrennfahrer
- 16. Oktober: Johannes Clair, deutscher Autor und ehemaliger Bundeswehrsoldat
- 16. Oktober: Casey Stoner, australischer Motorradrennfahrer
- 16. Oktober: Manuel Späth, deutscher Handballspieler
- 17. Oktober: Kiril Najdenow Akalski, bulgarischer Fußballtorwart
- 18. Oktober: Gülsha Adilji, Schweizer Moderatorin
- 18. Oktober: Herbert Snorrason, isländischer Internetaktivist (WikiLeaks, OpenLeaks)
- 21. Oktober: Tanya Kahana, deutsche Synchronsprecherin
- 22. Oktober: Barbara Leibssle-Balogh, ungarische Handballspielerin
- 23. Oktober: Moa Abdellaoue, norwegischer Fußballspieler
- 23. Oktober: Svenja Huber, deutsche Handballspielerin
- 24. Oktober: Wayne Rooney, englischer Fußballspieler
- 24. Oktober: Victoria Max-Theurer, österreichische Dressurreiterin
- 25. Oktober: Ciara, US-amerikanische Sängerin
- 25. Oktober: Arkadij Naiditsch, deutscher Schachspieler lettischer Herkunft
- 26. Oktober: Labinot Haliti, albanisch-australischer Fußballspieler
- 28. Oktober: Anthony Fantano, US-amerikanischer Webvideoproduzent und Musikkritiker
- 29. Oktober: Cal Crutchlow, britischer Motorradrennfahrer
- 29. Oktober: Serdar Gözübüyük, niederländischer Fußballschiedsrichter
- 29. Oktober: Janet Montgomery, US-amerikanische Schauspielerin
- 31. Oktober: Kerron Clement, US-amerikanischer Leichtathlet
- 31. Oktober: Branimir Koloper, kroatischer Handballspieler und -trainer
- 31. Oktober: Aditya Mehta, indischer Snookerspieler
- 31. Oktober: Sascha Rabe, deutscher Eiskunstläufer

### November

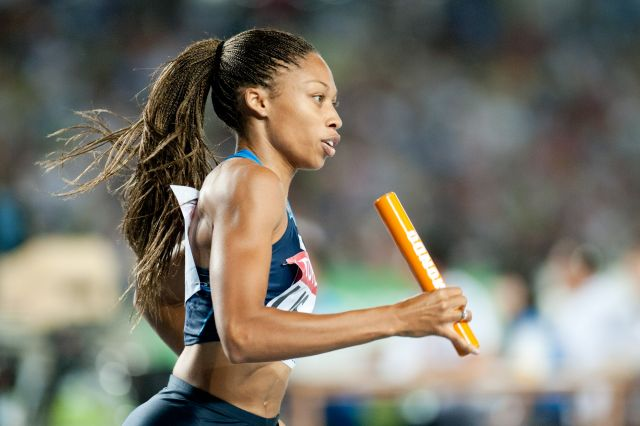
Allyson Felix

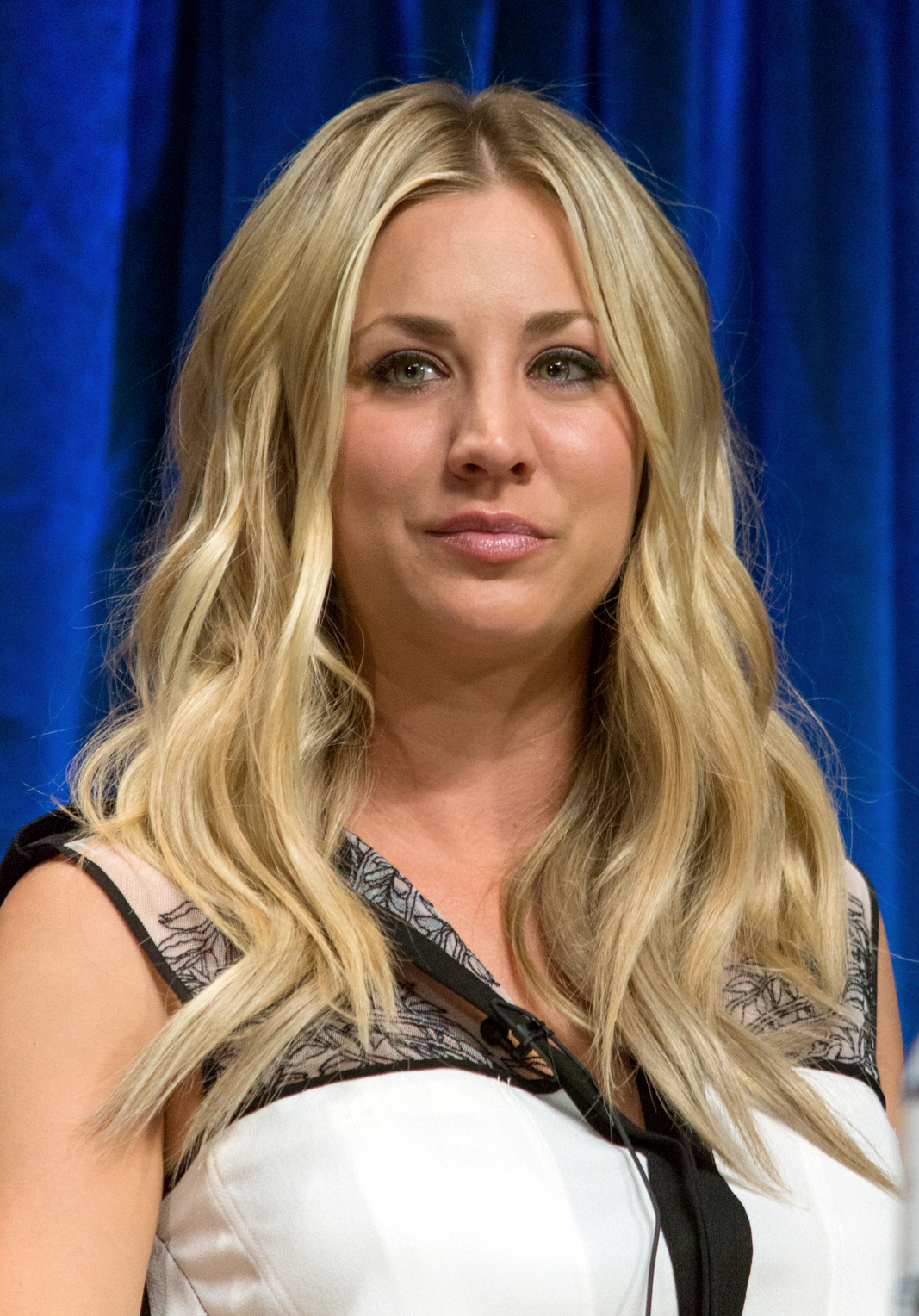
Kaley Cuoco

- 02. November: Davor Palo, dänischer Schachgroßmeister
- 03. November: Fabian Ammon, deutscher Fußballspieler
- 03. November: Guido Landert, Schweizer Skispringer
- 03. November: Philipp Tschauner, deutscher Fußballspieler
- 04. November: Marcell Jansen, deutscher Fußballspieler
- 04. November: Annika Olbrich, deutsche Schauspielerin
- 04. November: Vanessa Struhler, deutsche Sängerin
- 05. November: Johannes Neumann, deutscher Schwimmer
- 06. November: Christin Balogh, deutsche Schauspielerin
- 07. November: Mark Bridge, australischer Fußballspieler
- 07. November: Tom Croft, englischer Rugbyspieler
- 07. November: Thaíssa Presti, brasilianische Sprinterin
- 08. November: Magda Apanowicz, kanadische Schauspielerin
- 08. November: Alban Ramaj, albanischer Fußballspieler
- 10. November: Marco Barba, spanischer Automobilrennfahrer
- 10. November: Aleksandar Kolarov, serbischer Fußballspieler
- 10. November: Sophie Melbinger, deutsch-österreichische Schauspielerin
- 11. November: Janusz Gol, polnischer Fußballspieler
- 11. November: Kanybek Sagynbajew, kirgisischer Billardspieler
- 14. November: Mara Abbott, US-amerikanische Radrennfahrerin
- 14. November: Katrin Blume, deutsche Schauspielerin
- 14. November: Veroljub Salatić, Schweizer-Bosnischer Fußballspieler
- 14. November: Thomas Vermaelen, belgischer Fußballspieler
- 14. November: Andreas Vilberg, norwegischer Skispringer
- 14. November: Ching Wei, Schwimmer aus Amerikanisch-Samoa
- 15. November: Guilherme Afonso, angolanisch-schweizerischer Fußballspieler
- 15. November: Claas Relotius, deutscher Journalist
- 15. November: Jeffree Star, US-amerikanischer Make-up-Artist, Fashion-Designer, Sänger und DJ
- 16. November: Benjamin Krotz, deutscher Handballspieler
- 16. November: Sanna Marin, finnische Politikerin
- 16. November: Marco Sailer, deutscher Fußballspieler
- 17. November: Fikri El Haj Ali, deutscher Fußballspieler
- 17. November: Claudia Lenzi, Schweizer Schauspielerin
- 18. November: Melanie Behringer, deutsche Fußballspielerin
- 18. November: Allyson Felix, US-amerikanische Leichtathletin
- 18. November: Max Hemmersdorfer, deutscher Schauspieler
- 20. November: Marcus Wengler, deutscher Schauspieler
- 21. November: Michael Hamlin, US-amerikanischer American-Football-Spieler
- 22. November: Vicente Arze, bolivianischer Fußballspieler
- 22. November: Lukáš Pešek, tschechischer Motorradrennfahrer
- 23. November: Viktor Ahn, russischer Shorttrack-Läufer
- 23. November: Dennis Kuipers, niederländischer Rallyefahrer
- 24. November: Irmak Atuk, türkische Schauspielerin, Moderatorin und Model
- 24. November: Esther Sedlaczek, deutsche Sportmoderatorin
- 25. November: Marit Malm Frafjord, norwegische Handballspielerin
- 25. November: Arlan Monteiro Leocadio, brasilianischer Fußballspieler
- 26. November: Nikola Pokrivač, kroatischer Fußballspieler († 2025)
- 26. November: Saad El-Haddad, deutscher Rapper
- 27. November: Tim-Christopher Jost, deutscher Handballspieler
- 27. November: Dominik Stroh-Engel, deutscher Fußballspieler
- 28. November: Andreas Arén, schwedischer Skispringer
- 28. November: Johannes Klaußner, deutscher Schauspieler
- 29. November: Sven Lechner, deutscher Handballspieler
- 30. November: Brigitte Acton, kanadische Skirennläuferin
- 30. November: Luis Valbuena, venezolanischer Baseballspieler († 2018)
- 30. November: Kaley Cuoco, US-amerikanische Schauspielerin
- 30. November: Furious Pete, kanadischer Wettkampfesser

### Dezember
- 01. Dezember: Emiliano Viviano, italienischer Fußballspieler
- 01. Dezember: Björn Vleminckx, belgischer Fußballspieler
- 02. Dezember: Tatjana Asarowa, kasachische Hürdenläuferin
- 03. Dezember: László Cseh, ungarischer Schwimmer
- 03. Dezember: Josep Gómes, andorranischer Fußballspieler
- 03. Dezember: Amanda Seyfried, US-amerikanische Schauspielerin Amanda Seyfried

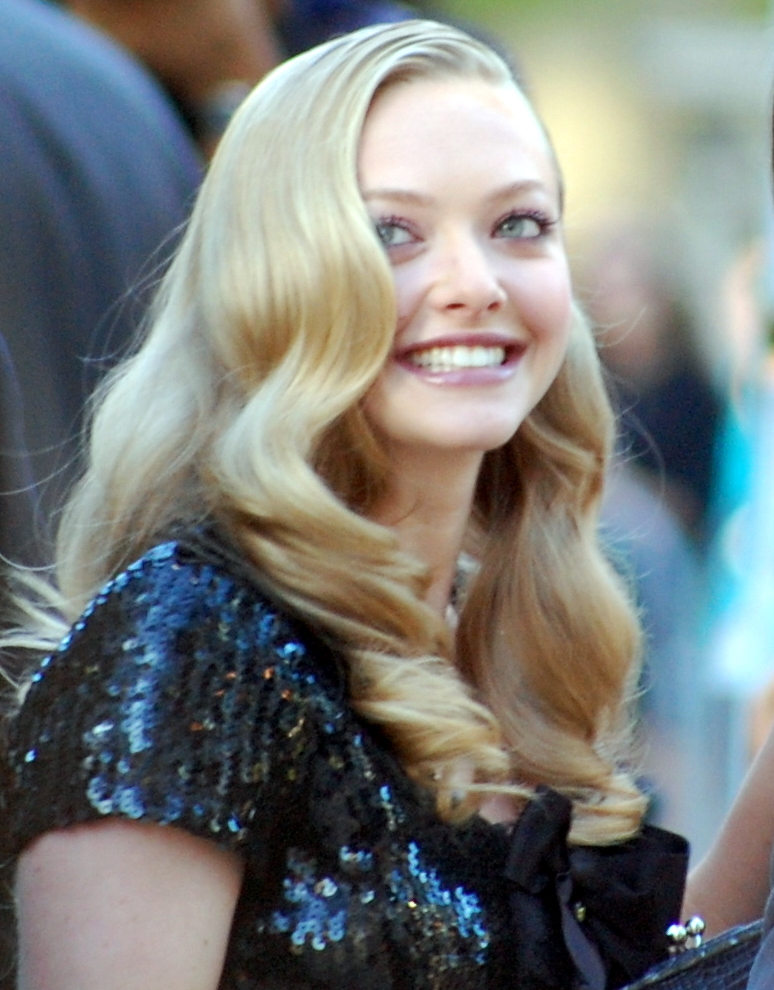
Amanda Seyfried

- 05. Dezember: McJoe Arroyo, puerto-ricanischer Boxer
- 05. Dezember: McWilliams Arroyo, puerto-ricanischer Boxer
- 05. Dezember: Jürgen Gjasula, deutsch-albanischer Fußballspieler
- 05. Dezember: Gianni Meersman, belgischer Radrennfahrer
- 05. Dezember: Frankie Muniz, US-amerikanischer Schauspieler
- 06. Dezember: Janier Acevedo, kolumbianischer Straßenradrennfahrer
- 07. Dezember: Dean Ambrose, US-amerikanischer Wrestler
- 07. Dezember: Floris van Assendelft, niederländischer Schachspieler
- 08. Dezember: Sören Anders, deutscher Koch
- 08. Dezember: Xavier Carter, US-amerikanischer Leichtathlet
- 08. Dezember: Dwight Howard, US-amerikanischer Basketballspieler
- 08. Dezember: Ignatas Konovalovas, litauischer Radrennfahrer
- 09. Dezember: Kristoffer Andersen, belgisch-dänischer Fußballspieler
- 09. Dezember: Ernesto Inarkiew, russischer Schachspieler
- 09. Dezember: Sebastian Schneider, deutscher Handballspieler
- 10. Dezember: Charlie Adam, schottischer Fußballspieler
- 10. Dezember: Sander Armée, belgischer Straßenradrennfahrer
- 10. Dezember: Bu Xiangzhi, chinesischer Schachspieler
- 11. Dezember: Daniil Jurjewitsch Mowe, russischer Automobilrennfahrer
- 11. Dezember: Zdeněk Štybar, tschechischer Radrennfahrer
- 12. Dezember: Sabine Devieilhe, französische Opernsängerin
- 12. Dezember: Martina Plura, deutsche Filmregisseurin
- 12. Dezember: Monika Plura, deutsche Kamerafrau
- 13. Dezember: Laurence Leboeuf, kanadische Schauspielerin
- 14. Dezember: Sévi Amoussou, beninischer Fußballspieler
- 14. Dezember: Jakub Błaszczykowski, polnischer Fußballspieler
- 14. Dezember: Chris Czekaj, walisischer Rugbyspieler
- 15. Dezember: Adi Rocha, brasilianischer Fußballspieler
- 16. Dezember: James Nash, britischer Automobilrennfahrer
- 16. Dezember: Amanda Setton, US-amerikanische Schauspielerin
- 16. Dezember: José Shaffer, argentinischer Fußballspieler
- 17. Dezember: Seymur Məmmədov, aserbaidschanischer Billardspieler
- 17. Dezember: Tine Mikkelsen, dänische Handballspielerin
- 18. Dezember: Tomoya Adachi, japanischer Marathonläufer
- 18. Dezember: Heidi Andreasen, erfolgreiche Schwimmerin bei den Paralympics
- 18. Dezember: Anna F., österreichische Singer-Songwriterin
- 19. Dezember: Shane Bitney Crone, US-amerikanischer LGBT-Aktivist
- 19. Dezember: Neil Kilkenny, australischer Fußballspieler
- 19. Dezember: Stefan Kneer, deutscher Handballspieler und -trainer
- 19. Dezember: Gary Cahill, englischer Fußballspieler
- 22. Dezember: José Vicente Toribio, spanischer Radrennfahrer
- 23. Dezember: Darren England, englischer Fußballschiedsrichter
- 23. Dezember: Christian Hildebrand, deutscher Handballspieler
- 23. Dezember: Austin Santos, US-amerikanischer Sänger und Songschreiber
- 24. Dezember: Christina Schwanitz, deutsche Kugelstoßerin
- 25. Dezember: Lukas Klapfer, österreichischer Kombinierer
- 25. Dezember: Julija Swyrydenko, ukrainische Politikerin
- 26. Dezember: Beth Behrs, US-amerikanische Schauspielerin
- 26. Dezember: Chris Carpenter, US-amerikanischer Baseballspieler
- 26. Dezember: Charline Hartmann, deutsche Fußballspielerin
- 26. Dezember: Marija Jovanović, montenegrinische Handballspielerin
- 26. Dezember: Christoph Schechinger, deutscher Schauspieler
- 27. Dezember: Jérôme D’Ambrosio, belgischer Automobilrennfahrer
- 27. Dezember: Thomas Holzer, deutscher Automobilrennfahrer
- 27. Dezember: Daiki Itō, japanischer Skispringer Daiki Ito

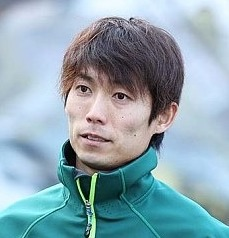
Daiki Ito

- 27. Dezember: Verona van de Leur, niederländische Kunstturnerin und Pornodarstellerin
- 27. Dezember: Thomas Ower, deutscher Eishockeytorwart
- 27. Dezember: Cristian Villagra, argentinischer Fußballspieler
- 29. Dezember: Mario Fuchs, Schweizer Schauspieler
- 31. Dezember: Jan Smit, niederländischer Sänger

### Tag unbekannt
- Kudjoe Affutu, ghanaischer Sarg-Künstler
- Tobias Amslinger, deutscher Schriftsteller und Literaturwissenschaftler
- Marie Helene Anschütz, deutsche Regisseurin
- Noha Atef, ägyptische Bloggerin und Menschenrechtlerin
- Veronika Bachfischer, deutsche Schauspielerin
- Marius Bechen, deutscher Schauspieler
- Andrea Bottlinger, deutsche Autorin, Übersetzerin und Lektorin
- Johannes Brandt, deutscher Filmkomponist
- Luise Brinkmann, deutsche Drehbuchautorin und Regisseurin
- Judith Goldberg, deutsche Schauspielerin
- Gerhard Hauer, österreichischer Skibobfahrer
- Shadi Hedayati, deutsche Schauspielerin
- Bong Ihn Koh, südkoreanischer Cellist und Molekularbiologe
- Caroline Junghanns, deutsche Schauspielerin
- Henrike von Kuick, deutsche Schauspielerin
- Jochen Matschke, deutscher Schauspieler
- Oona-Léa von Maydell, deutsche Filmschauspielerin, Regisseurin und Autorin
- Ronny Miersch, deutscher Schauspieler
- Pascale Pfeuti, schweizerische Schauspielerin und Musikerin
- Vanessa Rottenburg, deutsch-US-amerikanische Schauspielerin
- Varol Sahin, deutscher Schauspieler
- Lea Sophie Salfeld, deutsche Schauspielerin und Sängerin
- Katharina Schlothauer, deutsche Schauspielerin
- Paul Schweinester, österreichischer Opernsänger (Tenor)
- Sylvana Seddig, deutsch-griechische Schauspielerin
- Serafim Smigelskiy, russisch-amerikanischer Cellist
- Magdalena Steinlein, deutsche Schauspielerin
- Sebastian Tessenow, deutscher Schauspieler
- Isabel Thierauch, deutsche Schauspielerin
- Carolin Walter, deutsche Schauspielerin
- Martin Wißner, deutscher Schauspieler
- Ayanna Witter-Johnson, englische Komponistin, Sängerin, Songwriterin, Pianistin und Cellistin

## Gestorben

### Januar
- 01. Januar: Jóse Artes de Arcos, spanischer Erfinder und Unternehmer (* 1893)
- 01. Januar: Herbert Cysarz, sudetendeutscher Germanist (* 1896)
- 01. Januar: Hermann Reutter, deutscher Komponist und Musiker (* 1900)
- 02. Januar: Jacques de Lacretelle, französischer Schriftsteller (* 1888)
- 03. Januar: Lucien Cailliet, US-amerikanischer Komponist und Klarinettist (* 1891)
- 03. Januar: René Leroy, französischer Flötist und Musikpädagoge (* 1898)
- 03. Januar: Wolfgang Vacano, deutsch-amerikanischer Dirigent und Musikpädagoge (* 1906)
- 04. Januar: Kakuei Kin, japanischer Schriftsteller (* 1938)
- 05. Januar: Rudolf Anthes, deutscher Ägyptologe (* 1896)
- 06. Januar: O. F. Weidling, Talkmaster und Conférencier im Fernsehen der DDR (* 1924)
- 07. Januar: Wladimir Kokkinaki, sowjetischer Testpilot (* 1904)
- 07. Januar: Johannes Ludwig, deutscher Fußballspieler (* 1903)
- 07. Januar: Alfons Stemmer, deutscher Fußballspieler (* 1933)
- 10. Januar: Anton Karas, österreichischer Komponist und Musiker (* 1906)
- 14. Januar: Lama Anagarika Govinda, deutscher Interpret des Buddhismus (* 1898)
- 14. Januar: Rudolf Agricola, Wirtschaftswissenschaftler, Journalist (* 1900)
- 14. Januar: Robert T. Odeman, deutscher Kabarettist (* 1904)
- 14. Januar: Allan Shivers, US-amerikanischer Politiker (* 1907)
- 16. Januar: Ruth Orkin, US-amerikanische Photographin und Filmemacherin (* 1921)
- 19. Januar: Eric Voegelin, Politologe und Philosoph (* 1901)
- 20. Januar: Pug Manders, US-amerikanischer American-Football-Spieler (* 1913)
- 20. Januar: Johannes Thimme, RAF-Mitglied (* 1956)
- 21. Januar: Josef Dahmen, deutscher Schauspieler (* 1903)
- 21. Januar: Luise Ullrich, österreichische Schauspielerin (* 1910)
- 21. Januar: Yusuf Lule, ugandischer Politiker (* 1912)
- 22. Januar: Henri Dorgères, französischer Politiker und Bauernvertreter (* 1897)
- 22. Januar: Michail Gromow, sowjetischer Pilot (* 1899)
- 22. Januar: Bernhard Sprengel, deutscher Schokoladenfabrikant und Kunstmäzen (* 1899)
- 26. Januar: Jacob Yuchtman, starker Schachspieler (* 1935)
- 28. Januar: Alfredo Foni, italienischer Fußballspieler und -trainer (* 1911)
- 28. Januar: Tommy Jarrell, US-amerikanischer Fiddle- und Banjospieler und Sänger (* 1901)
- 28. Januar: Richard Paquier, Schweizer evangelischer Geistlicher (* 1905)
- 28. Januar: Paul Wittmann, rumäniendeutscher Kirchenmusiker und Komponist (* 1900)
- 31. Januar: Ishikawa Tatsuzō, japanischer Schriftsteller (* 1905)

### Februar
- 01. Februar: Anton Kutter, deutscher Regisseur und Konstrukteur des Kutter-Schiefspieglers (* 1903)
- 02. Februar: Micheline Coulombe Saint-Marcoux, kanadische Komponistin (* 1938)
- 02. Februar: Erwin Haack, deutscher Ingenieur und Technikjournalist (* 1917)
- 04. Februar: Friedrich Arndt, deutscher Puppenspieler (* 1905)
- 04. Februar: Mathieu Hezemans, niederländischer Automobilrennfahrer- und Unternehmer (* 1915)
- 06. Februar: Hans Domnick, deutscher Filmproduzent u. Regisseur (* 1909)
- 06. Februar: Eduard Wahl, deutscher Politiker (* 1903)
- 07. Februar: Francis Rome, britischer Offizier (* 1905)
- 08. Februar: Ernst Brüche, deutscher Physiker und Wegbereiter der Elektronenoptik (* 1900)
- 10. Februar: Werner Hinz, deutscher Schauspieler (* 1903)
- 10. Februar: Norman Woodlieff, US-amerikanischer Old-Time-Musiker (* 1901)
- 11. Februar: Ben Abruzzo, US-amerikanischer Ballonfahrer (* 1930)
- 11. Februar: Henry Hathaway, US-amerikanischer Filmregisseur (* 1898)
- 11. Februar: Jochen Müller, deutscher Fußballspieler (* 1925)
- 16. Februar: Sigfried Asche, deutscher Kunsthistoriker und Museumsdirektor (* 1906)
- 16. Februar: Alí Rafael Primera Rossell, venezolanischer Musiker (* 1942)
- 18. Februar: Otto Tschumi, Schweizer Kunstmaler (* 1904)
- 19. Februar: Katharina Schroth, deutsche Physiotherapeutin (* 1894)
- 20. Februar: Isaac Kashdan, US-amerikanischer Schach-Großmeister und Autor (* 1905)
- 20. Februar: Nakano Yoshio, japanischer Literaturwissenschaftler und Übersetzer (* 1903)
- 22. Februar: Albert Volkmann, deutscher Problemkomponist (* 1908)
- 22. Februar: Emilie Kiep-Altenloh, deutsche Politikerin (* 1888)
- 22. Februar: Efrem Zimbalist, US-amerikanischer Komponist, Musikpädagoge und Dirigent (* 1889)
- 26. Februar: Anna Elisabeth Angermann, deutsche Malerin (* 1883)
- 26. Februar: Gerd Böttcher, deutscher Schlagersänger und Schauspieler (* 1936)
- 26. Februar: Tjalling Koopmans, US-amerikanischer Ökonom niederländischer Abstammung (* 1910)
- 27. Februar: Henry Cabot Lodge Jr., US-amerikanischer Politiker und Diplomat (* 1902)
- 28. Februar: David Byron, englischer Musiker (* 1947)

### März
- 01. März: Christian Charier, französischer Autorennfahrer (* 1899)
- 03. März: Kyril Bonfiglioli, englischer Kunsthändler und Schriftsteller (* 1928)
- 03. März: Noel Purcell, irischer Schauspieler und Komiker (* 1900)
- 04. März: Alfred Dost, deutscher Wirtschaftswissenschaftler und Hochschullehrer (* 1922)
- 05. März: Oskar Ritter, deutscher Fußballspieler (* 1901)
- 06. März: Erwin Aichinger, österreichischer Forstwissenschaftler (* 1894)
- 06. März: Hans Brunke, deutscher Fußballspieler (* 1904)
- 07. März: Tamara Ramsay, Kinderbuchschriftstellerin (* 1895)
- 08. März: Edward Andrews, US-amerikanischer Schauspieler (* 1914)
- 09. März: John Chandler Gurney, US-amerikanischer Politiker (* 1896)
- 09. März: William E. Jenner, US-amerikanischer Politiker (* 1908)
- 10. März: Israel Regardie, Okkultist (* 1907)
- 10. März: Konstantin Tschernenko, sowjetischer Politiker (* 1911)
- 11. März: John Michael Geoffrey Manningham „Tom“ Adams, barbadischer Politiker (* 1931)
- 12. März: Earle Clements, US-amerikanischer Politiker (* 1896)
- 13. März: Bob Shad, US-amerikanischer Musikproduzent (* 1920)
- 14. März: Josef Spies, deutscher Politiker (* 1906)
- 15. März: Alan A. Freeman, australischer Musikproduzent (* 1920)
- 15. März: Emmy Meyer-Laule, deutsche Politikerin (* 1899)
- 16. März: Roger Sessions, US-amerikanischer Komponist (* 1896)
- 17. März: Irving Asher, US-amerikanischer Filmproduzent (* 1903)
- 21. März: Oldřich Halma, tschechischer Chorleiter und Komponist (* 1907)
- 21. März: Michael Redgrave, britischer Schauspieler (* 1908)
- 23. März: Zoot Sims, US-amerikanischer Jazzmusiker (* 1925)
- 23. März: Anton Levien Constandse, niederländischer Autor, Redakteur, Herausgeber, Freidenker (* 1899)
- 24. März: George London, Opernsänger (* 1920)
- 26. März: Anders Cleve, finnischer Schriftsteller (* 1937)
- 26. März: Sally Kessler, deutscher Kommunalpolitiker und Überlebender des Holocaust (* 1912)
- 27. März: Hans Kossatz, deutscher Karikaturist, Comiczeichner und Illustrator (* 1901)

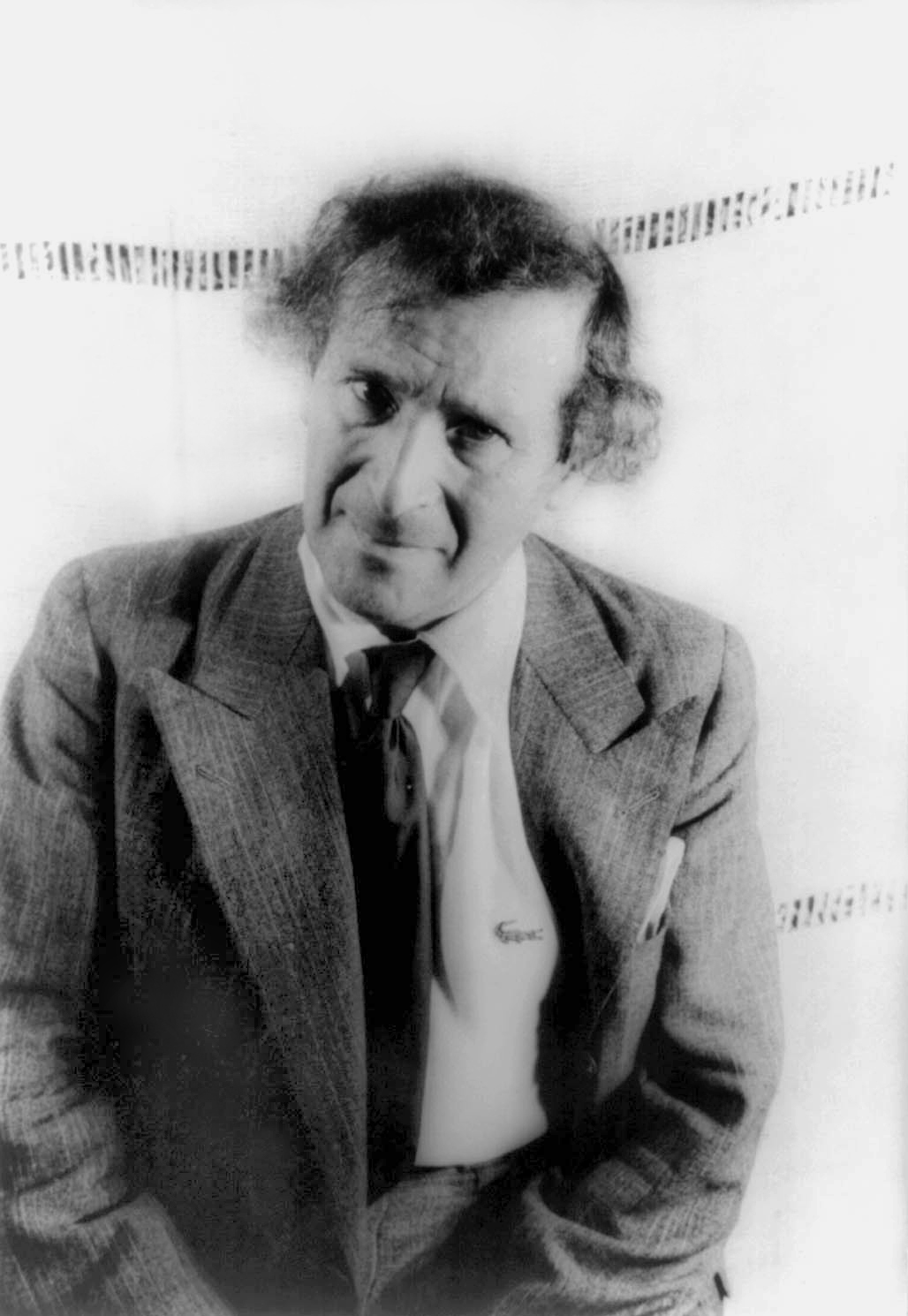
Marc Chagall, 1941

- 28. März: Marc Chagall, französisch-russischer Maler (* 1887)
- 28. März: Hannelore Schlaf, deutsche Tischtennisspielerin und -funktionärin (* 1930)
- 29. März: George P. Murdock, US-amerikanischer Ethnologe (* 1897)
- 29. März: Gerhard Stöck, deutscher Leichtathlet (* 1911)
- 30. März: Sœur Sourire, Zeichenlehrerin, Ordensschwester und Chansonnière (* 1933)

### April
- 01. April: Jonny Rieger, deutscher Schriftsteller (* 1908)
- 01. April: Herman Roelstraete, belgischer Komponist und Dirigent (* 1925)
- 06. April: Mark Lothar, deutscher Komponist (* 1902)
- 07. April: Carl Schmitt, deutscher Staatsrechtler und Philosoph (* 1888)
- 08. April: Boris Koschewnikow, russischer Komponist und Professor (* 1906)
- 09. April: Willem Roelof Oege Goslings, niederländischer Mediziner (* 1907)
- 09. April: Karl Neumann, deutscher Kinder- und Jugendschriftsteller (* 1916)
- 10. April: Eusebio Sempere, spanischer Maler (* 1923)

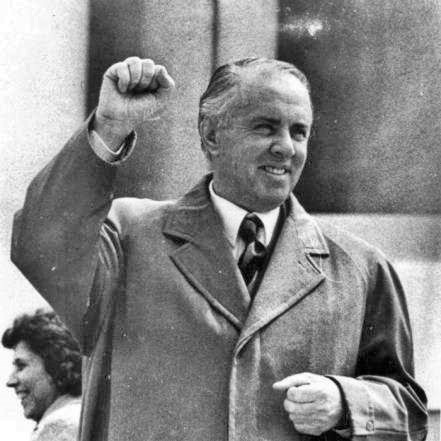
Enver Hoxha (1971)

- 11. April: Enver Hoxha, politischer Führer Albaniens (* 1908)
- 11. April: Bunny Ahearne, Präsident der IIHF (* 1900)
- 11. April: Fred Uhlman, deutscher Rechtsanwalt, Maler und Schriftsteller (* 1901)
- 12. April: Gerhard Bosinski, deutscher evangelischer Theologe (* 1911)
- 17. April: Charles Owen, US-amerikanischer Perkussionist und Musikpädagoge (* 1912)
- 19. April: Willie Mabon, US-amerikanischer R&B-Sänger, Songwriter und Pianist (* 1925)
- 20. April: Rudolf Gnägi, Schweizer Politiker (* 1917)
- 21. April: Astrid Gerd Judith Hjertenæs Andersen, norwegische Schriftstellerin (* 1915)
- 21. April: Joe Hembus, Filmkritiker (* 1933)
- 21. April: Tancredo Neves, brasilianischer Politiker (* 1910)
- 21. April: Elinor von Wallerstein, österreichische Schauspielerin (* 1907)
- 22. April: Alfred Charles Gimson, englischer Sprachwissenschaftler (* 1917)
- 22. April: José de Lima Siqueira, brasilianischer Komponist und Dirigent (* 1907)
- 22. April: Basile Khoury, libanesischer Erzbischof (* 1900)
- 22. April: Albéric Loqueheux, französischer Automobilrennfahrer (* 1903)
- 23. April: Helmut Bruno Anders, deutscher Rechtswissenschaftler und Historiker (* 1928)
- 23. April: Sam Ervin, US-amerikanischer Politiker (* 1896)
- 24. April: Harry Thomson Andrews, südafrikanischer Diplomat (* 1897)
- 25. April: Zoltán Horusitzky, ungarischer Komponist, Pianist und Musikpädagoge (* 1903)
- 26. April: Adolf Maislinger, KZ-Häftling im KZ Dachau (* 1903)
- 27. April: Wilhelm Abel, deutscher Wirtschaftshistoriker (* 1904)
- 27. April: Friedrich Märker, deutscher Schriftsteller und Publizist (* 1893)
- 27. April: Pierre Kamel Medawar, israelischer Bischof (* 1887)
- 29. April: Karen Fredersdorf, deutsche Schauspielerin (* 1892)

### Mai
- 01. Mai: Ástgeir Ólafsson, isländischer Schriftsteller (* 1914)
- 02. Mai: Attilio Bettega, italienischer Rallyefahrer (* 1953)
- 03. Mai: Horst Adamietz, deutscher Journalist (* 1916)
- 04. Mai: Jan Appel, deutscher Revolutionär (* 1890)
- 05. Mai: Carter Brown, australischer Kriminalautor (* 1923)
- 07. Mai: Dawn Addams, britische Schauspielerin (* 1930)
- 07. Mai: Luis Arenal Bastar, mexikanischer Künstler (* 1908/1909)
- 08. Mai: Karl Marx, deutscher Komponist und Pädagoge (* 1897)
- 08. Mai: Ulrich Dübber, Journalist und Politiker (* 1929)
- 08. Mai: Theodore Sturgeon, Science-Fiction-Autor (* 1918)
- 08. Mai: Edmond O’Brien, US-amerikanischer Schauspieler (* 1915)
- 11. Mai: Ria Ginster, deutsche Sängerin und Gesangspädagogin (* 1898)
- 11. Mai: Piet van Mever, niederländischer Komponist (* 1899)
- 12. Mai: Rodolfo Arizaga, argentinischer Komponist (* 1926)
- 12. Mai: Jean Dubuffet, französischer Maler und Bildhauer (* 1901)
- 12. Mai: Bohdan Wodiczko, polnischer Dirigent und Musikpädagoge (* 1911)
- 13. Mai: Alexander Mikulin, sowjetischer Triebwerkskonstrukteur (* 1895)
- 13. Mai: Mildred Scheel, deutsche Ärztin, Gattin von Walter Scheel (* 1931)
- 14. Mai: María Luisa Escobar, venezolanische Komponistin, Pianistin und Sängerin (* 1903)
- 14. Mai: Charles Leonard Hamblin, australischer Philosoph, Logiker und Computerpionier (* 1922)
- 15. Mai: Renato Olmi, italienischer Fußballspieler (* 1914)
- 18. Mai: Ernst Harold Anderson, schwedischer Leichtathlet (* 1907)
- 18. Mai: Hermann Schridde, deutscher Springreiter (* 1937)
- 19. Mai: Hilding Rosenberg, schwedischer Komponist und Dirigent (* 1892)
- 19. Mai: Johannes Petzold, Kirchenmusiker, Komponist mehrerer Gesangbuchlieder (* 1912)
- 21. Mai: Karl Weber, deutscher Politiker (* 1898)
- 24. Mai: Natalio Perinetti, argentinischer Fußballspieler (* 1900)
- 25. Mai: Ludwig Anschütz, deutscher Schauspieler und Hörspielsprecher (* 1902)
- 25. Mai: Johannes Holthusen, deutscher Slawist und Professor an der Universität Würzburg (* 1924)
- 26. Mai: Harold Hecht, US-amerikanischer Filmproduzent (* 1907)
- 28. Mai: Nils Nobach, deutscher Schlagerkomponist und -produzent (* 1918)
- 29. Mai: Mario Revelli di Beaumont, italienischer Motorradrennfahrer und Fahrzeugdesigner (* 1907)
- 30. Mai: Olga Nikolajewna Anstej, russische Schriftstellerin, Lyrikerin und Übersetzerin (* 1912)

### Juni
- 1. Juni: Ines Alfani-Tellini, italienische Opernsängerin (Sopran) und Musikpädagogin (* 1896)
- 01. Juni: Gaston Rébuffat, französischer Bergsteiger (* 1921)
- 02. Juni: Franz Korinek, österreichischer Politiker und Minister (* 1907)
- 03. Juni: Karl Obermayr, bayerischer Volksschauspieler (* 1931)
- 05. Juni: Josef Maria Reuß, Weihbischof in Mainz und Titularbischof von Sinope (* 1906)
- 05. Juni: Diarmaid Ó Súilleabháin, irischer Schriftsteller (* 1932)
- 06. Juni: Kurt Ranke, Germanist und Volkskundler (Erzählforscher) (* 1908)
- 07. Juni: Georgia Hale, US-amerikanische Schauspielerin (* 1900)
- 12. Juni: Dominique Laffin, französische Schauspielerin (* 1952)
- 12. Juni: Helmuth Plessner, deutscher Philosoph und Soziologe (* 1892)
- 15. Juni: Andy Stanfield, US-amerikanischer Leichtathlet (* 1927)
- 16. Juni: Alois Mertes, deutscher Politiker (* 1921)
- 16. Juni: Elias Coueter, syrischer Geistlicher und melkitischer Bischof von Brasilien (* 1896)
- 17. Juni: Czesław Marek, polnischer Komponist (* 1891)
- 21. Juni: Carl Andresen, deutscher Theologe und Religionshistoriker (* 1909)
- 21. Juni: Tage Erlander, schwedischer Premierminister (* 1901)
- 21. Juni: Marianne Frostig, Sozialarbeiterin, Lehrerin und Psychologin (* 1906)
- 23. Juni: Hubert Schulze Pellengahr, deutscher Politiker (* 1899)
- 25. Juni: Connie Curtis Crayton, US-amerikanischer Blues-Sänger und Gitarrist (* 1914)
- 26. Juni: Erwin Albrecht, Richter im Dritten Reich und saarländischer Politiker (* 1900)
- 28. Juni: Mischa Spoliansky, Komponist (Revue, Filmmusik) (* 1898)

### Juli

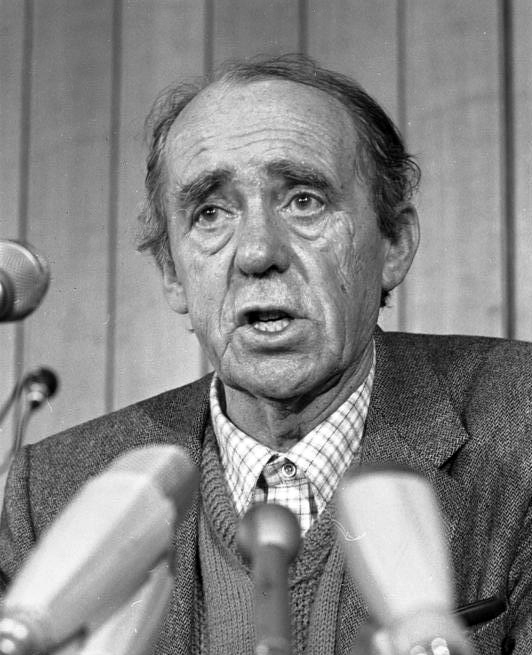
Heinrich Böll († 16. Juli)

- 02. Juli: Josef Mühlberger, deutscher Schriftsteller und Journalist (* 1903)
- 03. Juli: Erik Alfred Ågren, schwedischer Boxer (* 1916)
- 03. Juli: Friedrich Ruge, Marineoffizier; Admiral; Inspekteur der Marine (* 1894)
- 04. Juli: Lotte Strauss, deutsche Pathologin (* 1913)
- 07. Juli: Guido Kisch, Jurist und Rechtshistoriker (* 1889)
- 08. Juli: Wim Addicks, niederländischer Fußballspieler (* 1896)
- 08. Juli: Simon Smith Kuznets, russisch-US-amerikanischer Ökonom und Nobelpreisträger (* 1901)
- 09. Juli: Charlotte, von 1919 bis 1964 Großherzogin von Luxemburg (* 1896)
- 09. Juli: Jimmy Kinnon, Gründer von Narcotics Anonymous (* 1911)
- 11. Juli: Herbert Amry, österreichischer Diplomat und Nahost-Experte (* 1939)
- 13. Juli: Matthias Hoogen, deutscher Politiker (* 1904)
- 16. Juli: Heinrich Böll, deutscher Schriftsteller und Literatur-Nobelpreisträger (* 1917)
- 17. Juli: Leslie Cornelius Arends, US-amerikanischer Politiker (* 1895)
- 17. Juli: Susanne K. Langer, US-amerikanische Philosophin (* 1895)
- 17. Juli: Fritz Lisetti, österreichischer Zauberkünstler (* 1889)
- 17. Juli: Wynn Stewart, US-amerikanischer Country-Musiker (* 1934)
- 19. Juli: Mathew T. Anden, deutscher Theater-, Fernseh- und Filmschauspieler (* 1942)
- 22. Juli: Erwin Wicker, deutscher General (* 1910)
- 25. Juli: Willie Perryman, US-amerikanischer Blues-Musiker (* 1911)
- 25. Juli: Adolf Ziegler, deutscher Schauspieler (* 1899)
- 26. Juli: Walter Richter, deutscher Schauspieler (* 1905)
- 27. Juli: Michel Audiard, französischer Drehbuchautor und Regisseur (* 1920)
- 28. Juli: Rose Oehmichen, deutsche Schauspielerin und Mitgründerin der Augsburger Puppenkiste (* 1901)
- 30. Juli: Andreina Ardizzone Emeri, italienische Politikerin, Frauenrechtlerin und Anwältin (* 1936)
- 30. Juli: François Paco, französischer Autorennfahrer (* 1903)
- 30. Juli: Robert Sénéchal, französischer Unternehmer und Automobilrennfahrer (* 1892)

### August
- 01. August: Sam Wooding, US-amerikanischer Jazz-Pianist, -Arrangeur und -Bandleader (* 1895)
- 01. August: Alois Carigiet, Schweizer Künstler, Maler und Kinderbuchautor (* 1902)
- 02. August: Frank Faylen, US-amerikanischer Schauspieler (* 1905)
- 02. August: Karl-Heinz Stroux, deutscher Schauspieler, Regisseur und Theaterleiter (* 1908)
- 04. August: Zbyněk Vostřák, tschechischer Komponist (* 1920)
- 05. August: Juozas Žilevičius, litauischer Komponist, Organist, Musikpädagoge und -wissenschaftler (* 1891)
- 06. August: William John St. Clair Anstruther-Gray, britischer Politiker (* 1905)
- 06. August: Forbes Burnham, guyanischer Politiker und Präsident von Guyana (* 1923)
- 08. August: Milton Greene, US-amerikanischer Fotograf (* 1922)
- 08. August: Louise Brooks, US-amerikanische Filmschauspielerin (* 1906)
- 09. August: Fred Åkerström, schwedischer Liedermacher und Sänger (* 1937)
- 10. August: Gerhard Sevenster, niederländischer reformierter Theologe und Kirchenhistoriker (* 1895)
- 11. August: Nicolaus Darboven, deutscher Unternehmer (* 1902)
- 11. August: János Drapál, ungarischer Motorradrennfahrer (* 1948)
- 11. August: Josef Fath, deutscher Fußballspieler (* 1911)
- 12. August: Jakob Adlhart, Bildhauer (* 1898)
- 12. August: Manfred Winkelhock, deutscher Formel-1-Rennfahrer (* 1951)
- 14. August: Gale Sondergaard, US-amerikanische Schauspielerin (* 1899)
- 16. August: Erwin Zucker-Schilling, österreichischer Journalist und Schriftsteller (* 1903)
- 19. August: Yamazaki Hōdai, japanischer Schriftsteller (* 1914)
- 22. August: Paul Peter Ewald, deutscher Physiker (* 1888)
- 24. August: Paul Creston, US-amerikanischer Musiker und Komponist (* 1906)
- 24. August: Morrie Ryskind, US-amerikanischer Autor (* 1895)
- 25. August: Rudi Blesh, US-amerikanischer Jazzautor (* 1899)
- 27. August: Ernst Aust, deutscher Politiker (* 1923)
- 27. August: Walter Frey, Schweizer Pianist und Musikpädagoge (* 1898)
- 28. August: Isidro Benítez, kubanischer Musiker, Dirigent und Komponist (* 1900)
- 28. August: Ruth Gordon, US-amerikanische Schauspielerin (* 1896)
- 28. August: Claus-Joachim von Heydebreck, deutscher Politiker (* 1906)
- 29. August: Evelyn Ankers, britische Schauspielerin (* 1918)
- 30. August: Taylor Caldwell, US-amerikanische Schriftstellerin britischer Herkunft (* 1900)
- 30. August: Yvonne Netter, französische Rechtsanwältin und Widerstandskämpferin (* 1889)
- 30. August: Tatiana Proskouriakoff, US-amerikanische Altamerikanistin und Illustratorin russischer Herkunft (* 1909)
- 31. August: Frank Macfarlane Burnet, australischer Mediziner und Nobelpreisträger (* 1899)

### September

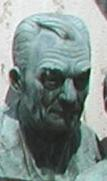
John Franklin Enders

- 01. September: Stefan Bellof, Automobilrennfahrer (* 1957)
- 02. September: Abe Lenstra, niederländischer Fußballspieler (* 1920)
- 04. September: George O’Brien, US-amerikanischer Schauspieler (* 1899)
- 07. September: Frank Kinard, US-amerikanischer American-Football-Spieler und -Trainer (* 1914)
- 07. September: George Pólya, US-amerikanischer Mathematiker (* 1887)
- 07. September: Rodney R. Porter, englischer Biochemiker und Nobelpreisträger (* 1917)
- 08. September: Ana Mendieta, US-amerikanische Performancekünstlerin (* 1948)
- 08. September: John Franklin Enders, US-amerikanischer Bakteriologe und Nobelpreisträger (* 1897)
- 09. September: Paul John Flory, US-amerikanischer Chemiker und Nobelpreisträger (* 1910)
- 09. September: Hugo Lindo, salvadorianischer Schriftsteller, Diplomat und Politiker (* 1917)
- 10. September: Ernst Öpik, deutsch-baltischer Astronom (* 1893)
- 11. September: William Alwyn, englischer Komponist (* 1905)
- 12. September: Lajzer Ajchenrand, polnischer Dichter (* 1911)
- 12. September: Fred Strittmatter, deutsch-schweizerischer Filmmusikkomponist (* 1923)
- 13. September: Werner Trillmich, deutscher Historiker (* 1914)
- 13. September: Benno Sterzenbach, deutscher Theater- und Film-Schauspieler (* 1916)
- 14. September: John Caldwell Holt, US-amerikanischer Autor und Lehrer (* 1923)
- 15. September: Wolfgang Abendroth, deutscher Politologe (* 1906)
- 15. September: Bruno Banducci, US-amerikanischer American-Football-Spieler (* 1921)
- 15. September: Cootie Williams, US-amerikanischer Jazztrompeter (* 1911)
- 19. September: Italo Calvino, italienischer Schriftsteller (* 1923)
- 20. September: Karl Angerstein, deutscher Offizier (* 1890)
- 21. September: Jan Cyž, sorbischer Jurist und Verleger, Landrat von Bautzen (* 1898)
- 22. September: Axel Springer, Gründer und Inhaber des Axel Springer Verlags (* 1912)
- 23. September: Beppe Assenza, italienischer Maler (* 1905)
- 24. September: Antonio Poma, Erzbischof von Bologna und Kardinal (* 1910)
- 25. September: Pál Kucsera, ungarischer Radsportler (* 1922)
- 27. September: Lloyd Nolan, US-amerikanischer Schauspieler (* 1902)
- 28. September: L. B. Abbott, US-amerikanischer Kameramann und Spezialeffektkünstler (* 1908)
- 28. September: Günter Sare, deutscher antifaschistischer Demonstrant (* 1949)
- 30. September: Herbert Bayer, österreichischer Grafikdesigner, Typograf, Maler und Fotograf (* 1900)
- 30. September: Cuto Estévez, dominikanischer Musiker und Komponist (* 1915)
- 30. September: Charles Francis Richter, US-amerikanischer Seismologe (* 1900)
- 30. September: Simone Signoret, französische Schauspielerin (* 1921)
- 00. September: Rubens Bassini, brasilianischer Perkussionist (* 1933)

### Oktober
- 01. Oktober: Ninian Sanderson, britischer Automobilrennfahrer (* 1925)
- 01. Oktober: Bill Springsteen, US-amerikanischer American-Football-Spieler (* 1899)
- 02. Oktober: Hugo Decker, deutscher Politiker (* 1899)

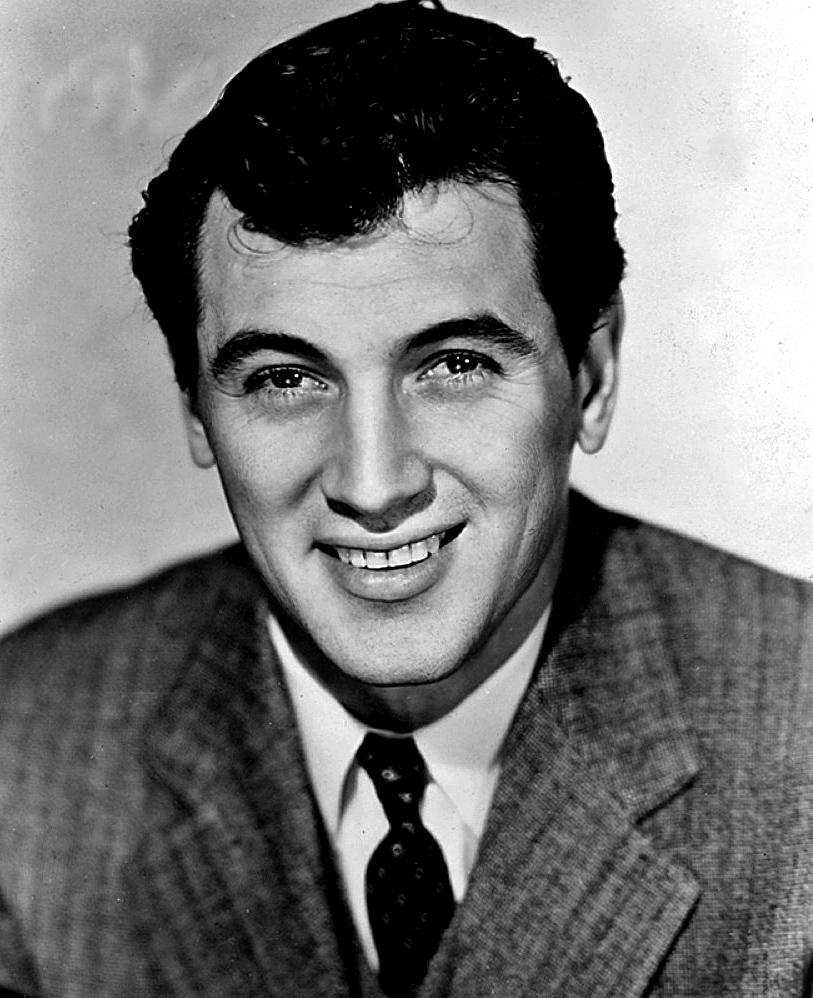
Rock Hudson

- 02. Oktober: Rock Hudson, US-amerikanischer Filmschauspieler (* 1925)
- 02. Oktober: Alex Möller, deutscher Politiker (* 1903)
- 02. Oktober: George Savalas, US-amerikanischer Schauspieler (* 1924)
- 03. Oktober: Heinz Kindermann, österreichischer Literatur- und Theaterwissenschaftler (* 1894)
- 05. Oktober: Therese Angeloff, deutsche Kabarettistin und Schauspielerin (* 1911)
- 05. Oktober: Serge Jaroff, US-amerikanischer Chorleiter russischer Herkunft (*† 1896)
- 05. Oktober: Karl Menger, österreichischer Mathematiker (* 1902)
- 05. Oktober: Peter Paul, deutscher Schauspieler (* 1911)
- 05. Oktober: Emil Spiess, Schweizer römisch-katholischer Geistlicher und Pädagoge (* 1895)
- 06. Oktober: Josef Hug, Schweizer Korbflechter, Hausierer und Schriftsteller (* 1903)
- 06. Oktober: Nelson Riddle, US-amerikanischer Komponist und Bigband-Leader (* 1921)
- 07. Oktober: Wolfgang Kieling, deutscher Schauspieler (* 1924)
- 07. Oktober: Cemal Reşid Rey, türkischer Komponist (* 1904)
- 08. Oktober: John W. Snyder, US-amerikanischer Finanzminister (* 1895)
- 09. Oktober: Andreas Lindt, Schweizer evangelischer Geistlicher und Hochschullehrer (* 1920)
- 09. Oktober: Emílio Garrastazu Médici, Präsident Brasiliens (* 1905)
- 09. Oktober: Ludo Coeck, belgischer Fußballspieler (* 1955)
- 10. Oktober: Yul Brynner, US-amerikanischer Schauspieler und Sänger (* 1920)
- 10. Oktober: Orson Welles, US-amerikanischer Regisseur, Schauspieler und Autor (* 1915)
- 11. Oktober: Tex Williams, US-amerikanischer Country-Sänger und Band-Leader (* 1917)
- 12. Oktober: John Davis, US-amerikanischer Blues-Pianist und Sänger (* 1913)
- 12. Oktober: Duke Dinsmore, US-amerikanischer Automobilrennfahrer (* 1913)
- 14. Oktober: Emil Gilels, russischer Pianist (* 1916)
- 14. Oktober: Paul B. Johnson junior, US-amerikanischer Politiker (* 1916)
- 15. Oktober: Sandro Angiolini, italienischer Comiczeichner und Cartoonist (* 1920)
- 15. Oktober: Max Zaslofsky, US-amerikanischer Basketballspieler (* 1925)
- 17. Oktober: Josef Garovi, Schweizer Komponist (* 1908)
- 18. Oktober: Stefan Askenase, belgisch-polnischer Pianist (* 1896)
- 19. Oktober: Jean Mineur, französischer Filmproduzent und -regisseur (* 1902)
- 22. Oktober: Thomas Townsend Brown, US-amerikanischer Physiker (* 1905)
- 23. Oktober: Bernhard Bauknecht, deutscher Politiker (* 1900)
- 24. Oktober: László József Bíró, ungarischer Erfinder (Kugelschreiber) (* 1899)
- 24. Oktober: Maurice Roy, Erzbischof von Québec und Kardinal der römisch-katholischen Kirche (* 1905)
- 25. Oktober: Blair Lee III., US-amerikanischer Politiker (* 1916)
- 27. Oktober: Paul Edwin Roth, deutscher Schauspieler (* 1918)
- 29. Oktober: Jewgeni Lifschitz, sowjetischer Physiker (* 1915)
- 31. Oktober: Henri Schaller, Schweizer Geistlicher, Journalist und Zeitungsverleger (* 1886)

### November
- 01. November: Georg Stadtmüller, deutscher Historiker und Byzantinist
- 02. November: Robert Biberti, Sänger (* 1902)
- 04. November: Ferdinand Kramer, deutscher Architekt (* 1898)
- 04. November: Rudolf Fernau, deutscher Schauspieler (* 1898)
- 04. November: Cus D’Amato, US-amerikanischer Boxtrainer (* 1908)
- 05. November: Reinhard Priessnitz, österreichischer Journalist (* 1945)
- 06. November: Sanjeev Kumar, indischer Filmschauspieler (* 1938)
- 07. November: Sid Robin, US-amerikanischer Textdichter und Komponist (* 1912)
- 07. November: Friedrich Traugott Wahlen, Schweizer Professor für Landwirtschaft und Bundesrat (* 1899)
- 08. November: Masten Gregory, Formel-1-Rennfahrer (* 1932)
- 08. November: Nicolas Frantz, luxemburgischer Radrennfahrer (* 1899)
- 09. November: Marie-Georges Pascal, französische Schauspielerin (* 1946)
- 11. November: Yvonne Hagnauer, französische Lehrerin, Widerstandskämpferin und Gerechte unter den Völkern (* 1898)
- 11. November: James Hanley, britischer Schriftsteller (* 1897)
- 12. November: Willy Dehnkamp, Politiker und Bremer Bürgermeister (* 1903)
- 13. November: Alexander Pokryschkin, sowjetischer Pilot (* 1913)
- 14. November: Julito Deschamps, dominikanischer Sänger, Pianist und Gitarrist (* 1930)
- 15. November: Meret Oppenheim, Schweizer surrealistische Künstlerin und Lyrikerin (* 1913)
- 17. November: Lon Nol, Präsident von Kambodscha (* 1913)
- 18. November: Stephan Henrik Barratt-Due, norwegischer Geiger und Musikpädagoge (* 1919)
- 19. November: Juan Arvizu, mexikanischer Sänger (* 1900)
- 19. November: Uwe Dallmeier, deutscher Schauspieler (* 1924)
- 24. November; Maurice Paz, französischer Rechtsanwalt und Politiker (* 1896)
- 24. November: Maurice Podoloff, US-amerikanischer Jurist und Sportmanager (* 1890)
- 24. November: George Raynor, englischer Fußballspieler und -trainer (* 1907)
- 24. November: Kornel Schimpl, tschechischer Dirigent, Musikpädagoge und Komponist (* 1907)
- 24. November: Big Joe Turner, US-amerikanischer Boogie Woogie-, Blues- und Rock 'n' Roll-Sänger (* 1911)
- 25. November: Elsa Morante, italienische Schriftstellerin (* 1912)
- 25. November: Franz Hildebrandt, lutherischer (später Methodistischer) Pastor und Theologe (* 1909)
- 26. November: Sergei Gerassimow, sowjetischer Filmregisseur, Drehbuchautor und Schauspieler (* 1906)
- 26. November: José Antonio Zorrilla, mexikanischer Komponist, Schriftsteller, Drehbuchautor und Regisseur (* 1915)
- 27. November: André Hunebelle, französischer Filmregisseur (* 1896)
- 28. November: Karl Abt, deutscher Maler (* 1899)
- 28. November: John McNally, US-amerikanischer American-Football-Spieler (* 1903)

### Dezember
- 01. Dezember: Kenshiro Abe, japanischer Jūdō-Lehrer (* 1916)
- 02. Dezember: Heinz Hoffmann, Verteidigungsminister der DDR (* 1910)
- 04. Dezember: Frederick H. Boland, irischer Politiker (* 1904)
- 06. Dezember: Heribert Aichinger, österreichischer Schauspieler (* 1903)
- 06. Dezember: Burleigh Grimes, US-amerikanischer Sportler (* 1893)
- 06. Dezember: Hans Sachse, deutscher Arzt und Goethe-Forscher (* 1906)
- 06. Dezember: Günter Steffens, deutscher Schriftsteller (* 1922)
- 07. Dezember: Robert Graves, britischer Schriftsteller und Dichter (* 1895)
- 08. Dezember: Ermenegildo Florit, Erzbischof von Florenz und Kardinal der römisch-katholischen Kirche (* 1901)
- 09. Dezember: Cees See, niederländischer Jazzschlagzeuger und Perkussionist (* 1934)
- 12. Dezember: Ian Stewart, britischer Pianist (* 1938)
- 12. Dezember: Josef Hornauer, deutscher Fußballspieler (* 1908)
- 12. Dezember: Anne Baxter, US-amerikanische Schauspielerin (* 1923)
- 14. Dezember: Roger Maris, US-amerikanischer Baseballspieler (* 1934)
- 15. Dezember: Carlos P. Rómulo, philippinischer Politiker (* 1899)
- 15. Dezember: Seewoosagur Ramgoolam, erster Premierminister von Mauritius (* 1900)
- 17. Dezember: Otto Gotsche, deutscher Politiker und Schriftsteller (* 1904)
- 17. Dezember: Otto Erich Strasser, Schweizer evangelischer Geistlicher und Hochschullehrer (* 1888)
- 18. Dezember: Leonhard Mahlein, deutscher Gewerkschafter, 1968–1983 Vorsitzender d. IG Druck u. Papier (* 1921)
- 23. Dezember: Prinz Bira, thailändischer Automobilrennfahrer (* 1914)
- 23. Dezember: Artur Gelbrun, israelischer Geiger, Bratschist, Musikpädagoge, Dirigent und Komponist polnischer Herkunft (* 1913)
- 23. Dezember: Gina Kaus, österreichische Schriftstellerin, Übersetzerin und Drehbuchautorin (* 1893 oder 1894)
- 24. Dezember: Ramazan Avcı, türkisches Terroropfer (* 1959)
- 24. Dezember: Ferhat Abbas, algerischer Politiker (* 1899)
- 25. Dezember: Friedrich Becker, deutscher Astronom (* 1900)
- 25. Dezember: Franz Marx, deutscher Politiker (* 1903)
- 25. Dezember: Jacques Monod, französischer Schauspieler (* 1918)
- 25. Dezember: Eddie Taylor, US-amerikanischer Blues-Gitarrist (* 1923)
- 26. Dezember: Dian Fossey, US-amerikanische Gorilla-Forscherin (* 1932)
- 27. Dezember: Harry Hopman, australischer Tennisspieler (* 1906)
- 27. Dezember: Jean Rondeau, französischer Automobilrennfahrer und Konstrukteur (* 1946)
- 28. Dezember: Josef Lense, österreichischer Mathematiker (* 1890)
- 28. Dezember: Maria Rothschedl, österreichische Kommunalpolitikerin und erste Bürgermeisterin Österreichs (* 1921)
- 31. Dezember: Ricky Nelson, Teenagerstar in den Vereinigten Staaten (* 1940)
- 31. Dezember: Georges Haddad, libanesischer Erzbischof (* 1924)

### Tag unbekannt
- Benjamin Akzin, israelischer Professor (* 1904)
- Wilhelm Friedrich Arntz, deutscher Jurist, Schriftsteller, Verlagsbuchhändler und Redakteur (* 1903)
- Bernard Astraud, französischer Pilot und Unternehmer (* 1922)
- Otto Busch, deutscher Organist, Komponist und Musikpädagoge (* 1901)
- Eugenio Retes, chilenischer Schauspieler und Autor (* 1895)
- Paul van Cuyck, belgischer Autorennfahrer (* 1903)

## Wissenschaftspreise

### Nobelpreise
- Physik: Klaus von Klitzing
- Chemie: Herbert A. Hauptman und Jerome Karle
- Medizin: Michael S. Brown und Joseph L. Goldstein
- Literatur: Claude Simon
- Friedensnobelpreis: International Physicians for the Prevention of Nuclear War (IPPNW)
- Wirtschaftswissenschaft: Franco Modigliani

#### Turing Award
- Richard M. Karp, für die Algorithmentheorie, insbesondere die Entwicklung effizienter Algorithmen für den Netzwerkfluss und andere kombinatorische Optimierungsprobleme, die Identifikation der Berechenbarkeit in Polynomialzeit und Beiträge zur Theorie der NP-Vollständigkeit, wo er eine Methodik zu deren Nachweis entwickelt hat.